# Stolpersteine

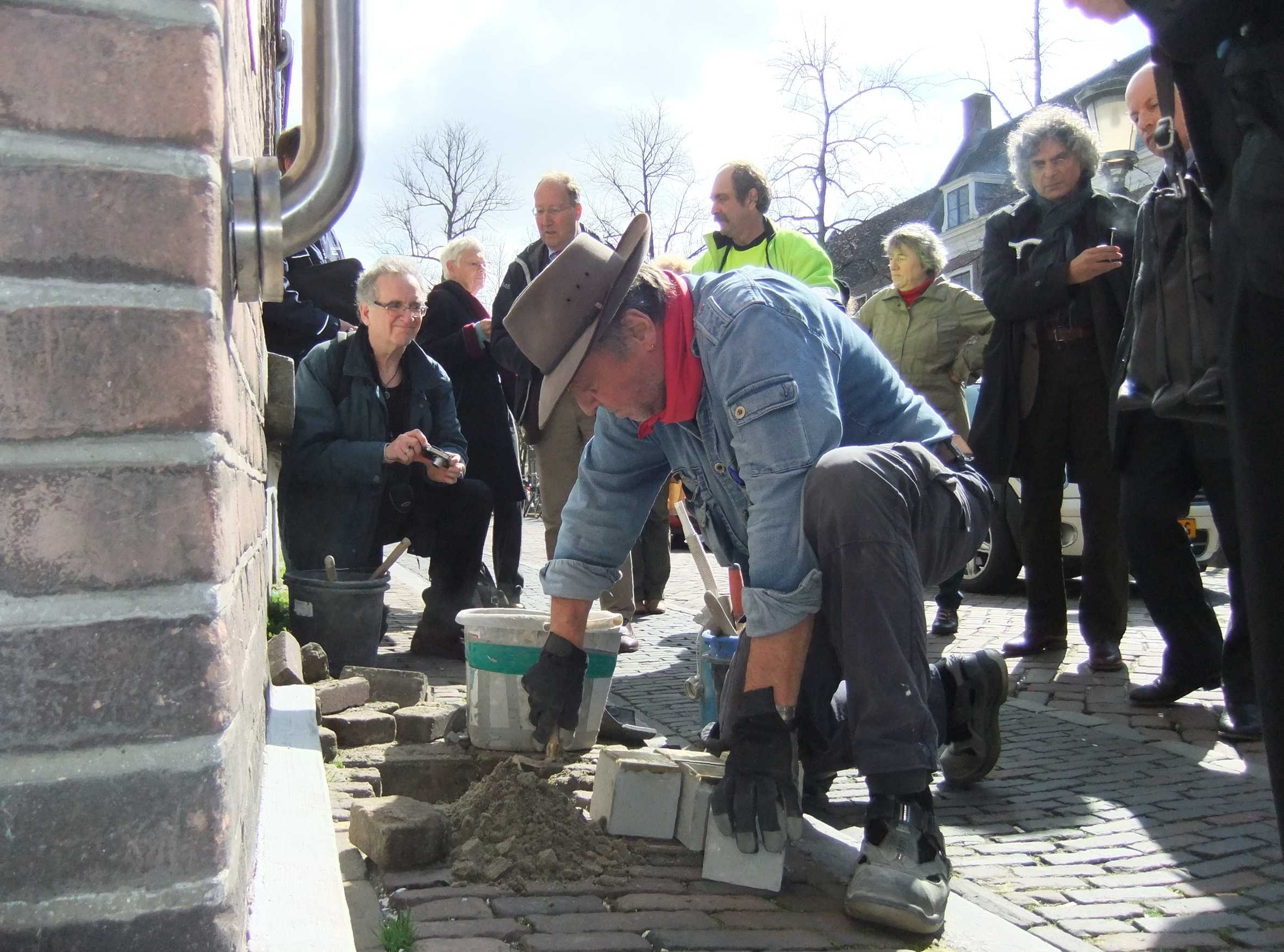
Gunter Demnig bij het voormalige Centraal Israëlitisch Weeshuis in Utrecht op 8 april 2010

Stolpersteine, ook bekend als struikelstenen, is een project van de Duitse kunstenaar Gunter Demnig (geboren in 1947 in Berlijn). Het is een over geheel Europa verspreid monument voor de slachtoffers van het nationaalsocialisme. In Friesland worden de gedenktekens stroffelstiennen ("struikelstenen") genoemd, in Vlaanderen ook wel gedenkkasseien.
Demnig brengt deze gedenktekens aan in het trottoir voor de vroegere woonhuizen van mensen die door de nazi's verdreven, gedeporteerd, vermoord of tot zelfmoord gedreven zijn. Deze Stolpersteine herinneren aan Joden, Sinti en Roma, politieke gevangenen, homoseksuelen, Jehova's getuigen en slachtoffers van gedwongen euthanasie.
Hoe Demnig aan de naam Stolpersteine is gekomen weet hij zelf niet meer, maar hij citeert met instemming een scholier: "Man fällt nicht über die Stolpersteine, du stolperst mit dem Kopf und dem Herzen" (men valt niet over de Stolpersteine, je struikelt met je hoofd en je hart).
De stenen zijn van beton. Op de kop van 10 × 10 cm zit een messing plaatje, waarin met slagletters de naam, geboortedatum, deportatiedatum, plaats en datum van het overlijden van de herdachte persoon zijn aangebracht.

## Geschiedenis

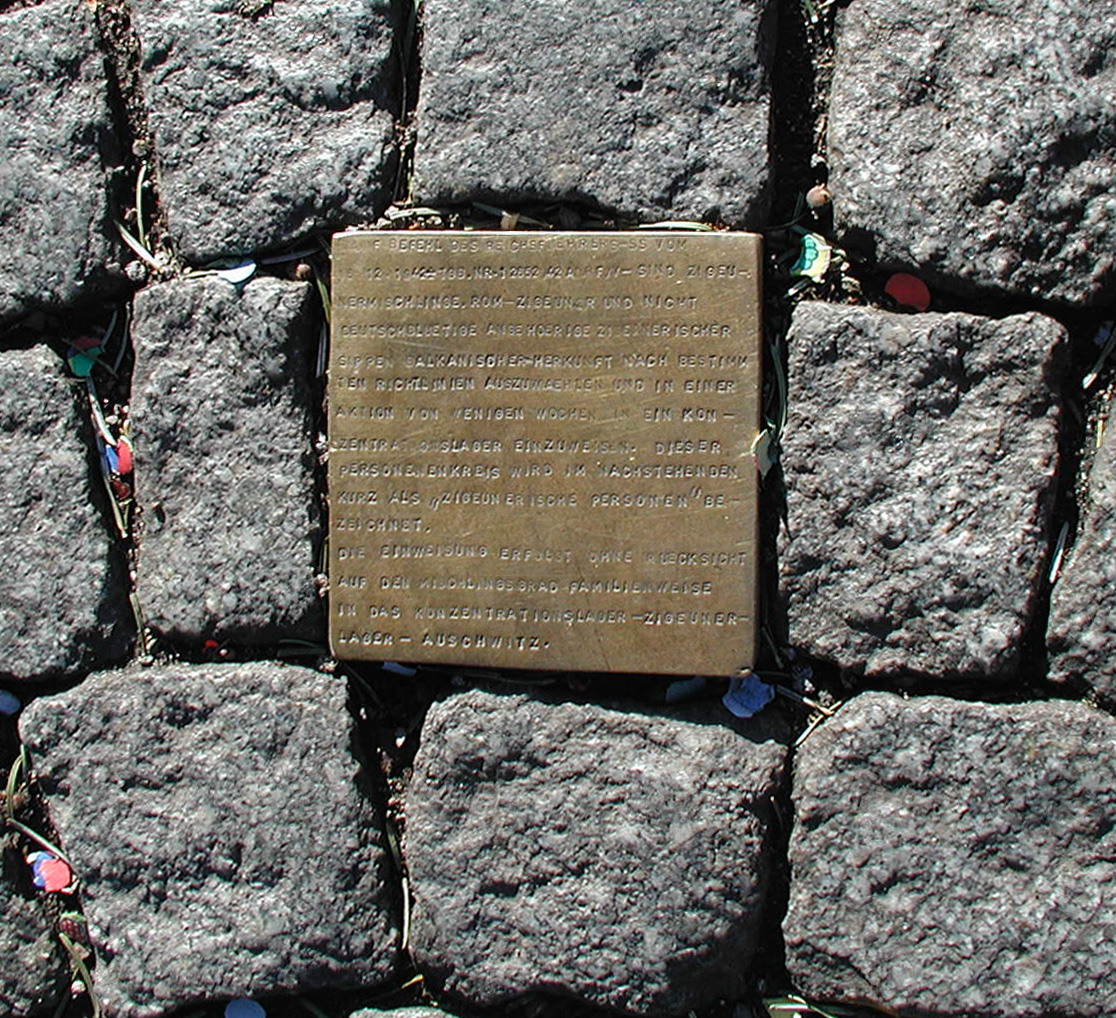
Eerste Stolperstein voor het stadhuis van Keulen met het deportatiebevel van Himmler (geplaatst op 16 december 1992)

Op 16 december 1992, de vijftigste verjaardag van het bevel van Heinrich Himmler tot deportatie van duizend Roma en Sinti, plaatste Demnig voor het stadhuis van zijn woonplaats Keulen een steen met daarop een messing plaatje met de eerste regels van dit bevel. Op 4 januari 1995 plaatste hij in Keulen de eerste Stolpersteine, toen nog zonder toestemming van de autoriteiten. In mei 1996 plaatste hij, eveneens zonder toestemming, 51 Stolpersteine in de Oranienstraße in Berlin-Kreuzberg. Vanaf 2000 worden de Stolpersteine in Duitsland met ambtelijke vergunningen geplaatst.
De stenen werden lange tijd alle door Demnig zelf met de hand gemaakt en geplaatst. Genoodzaakt door de stormachtige ontwikkeling van het project, laat hij zich sinds 2005 ondersteunen door de bevriende beeldhouwer Michael Friedrichs-Friedländer en twee andere ontwerpers, die de stenen maken. Omdat in Amsterdam een lange wachtlijst was ontstaan voor plaatsing, worden de stenen sinds 2021 ook in een werkplaats in de tuin van het Goethe-Institut aan de Herengracht geproduceerd. In november 2024 waren hier al meer dan 3000 Stolpersteine gemaakt.
Demnig plaatst de eerste Stolpersteine in een gemeente nog altijd bij voorkeur zelf. Als er vervolgens opnieuw Stolpersteine geplaatst worden, kan dat in overleg door de lokale gemeenschap worden gedaan. Sinds januari 2015 wordt het project georganiseerd door de stichting Spuren - Gunter Demnig. Deze zal het project voortzetten als Gunter Demnig daartoe zelf niet meer in staat zal zijn.
De eerste Stolpersteine in Nederland verschenen in 2007, in België in 2009. Op 26 mei 2023 werd in Neurenberg de honderdduizendste Stolperstein gelegd.

### Vervaardiging van Stolpersteine in het Goethe-Institut

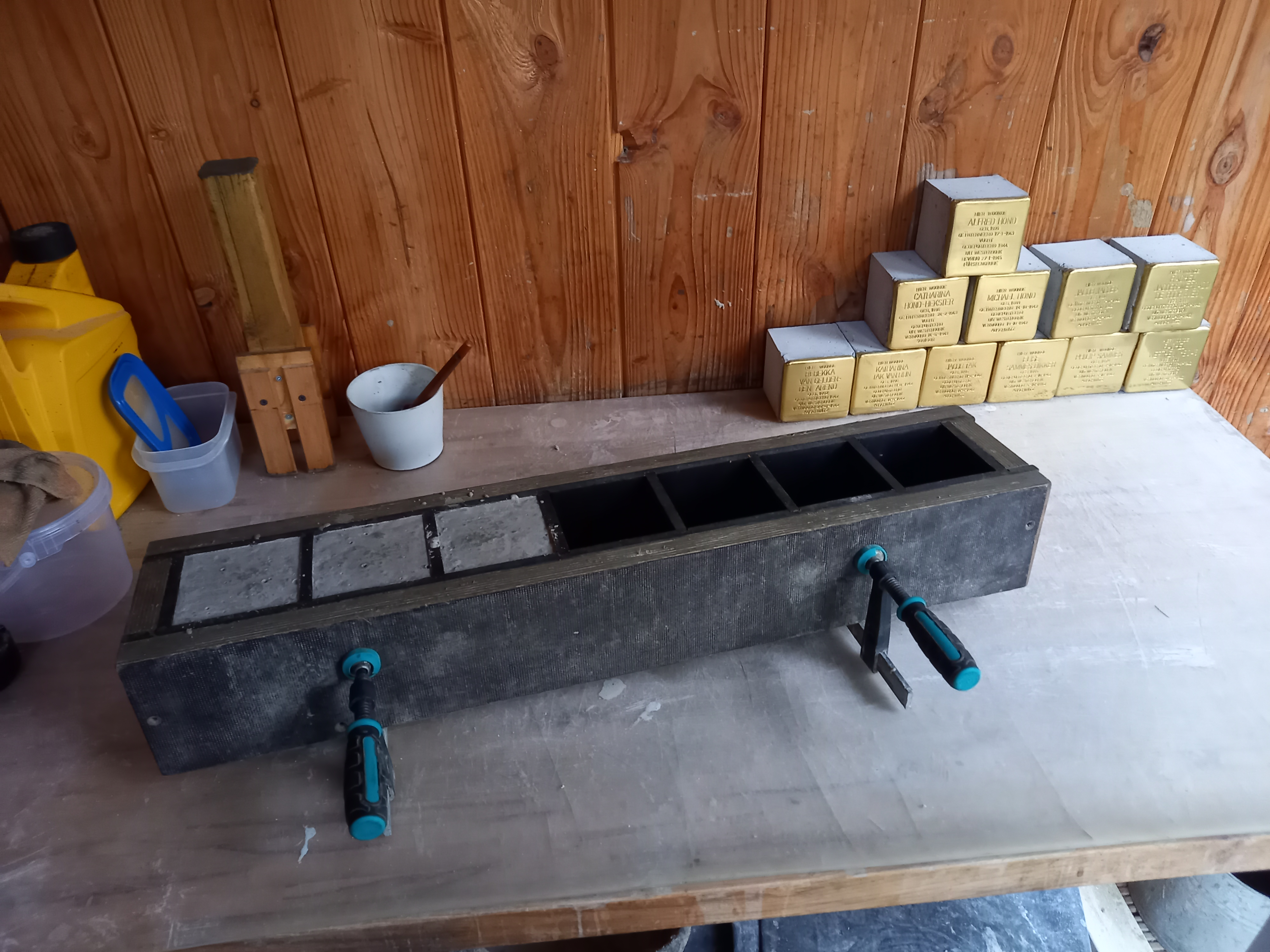
Mal voor het gieten van het beton
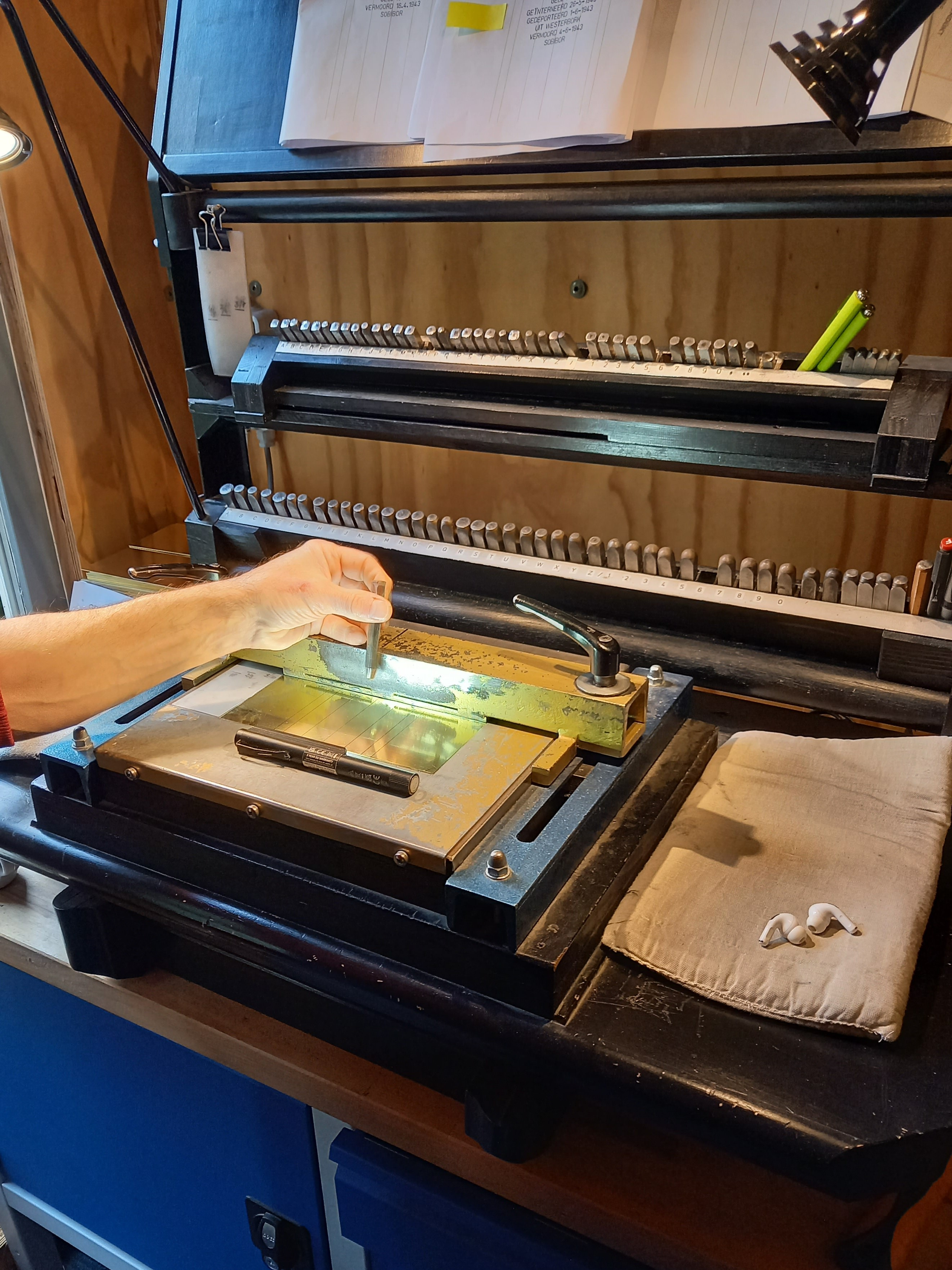
Plaatsing van een slagletter
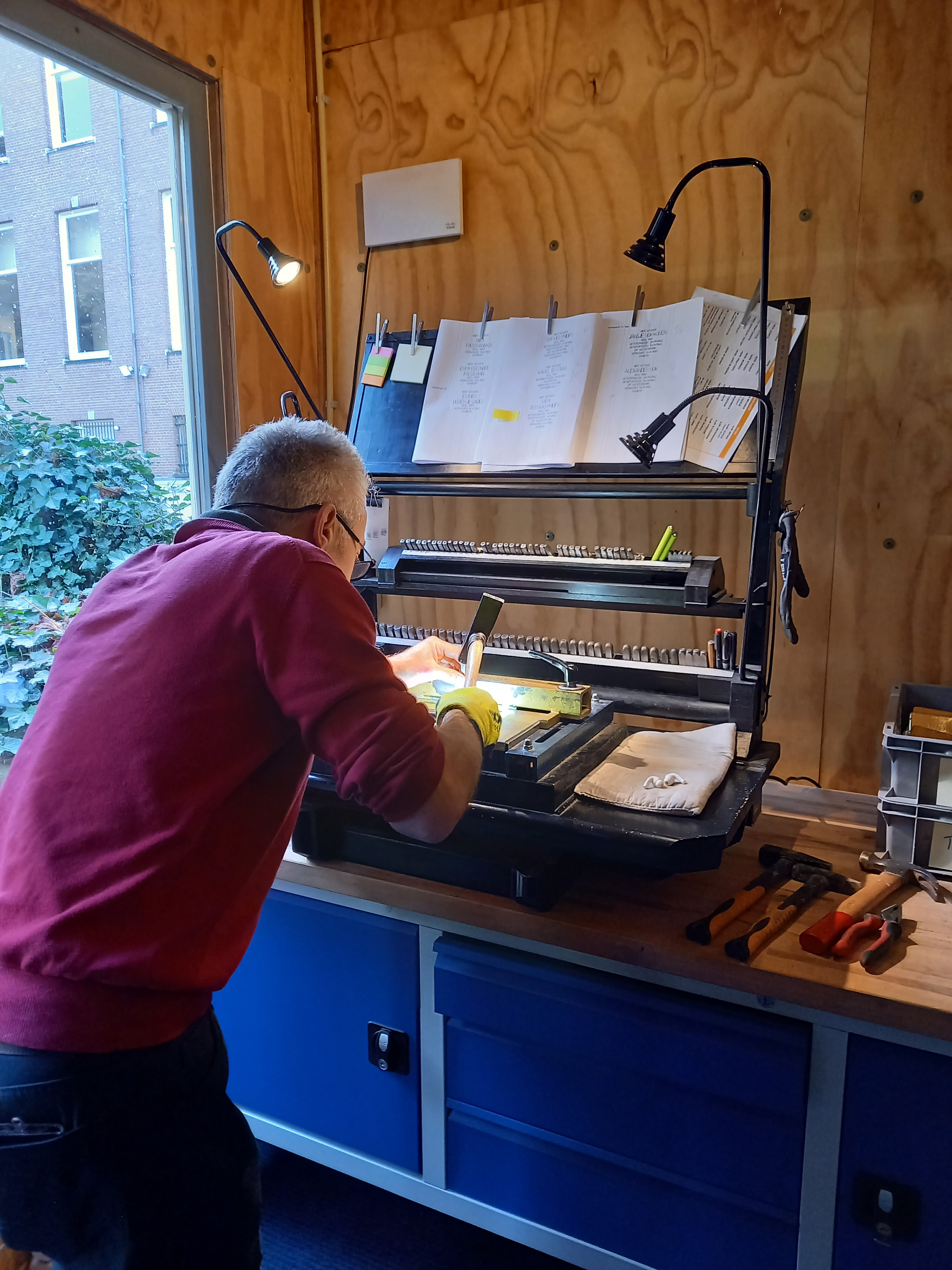
Slaan van de letters
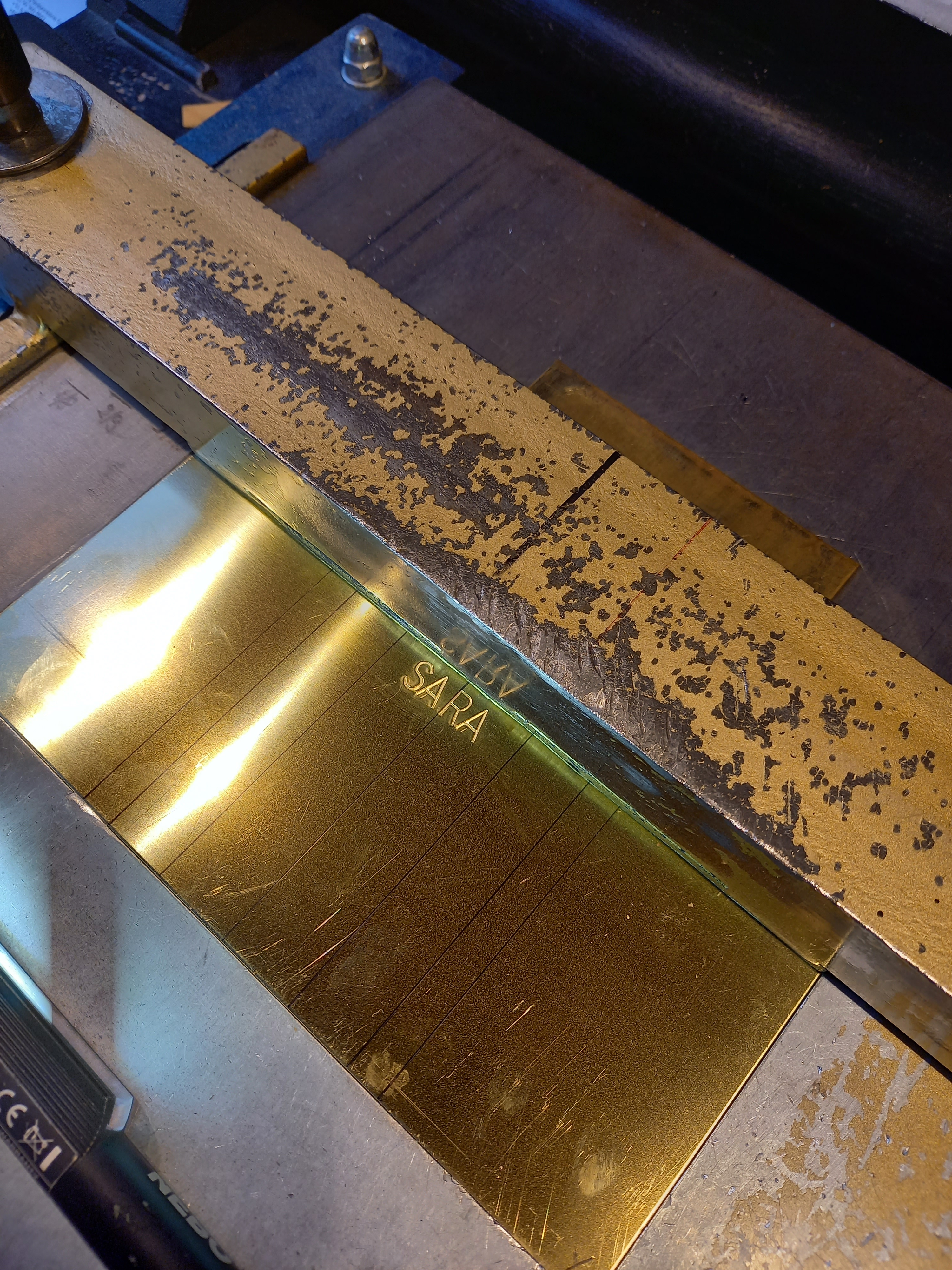
Een onaf messing plaatje met een naam

## Stolperdrempels
Naast Stolpersteine legt Demnig af en toe ook zogenaamde Stolperdrempels (in het Duits Stolperschwelle) in het formaat 100 × 10 cm, die hele slachtoffergroepen herdenken. Zo ligt voor Kasteel De Vanenburg in Putten een Stolperdrempel voor ongeveer 125 gedeporteerde Joodse dwangarbeiders, en bij de tramhalte Artis/Nationaal Holocaustmuseum in Amsterdam een ter herinnering aan de deportatie van tiendduizenden Joden vanaf deze tramhalte.

## Remembrance stones
In december 2018 breidde Demnig zijn concept uit met de zogenaamde Remembrance stones, die herinneren aan de slachtoffers van het franquisme. De eerste van deze stenen legde hij op 15 december 2018 in Porreres op Mallorca. De idee hierachter is dat deze stenen kunnen worden gebruikt om mensen te gedenken die geen slachtoffer waren van het nationaalsocialisme, maar van het daarmee verwante franquisme. Het uiterlijk van de remembrance stones verschilt van de Stolpersteine doordat de plaatjes met de inscripties niet van messing zijn gemaakt, maar van roestvast staal.

## Verspreiding van de Stolpersteine

### Nederland

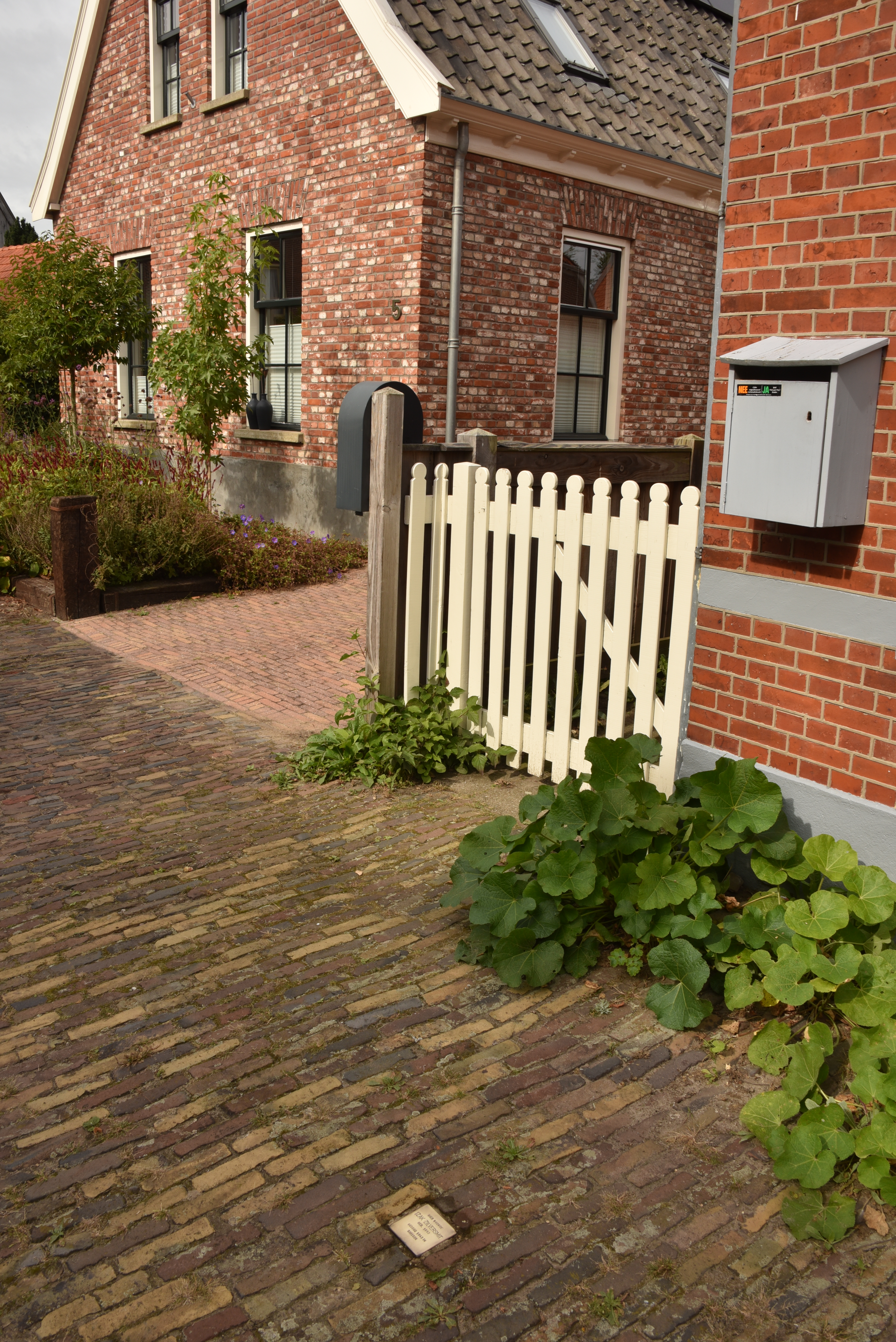
De eerste Stolperstein van Nederland ligt in Borne

In de oude kern van Borne werden op 29 november 2007 zestien Stolpersteine geplaatst op zes locaties. Dit was voor Nederland de primeur.
In Eindhoven werden op 10 mei 2009 Stolpersteine geplaatst bij Psychiatrisch Ziekenhuis De Grote Beek voor 24 weggevoerde Joodse patiënten. Uiteindelijk zijn in Eindhoven 274 Stolpersteine geplaatst.
Het Olympisch Stadion in Amsterdam coördineerde het leggen - op 10 april 2010 - van stenen voor de Joodse turnsters die tijdens de Olympische Zomerspelen van 1928 in Amsterdam goud wonnen en hun coach Gerrit Kleerekoper. In Utrecht werden op 8 april 2010 eveneens stenen gelegd voor olympisch turnster Judikje Simons en haar gezin en voor de bewoners van het voormalige Centraal Israëlitisch Weeshuis. In 2024 lagen in Amsterdam meer dan 2500 Stolpersteine.
In Rotterdam zijn enkele malen Stolpersteine gestolen. De geldelijke waarde van de kleine hoeveelheid messing werd op te weinig geschat om het motief te zijn. In januari 2017 werd gespeculeerd over een antisemitisch motief. In mei 2024 werden drie Stolpersteine in Dordrecht uit de straat gewrikt en verwijderd. De stenen werden enkele dagen later teruggevonden op een bankje in de buurt.
Een van de tien Stolpersteine die Demnig op 3 juli 2013 in het Groningse Drieborg plaatste, was de 40.000e.
Voor een overzicht van de Nederlandse gemeenten waar Stolpersteine zijn geplaatst, zie de lijst van Nederlandse gemeenten met Stolpersteine.

### België
In België zijn sinds mei 2009 Stolpersteine geplaatst. Zij worden hier ook wel gedenkkasseien of in het Frans pavés de mémoire genoemd.
Voor een overzicht van de Belgische steden waar Stolpersteine zijn geplaatst, zie de lijst van Belgische steden met Stolpersteine.

### Duitsland

Landen in Europa waar Stolpersteine zijn geplaatst

Begin 2020 lagen er meer dan 75.000 Stolpersteine in 1200 Duitse gemeenten, onder andere in Aken ter nagedachtenis van Anne Frank, haar zus Margot Frank en hun moeder Edith Frank-Holländer, in Berlijn (meer dan 8200), Bonn, Bremen, Duisburg, Frankfurt am Main, Hamburg (5500) en Keulen (meer dan 2300). In München liggen alleen Stolpersteine op particulier terrein. Meer dan tweehonderd Stolpersteine voor slachtoffers uit München die al gemaakt waren, mochten niet geplaatst worden; deze zijn sindsdien in een kelder opgeslagen.

### Andere landen
In de volgende andere Europese landen zijn al Stolpersteine geplaatst: Bosnië en Herzegovina, Denemarken, Finland, Frankrijk, Griekenland, Hongarije, Ierland, Italië, Kroatië, Letland, Liechtenstein, Litouwen, Luxemburg, Moldavië, Noorwegen, Oekraïne, Oostenrijk, Polen, Roemenië, Rusland, Servië, Slovenië, Slowakije, Spanje, Tsjechië, Verenigd Koninkrijk, Zweden, Zwitserland.
In de Argentijnse hoofdstad Buenos Aires is in oktober 2017 een Stolperdrempel geplaatst.

## Soortgelijke en afgeleide projecten

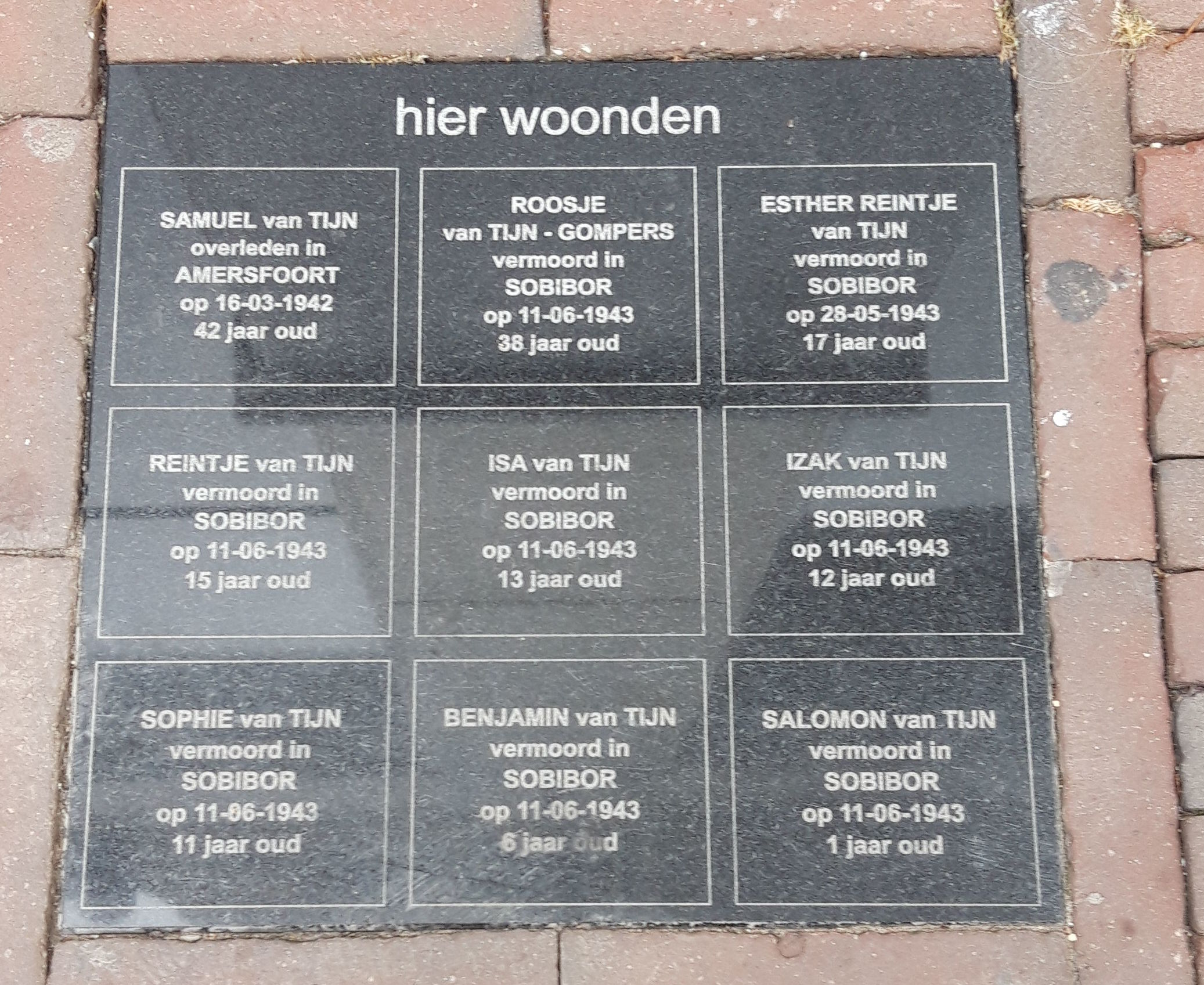
Herdenkingsstenen in Amersfoort, voor negen leden van de familie Van Tijn

Sinds 2005 worden in Wenen straatsteenachtige gedenkborden geplaatst die niet door Gunter Demnig gemaakt zijn. Het project heet Steine der Erinnerung. Demnig beschouwt de "Steine der Erinnerung" als plagiaat. In het Weense district Mariahilf is in 2007 het project Erinnern für die Zukunft begonnen. Voor ongeveer 740 vermoorde inwoners worden gedenkobjecten gemaakt, bestaand uit messing plaatjes van 10 × 10 cm, waarin de namen en de geboorte- en sterfdata van de slachtoffers zijn aangebracht.
In het Duitse Leichlingen werden Schmunzelsteine gelegd, die herinneren aan gestorven carnavalsvierders. Demnig sprak ook hier van plagiaat. Afwijkend van de Stolpersteine loopt het opschrift hier niet parallel aan de zijden van de stenen, maar diagonaal.
In Nederland worden sinds 2015 verschillende typen "herdenkingsstenen" geplaatst die afwijken van de Stolpersteine, onder meer in Alkmaar, Amersfoort, Apeldoorn, Bellingwedde, Den Helder, Gorinchem, Helmond, Veendam, Vught, Westerwolde en Zandvoort.
Ook in het Belgische Mechelen liggen soortgelijke "herdenkingsstenen".

## Fotogalerij

### Nederland

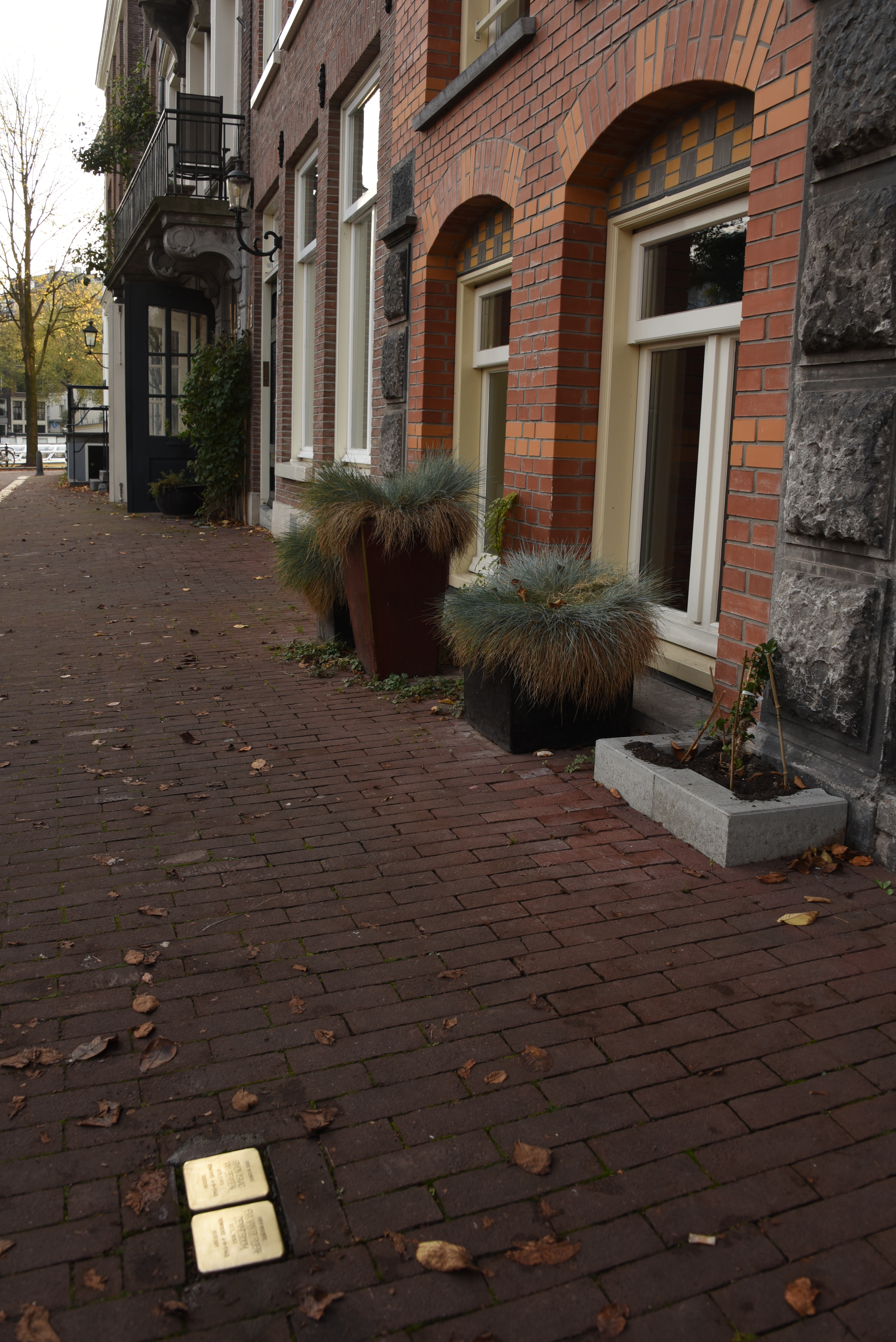
Stolpersteine in Amsterdam
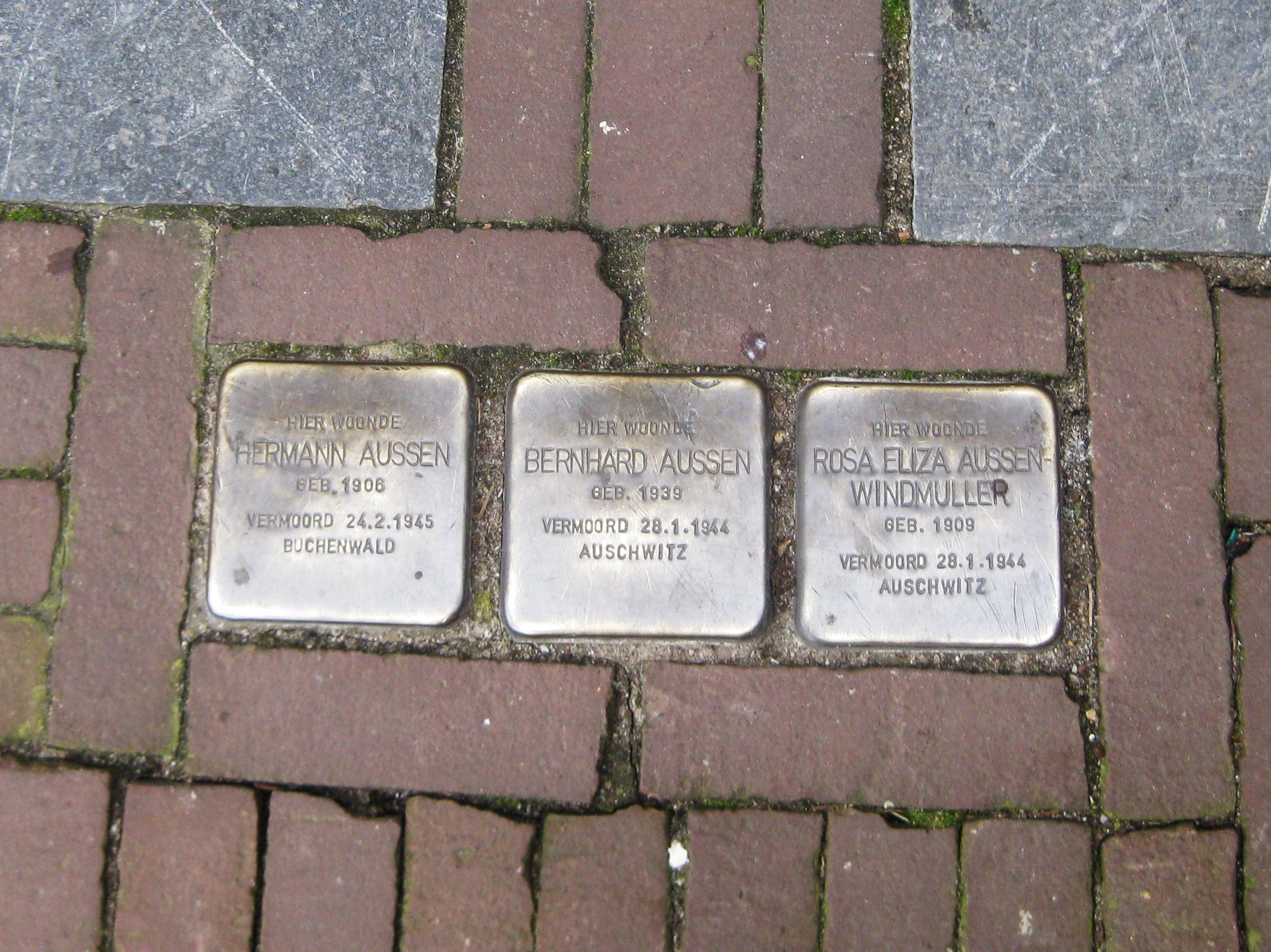
Stolpersteine in Culemborg
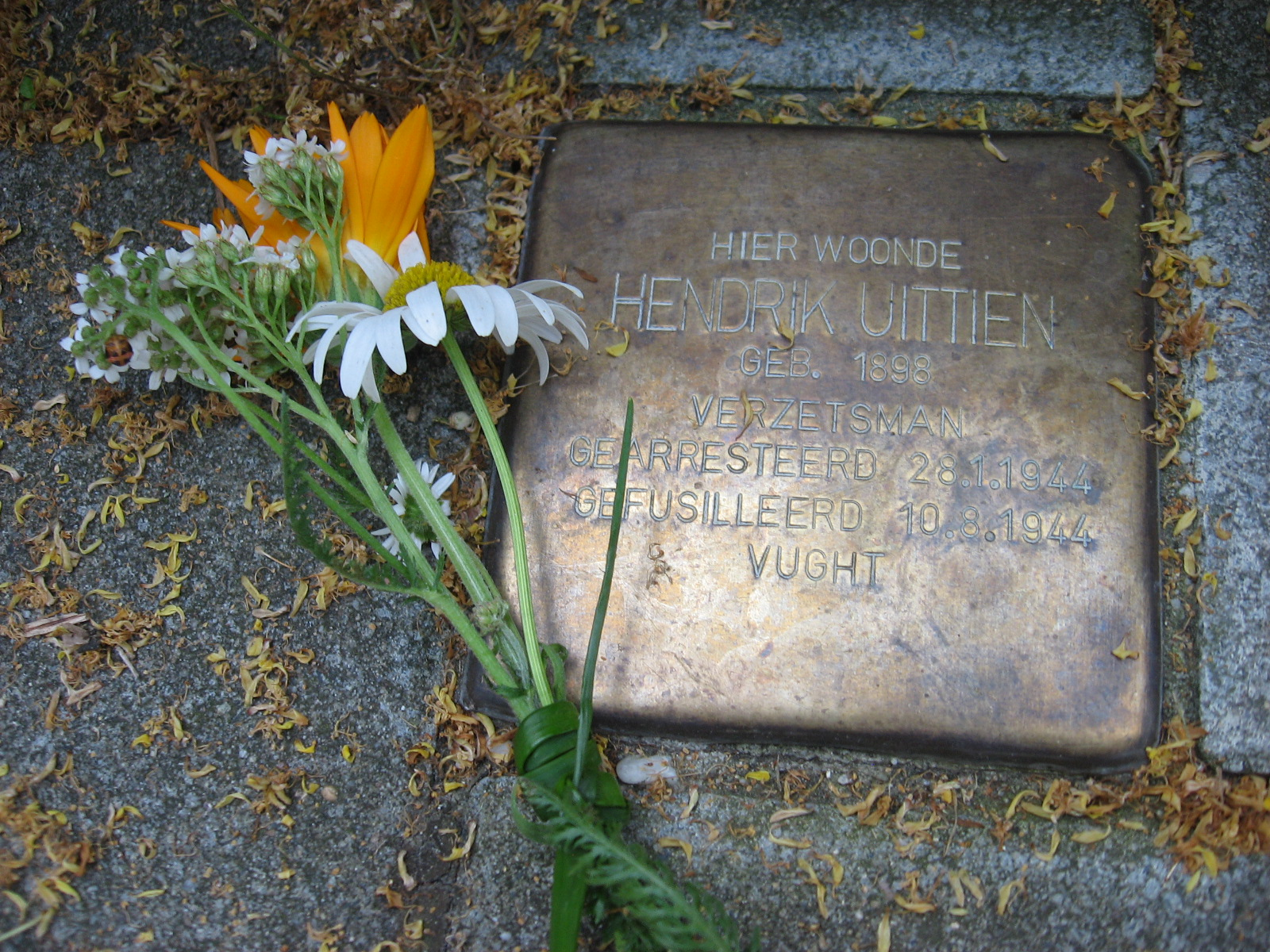
Stolperstein voor Hendrik Uittien in Deventer
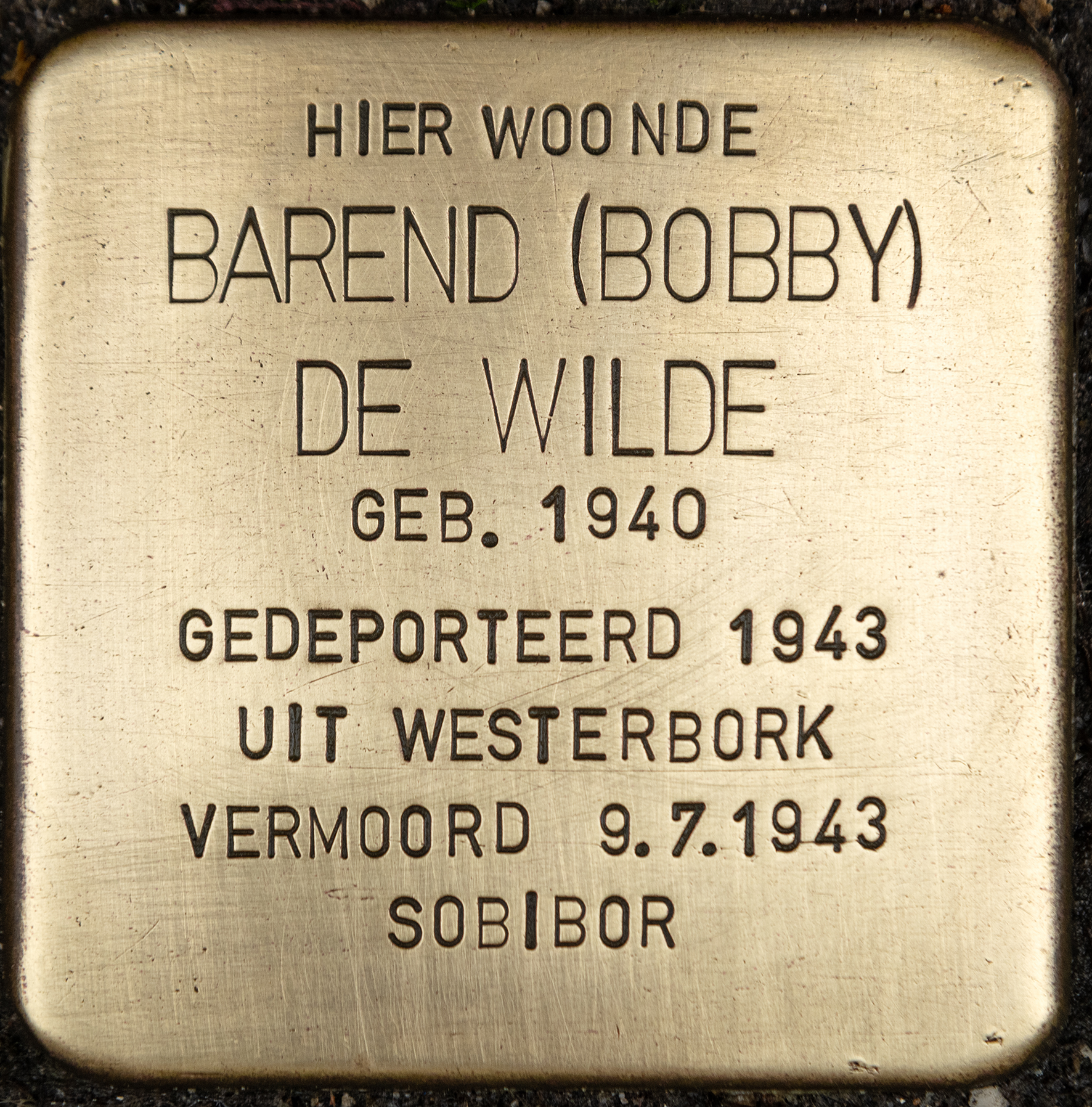
Stolperstein voor de driejarige Bobby de Wilde in Groningen
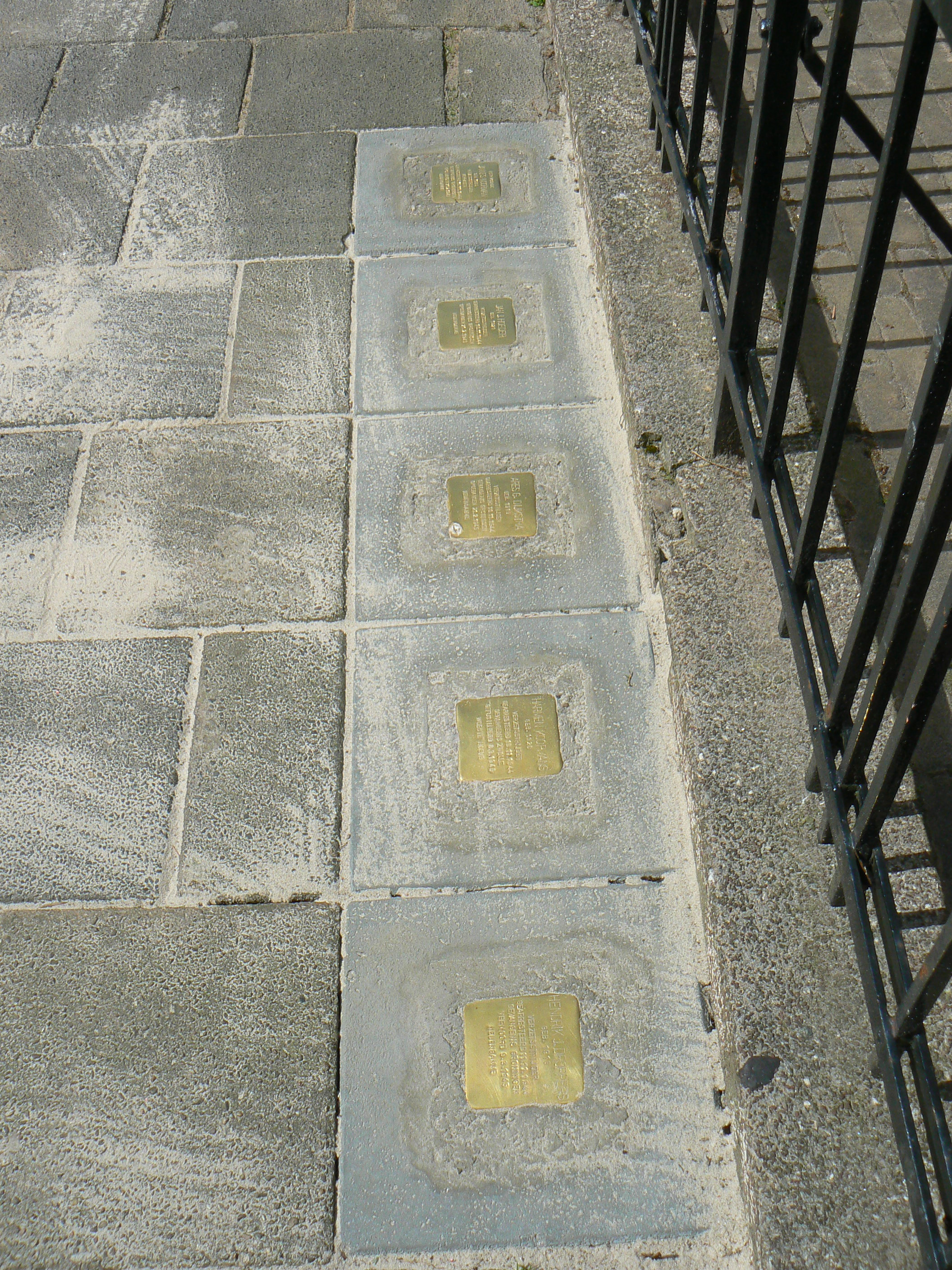
Stolpersteine in Groningen voor vijf verzetsstrijders
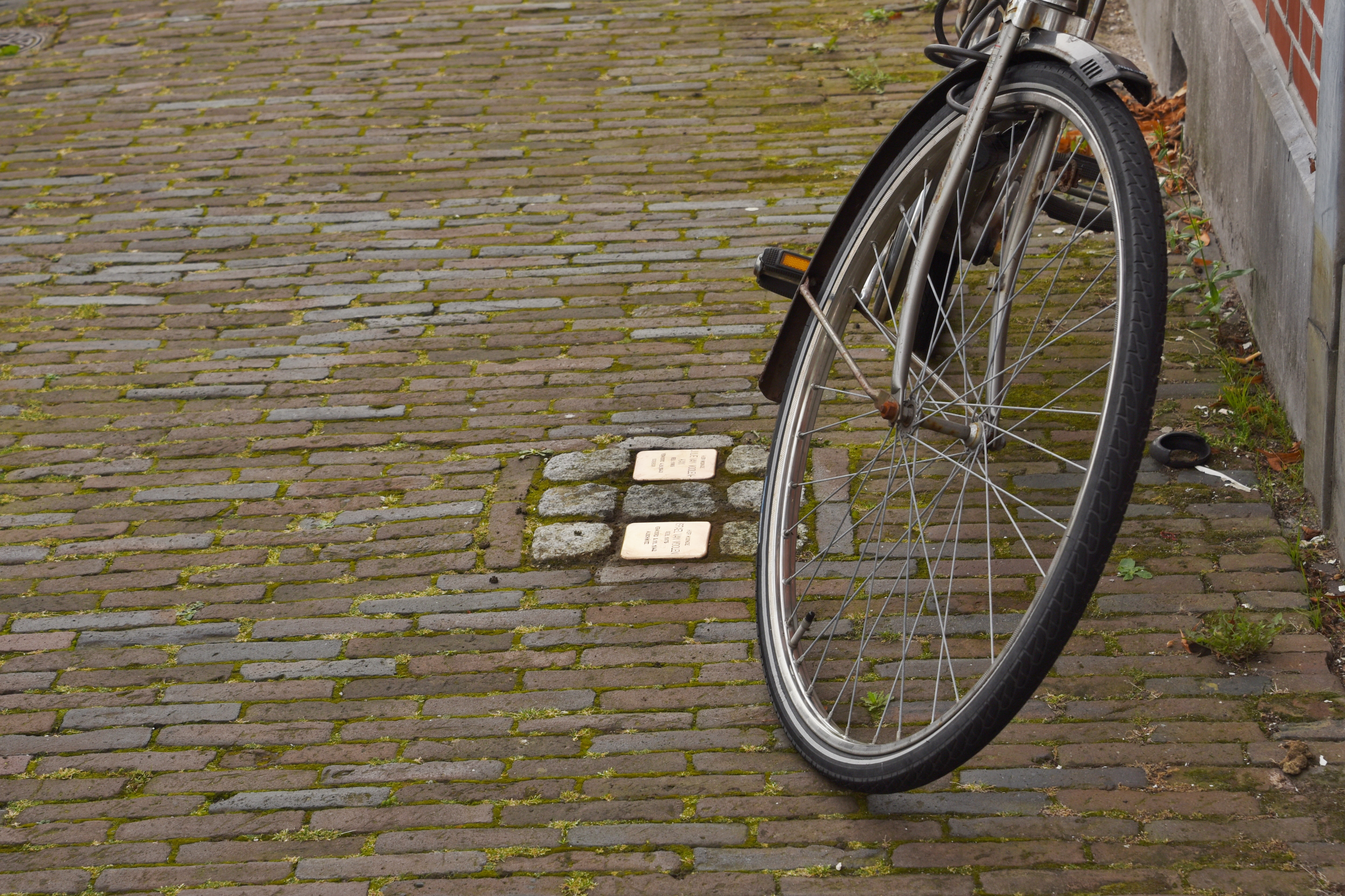
Stolpersteine in Haarlem
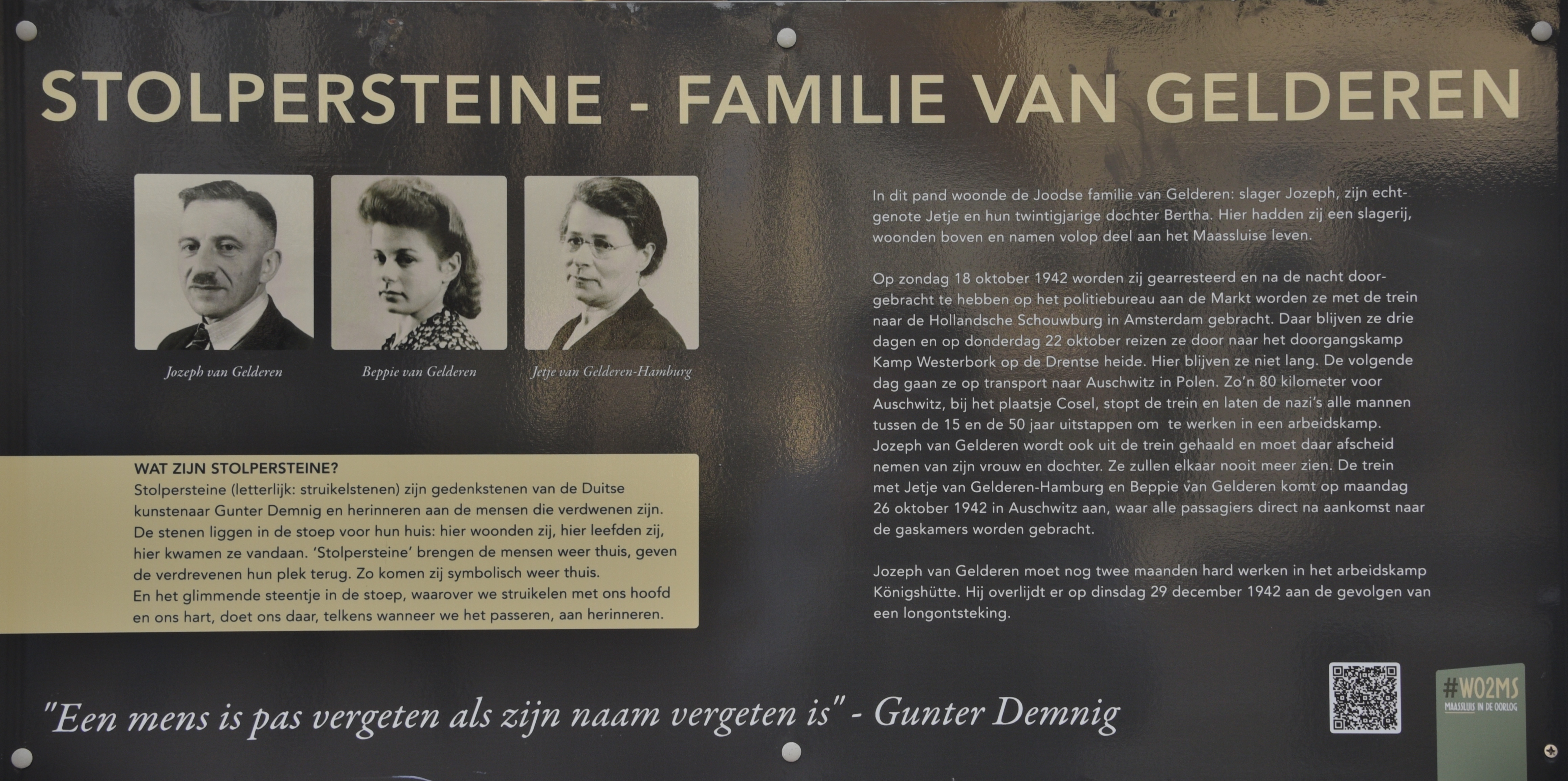
Informatiepaneel Stolpersteine familie Van Gelderen in Maassluis
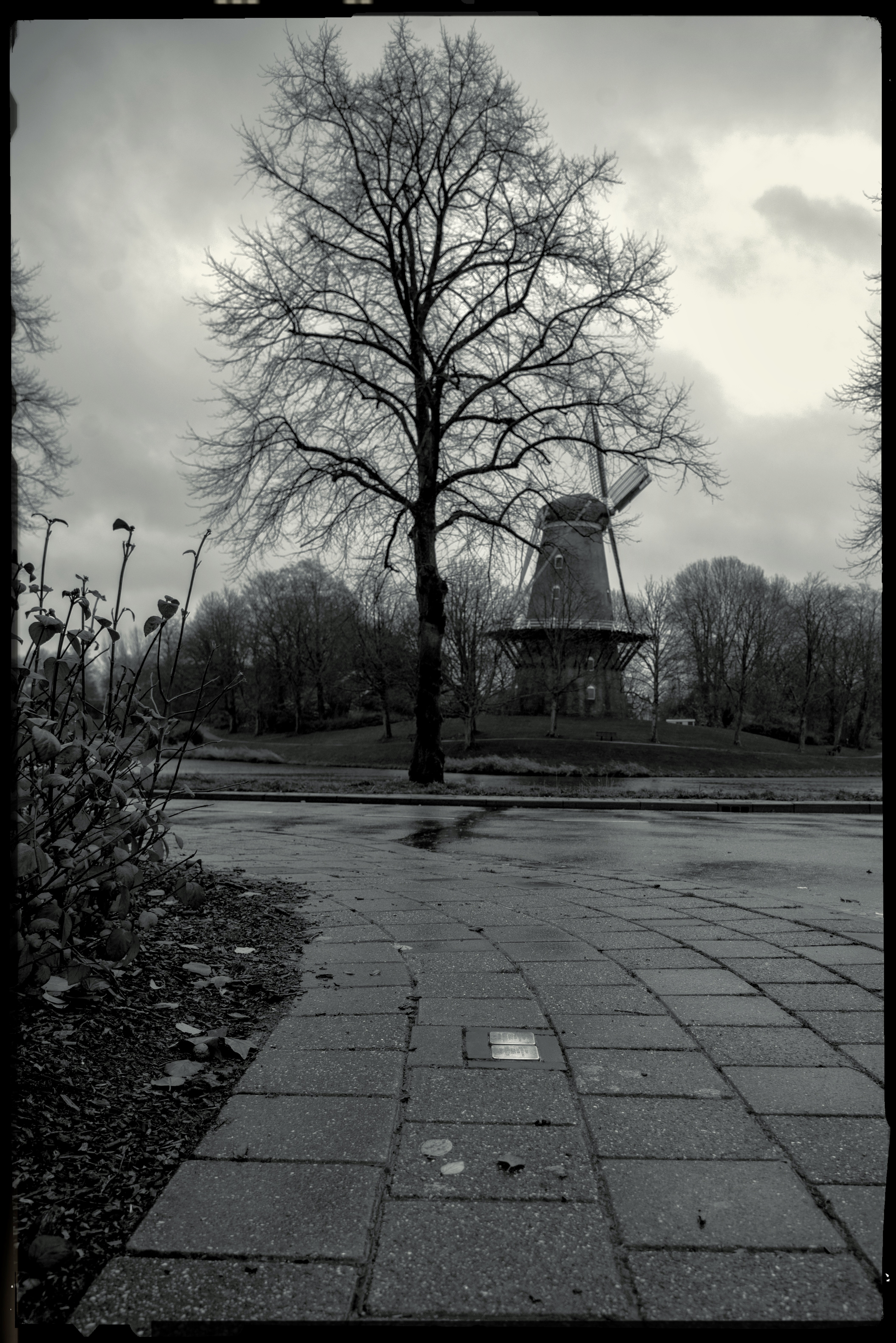
Stolpersteine in Middelburg
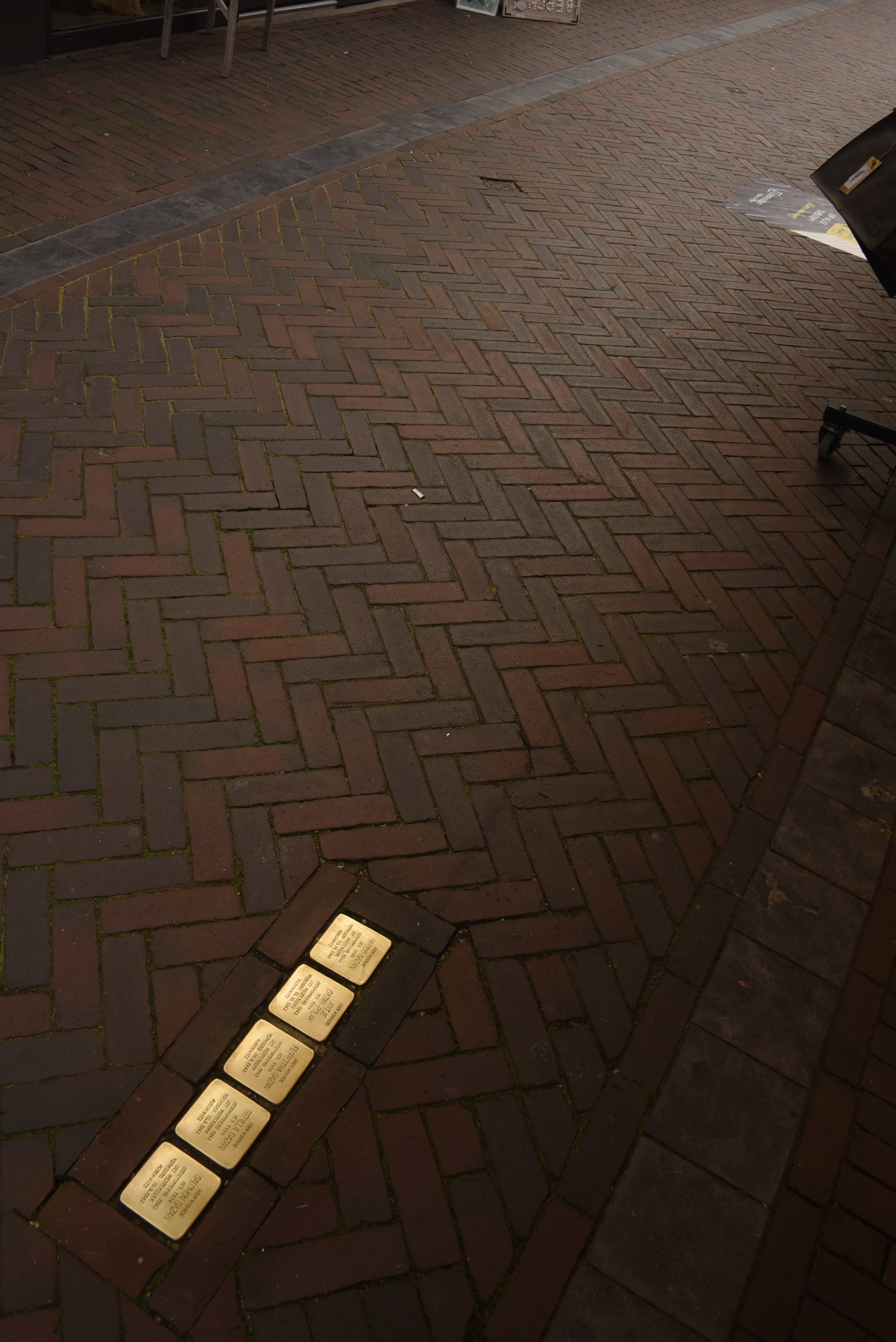
Stolpersteine in Middelharnis
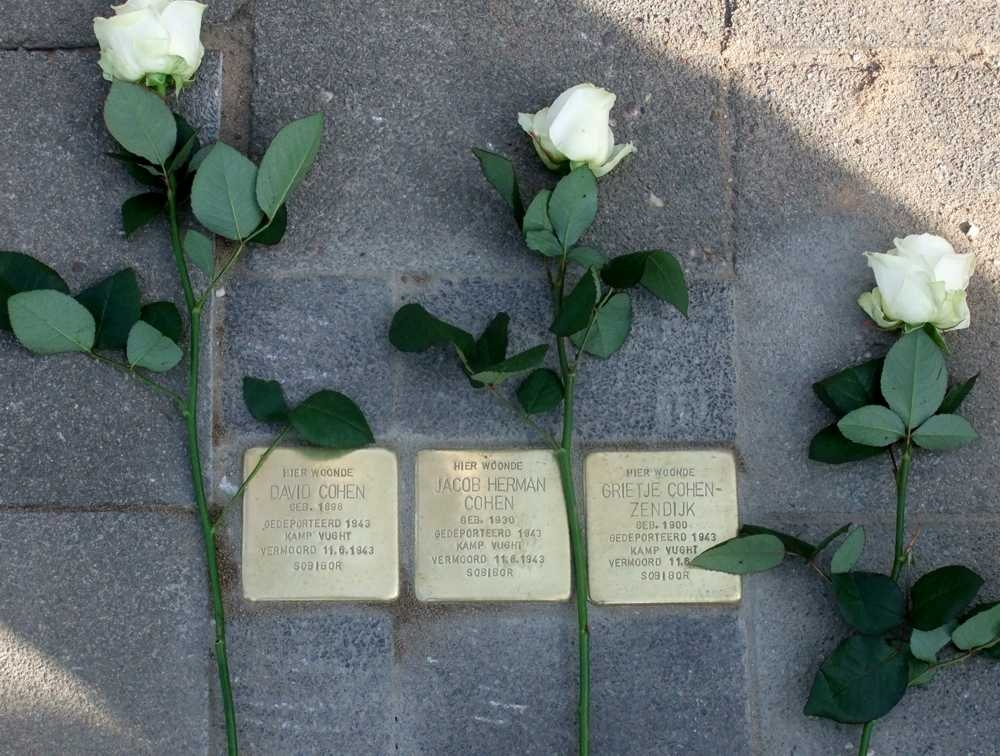
Stolpersteine in Tiel
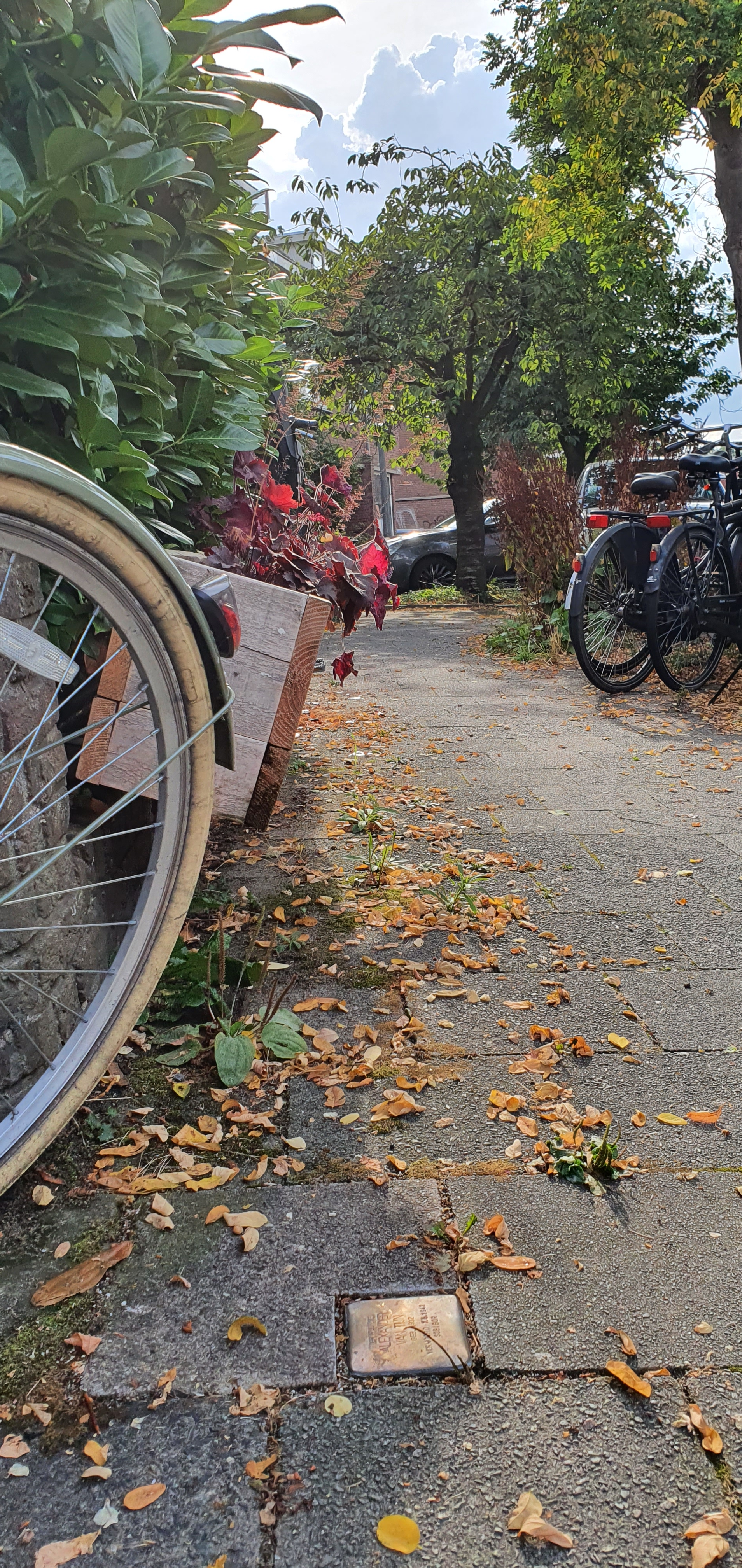
Stolperstein in Utrecht
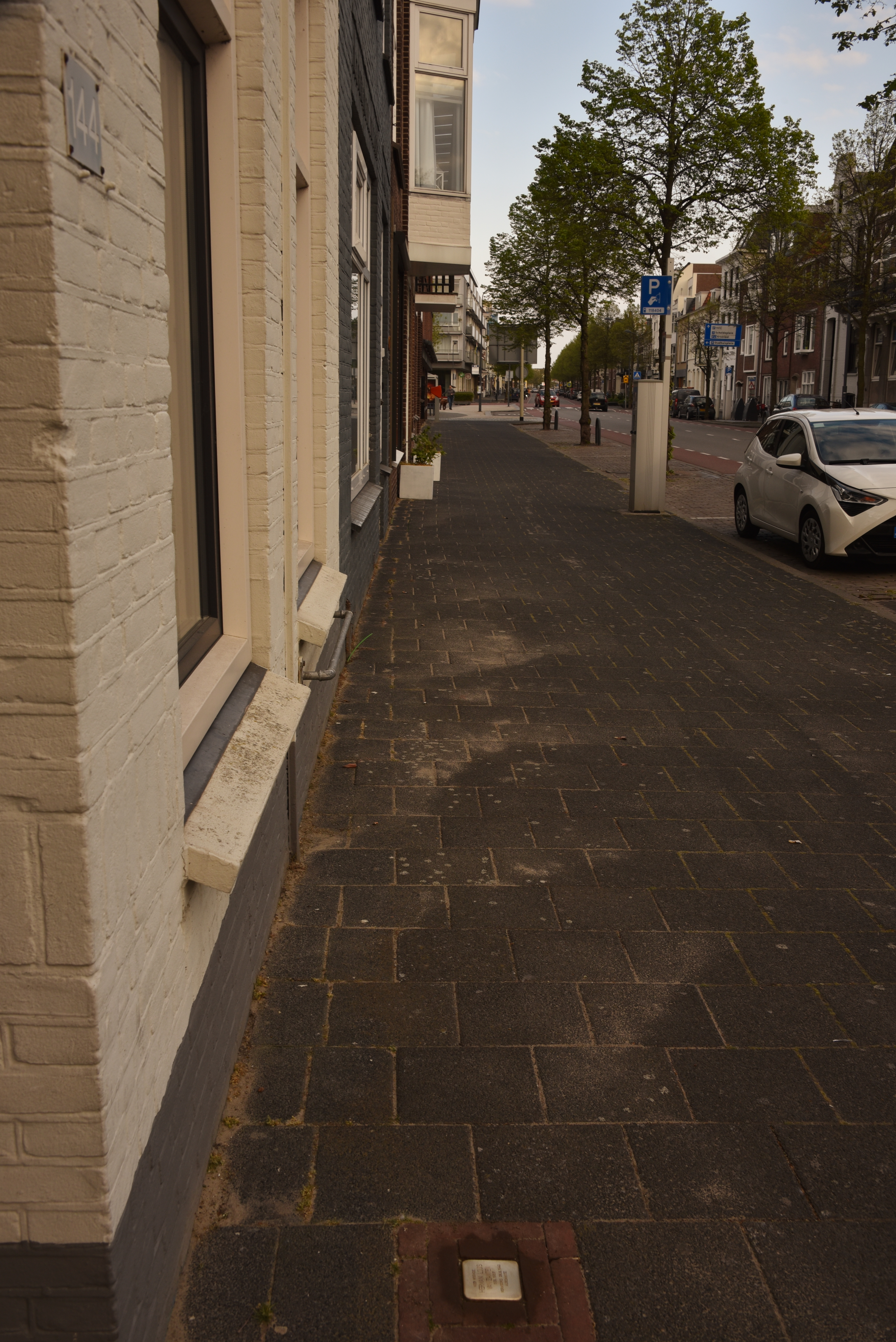
Stolperstein in Vlissingen

### Baltische staten

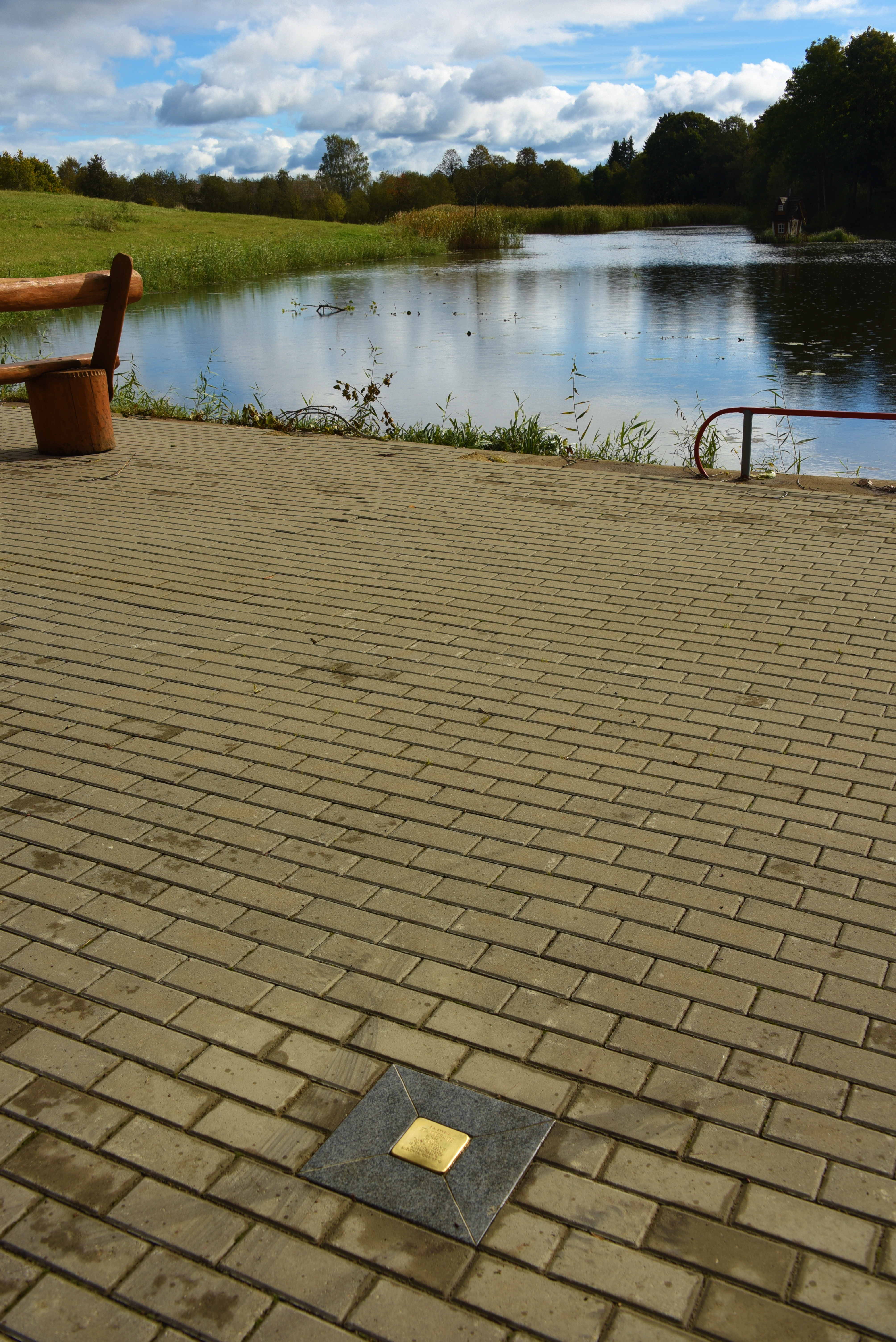
Stolperstein in Kuliai
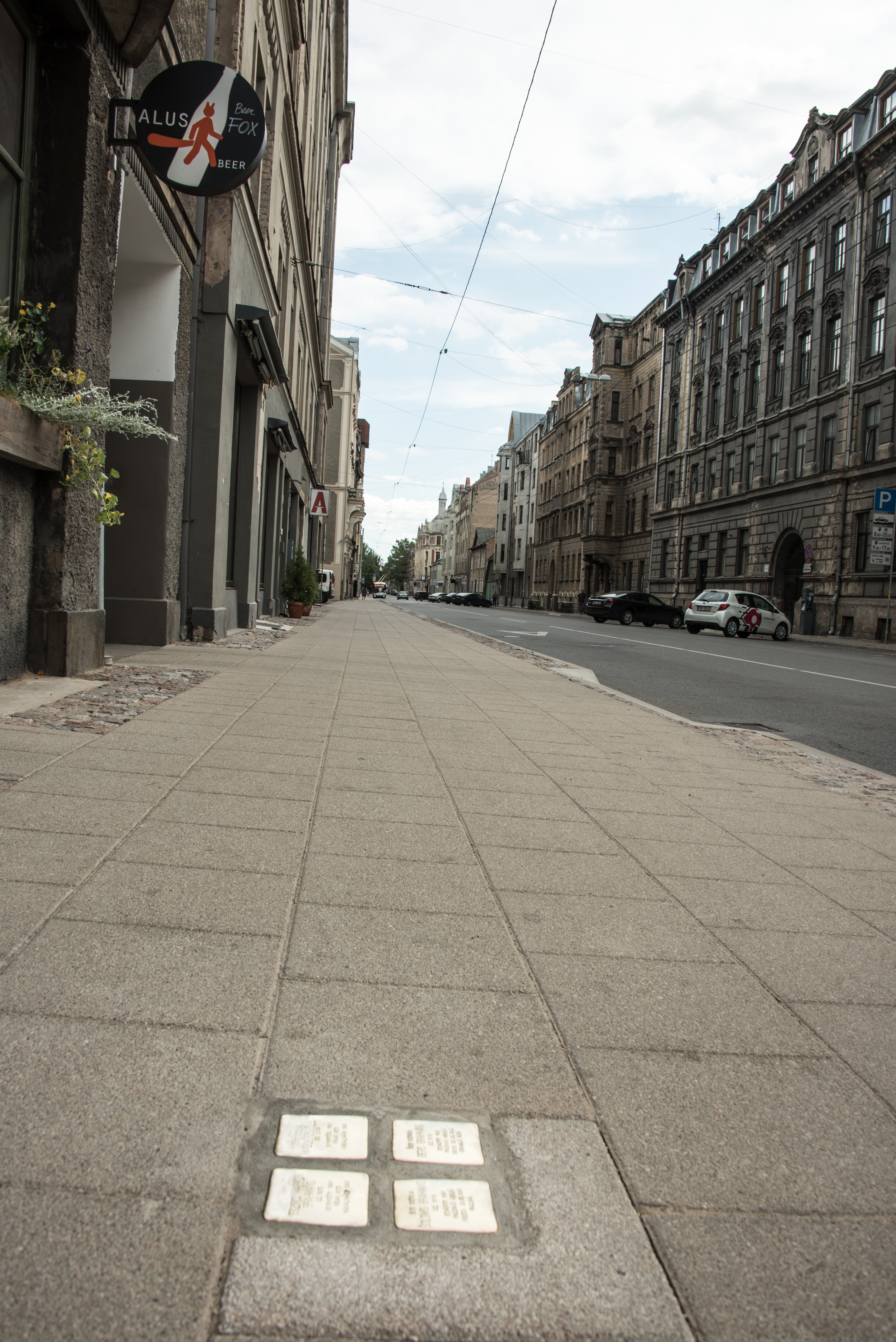
Stolpersteine in Riga
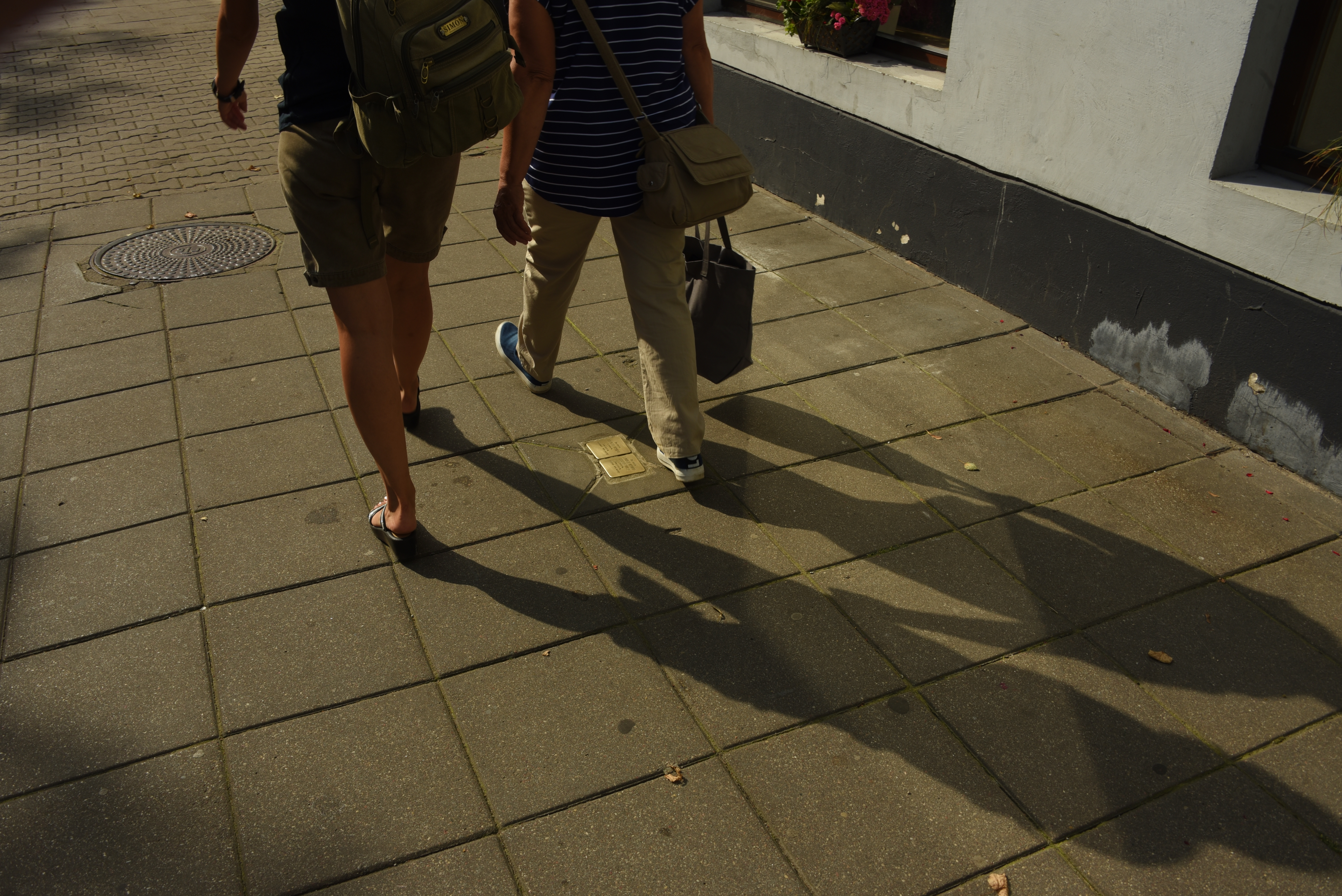
Stolperstein in Vilnius

### België

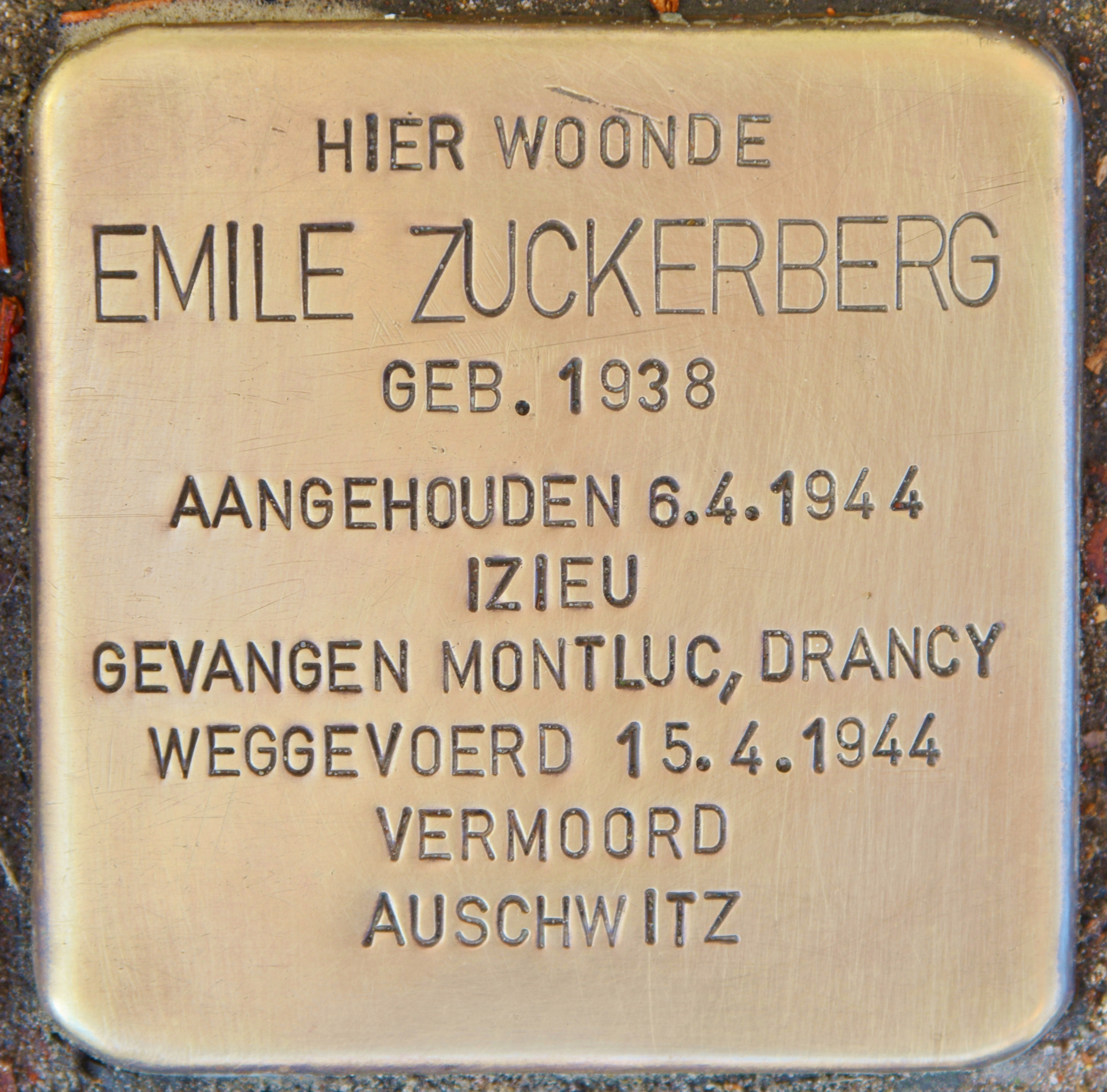
Stolperstein in Antwerpen
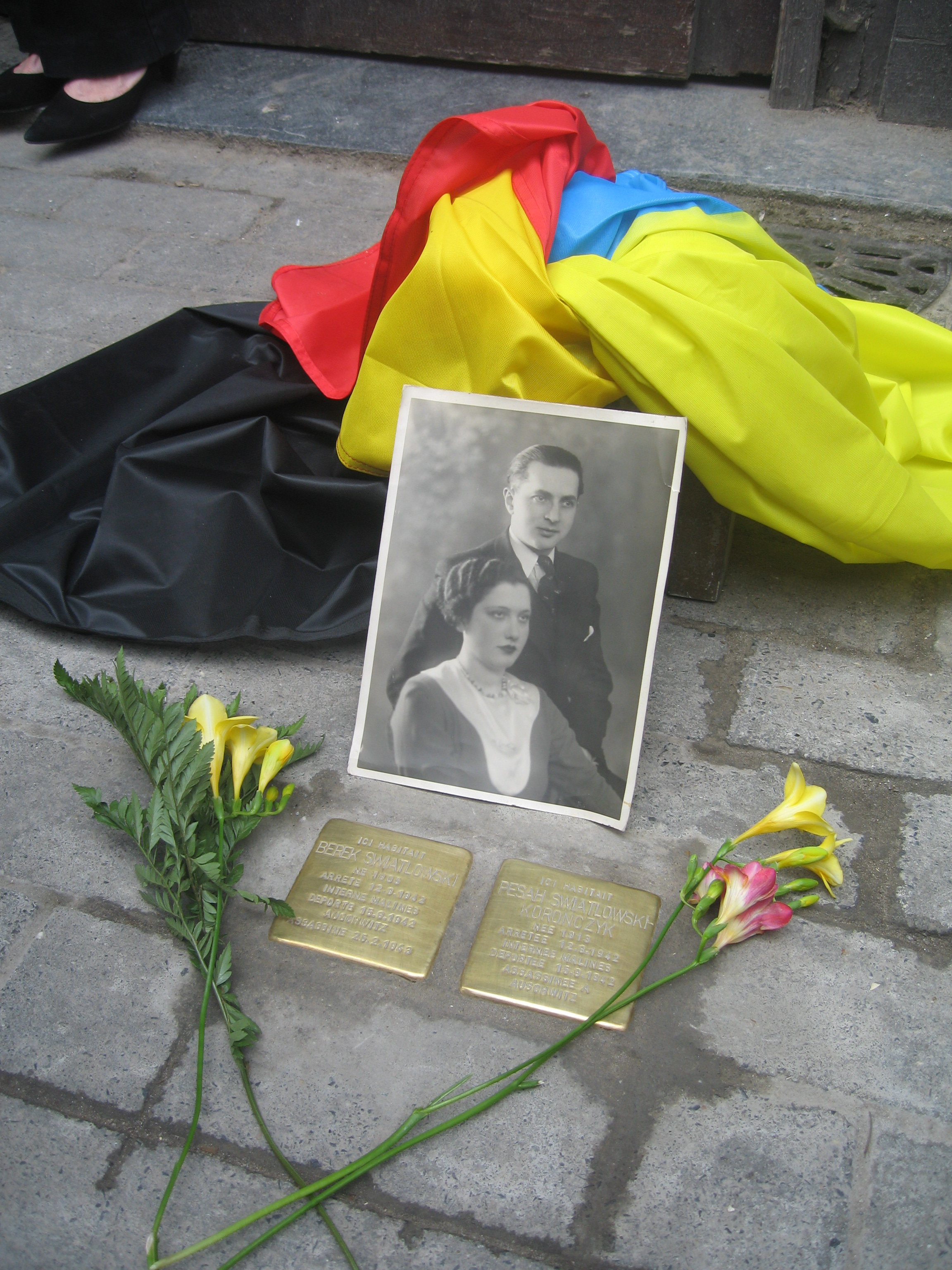
Stolpersteine voor Berek Swiatlowski en Pesa Koronszyk Swiatlowski in Brussel-Anderlecht
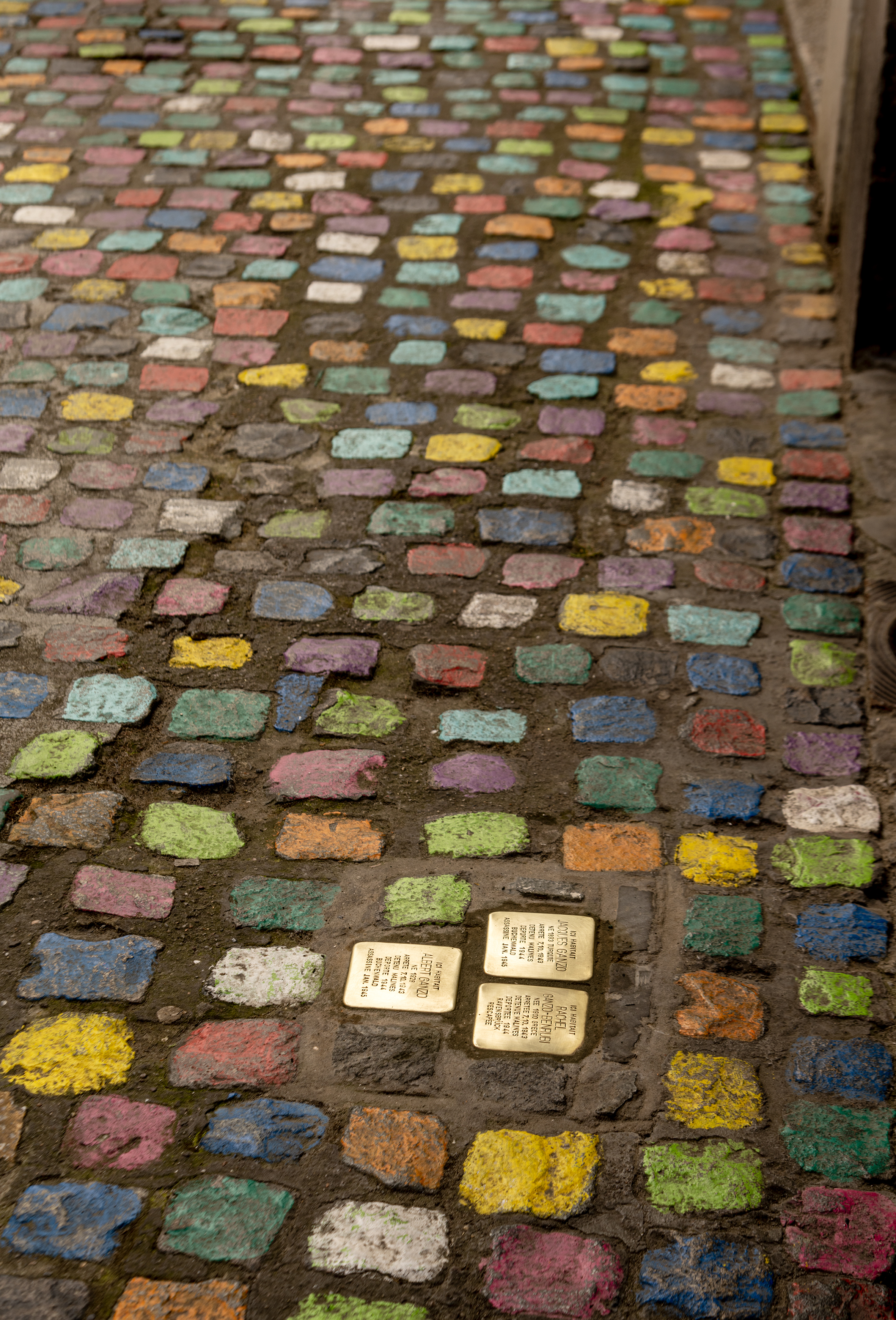
Stolpersteine in Bergen
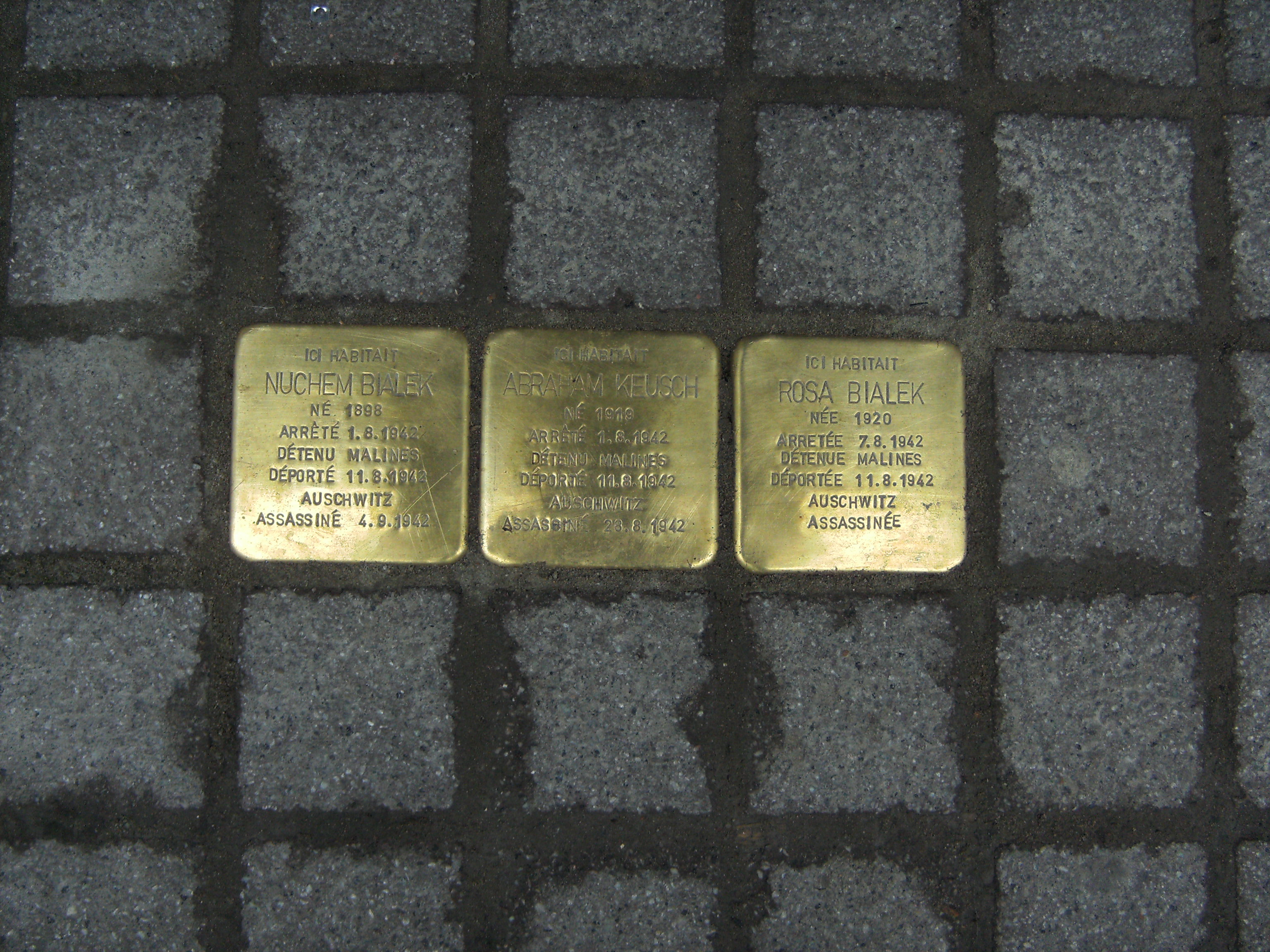
Stolpersteine in Charleroi
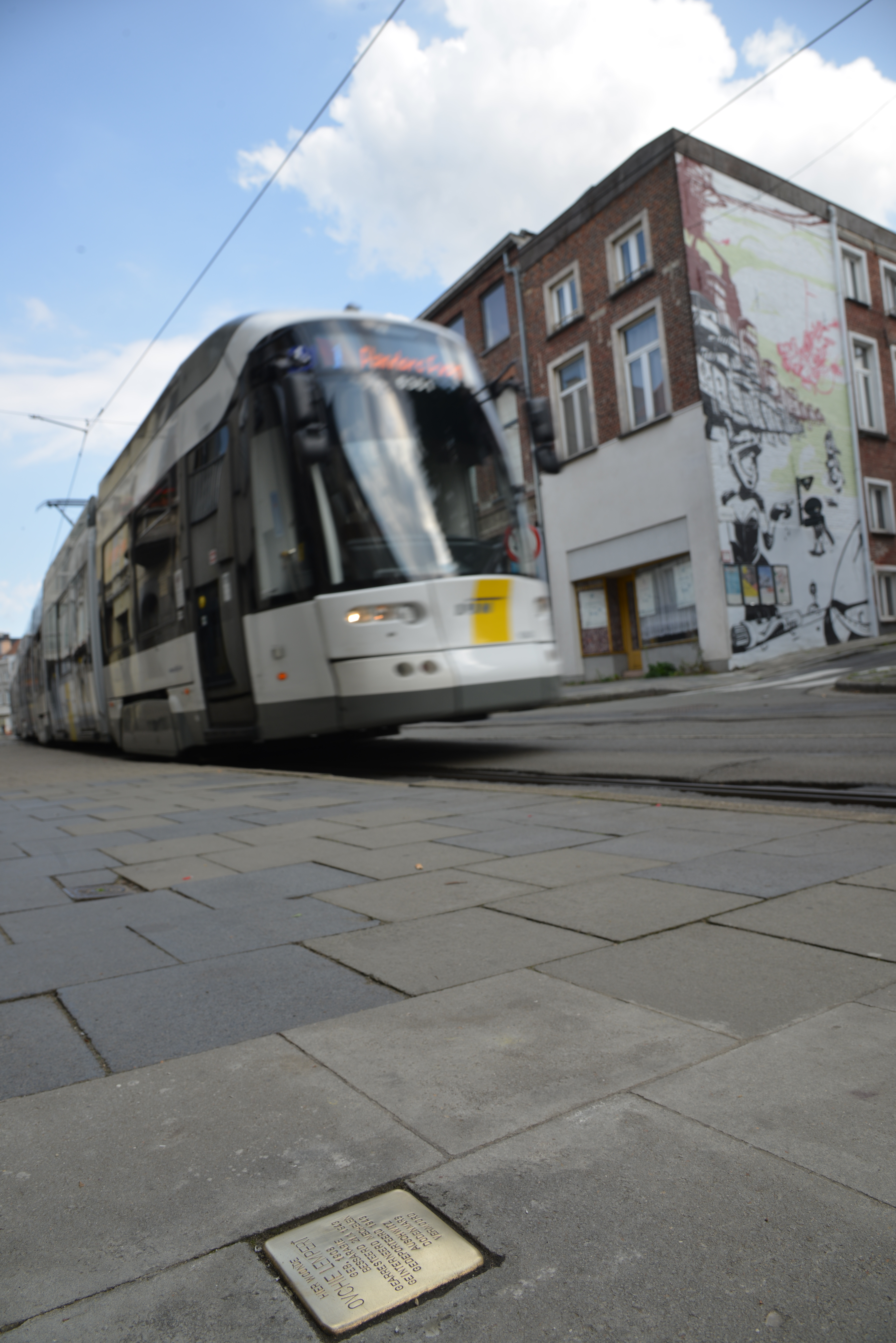
Stolperstein in Gent

### Duitsland

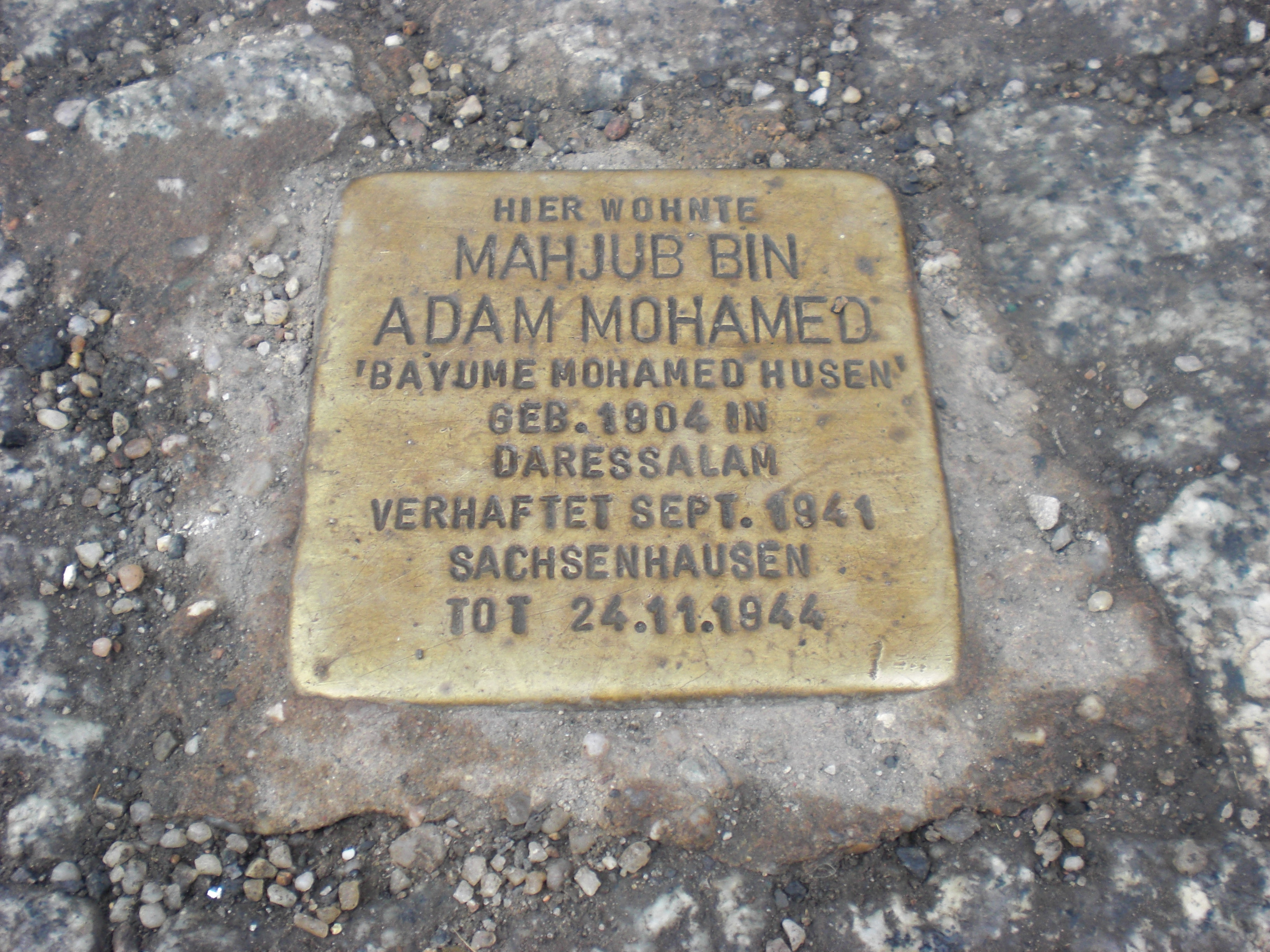
Stolperstein voor Afrikaans-Duitse toneelspeler Bayume Mohamed Husen in Berlijn
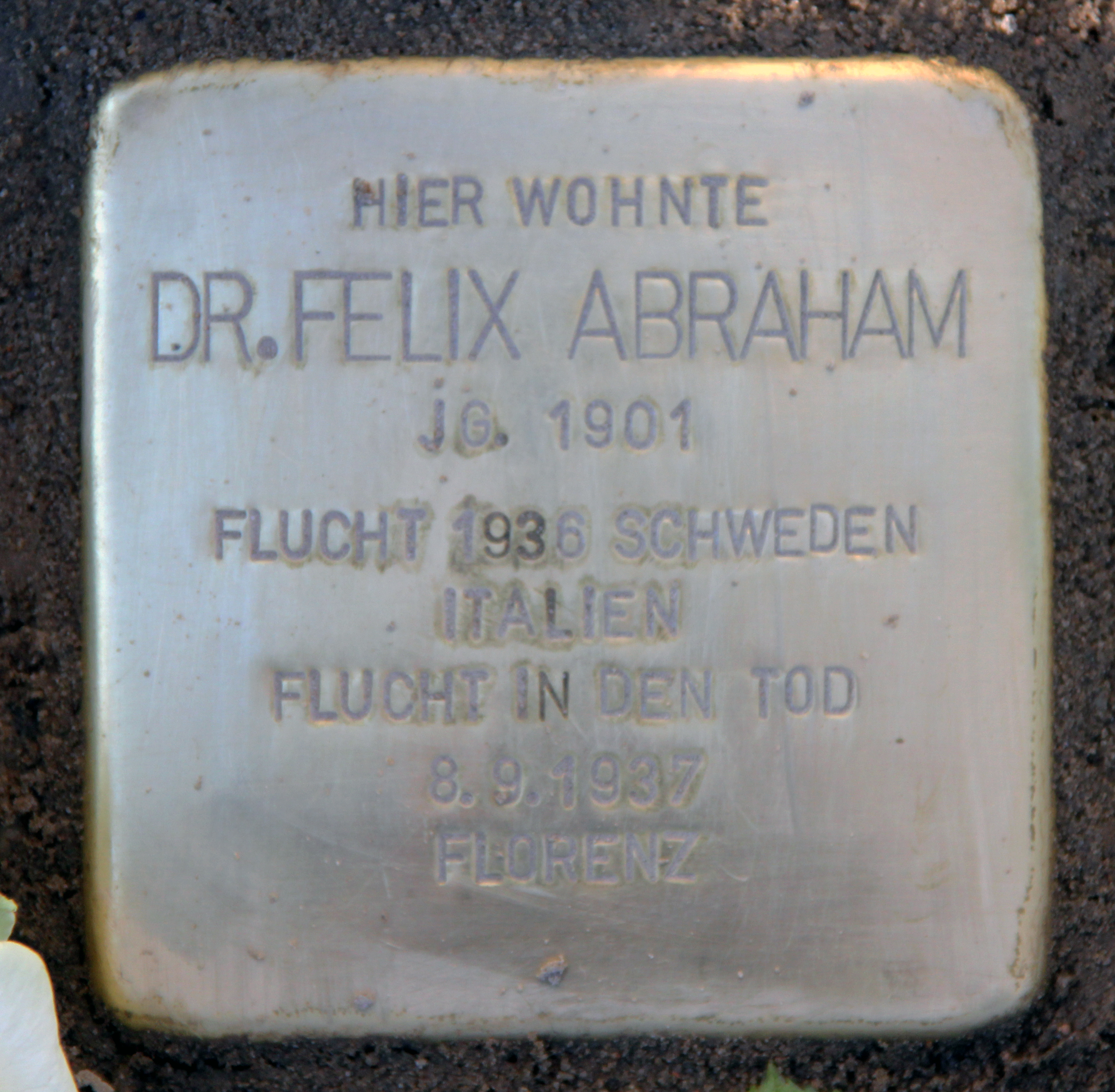
Stolperstein in Berlijn voor Felix Abraham, Joodse arts bij het Institut für Sexualwissenschaft
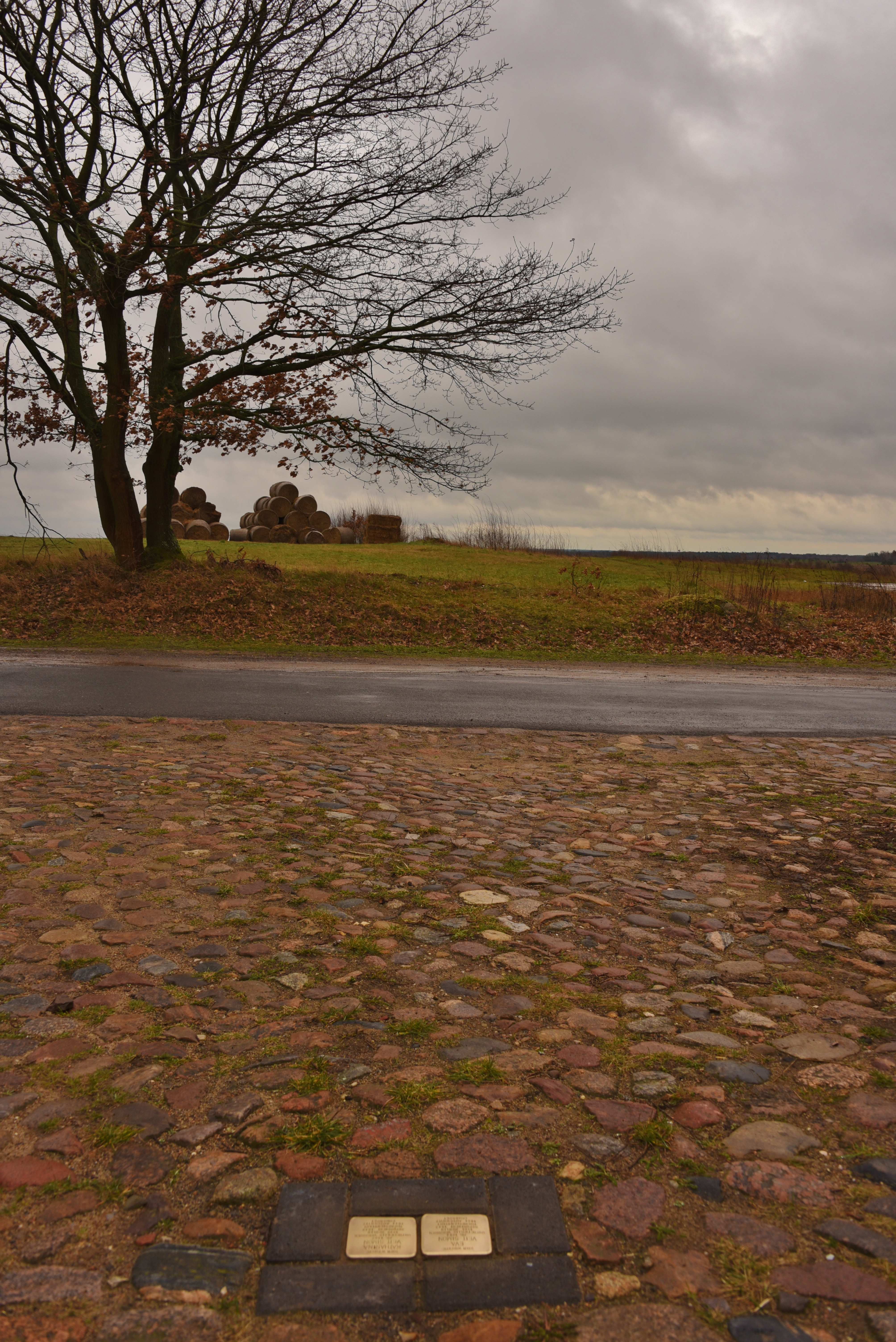
Stolpersteine in Brandenburg
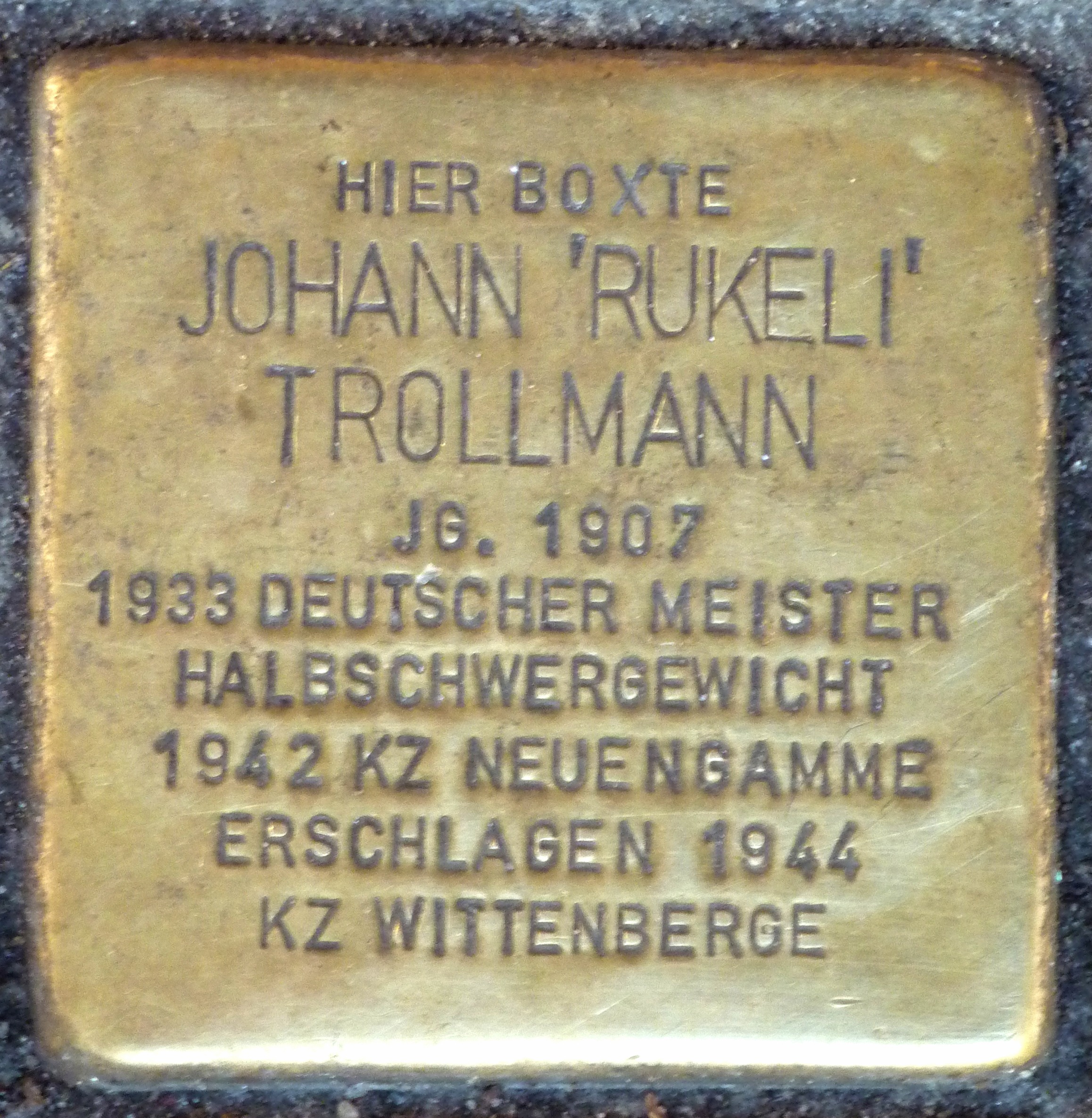
Stolperstein voor Sinti-bokser Johann Trollmann in Hamburg
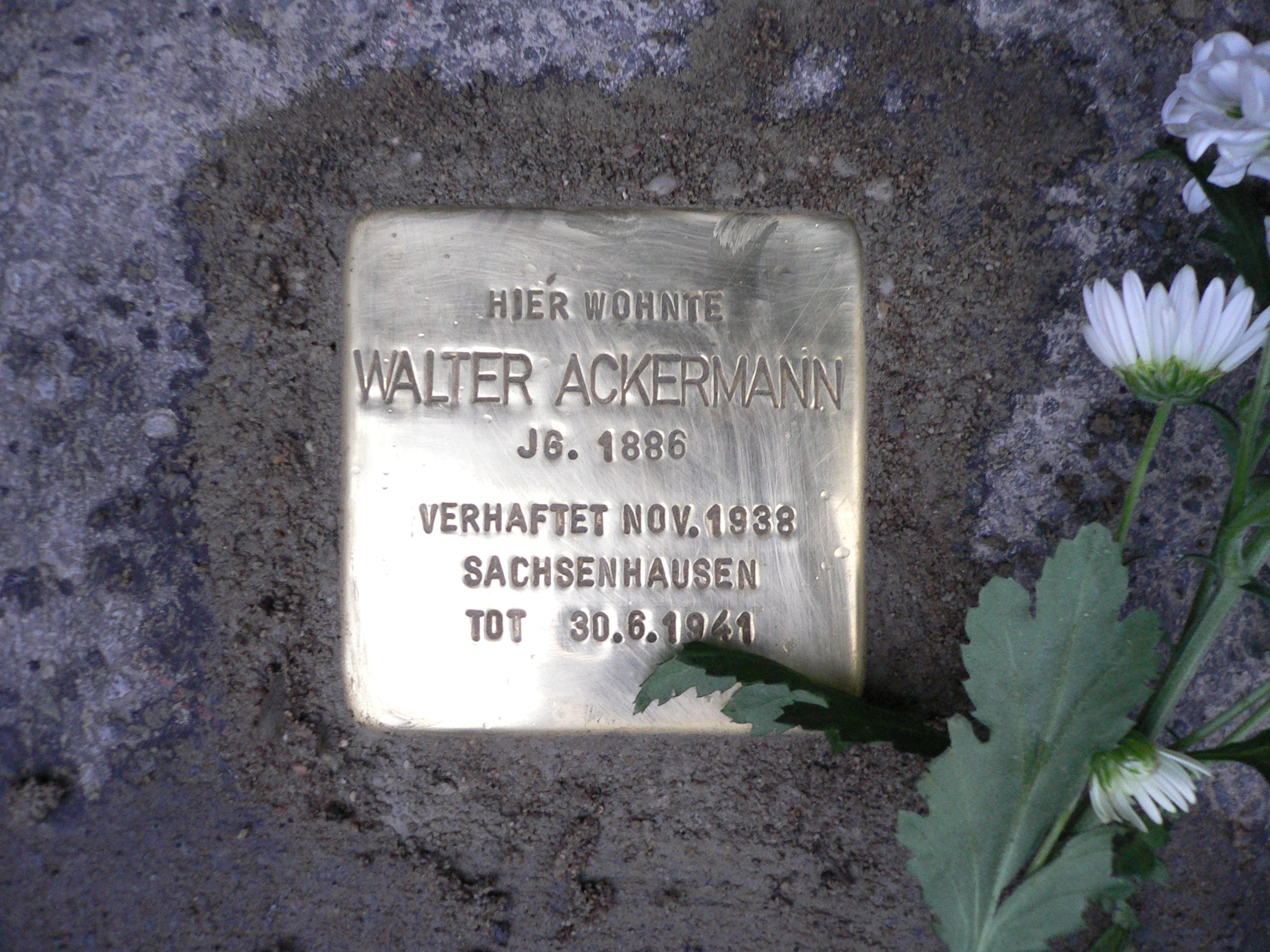
Stolperstein voor homoseksueel slachtoffer in Hannover
- Plaatsen Stolpersteine bij het oude stadhuis in Keulen
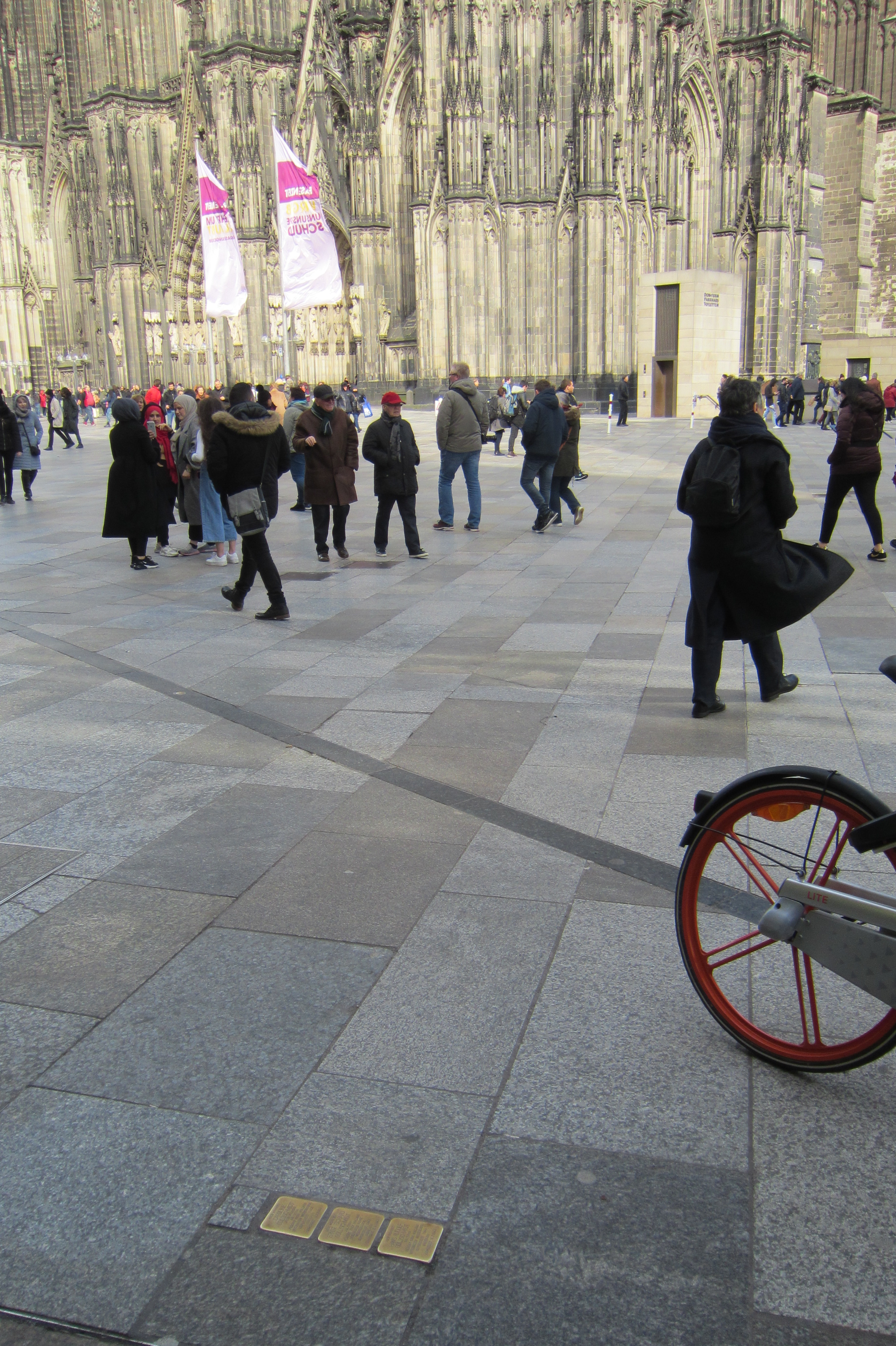
Drie Stolpersteine op de Domplatz, Keulen
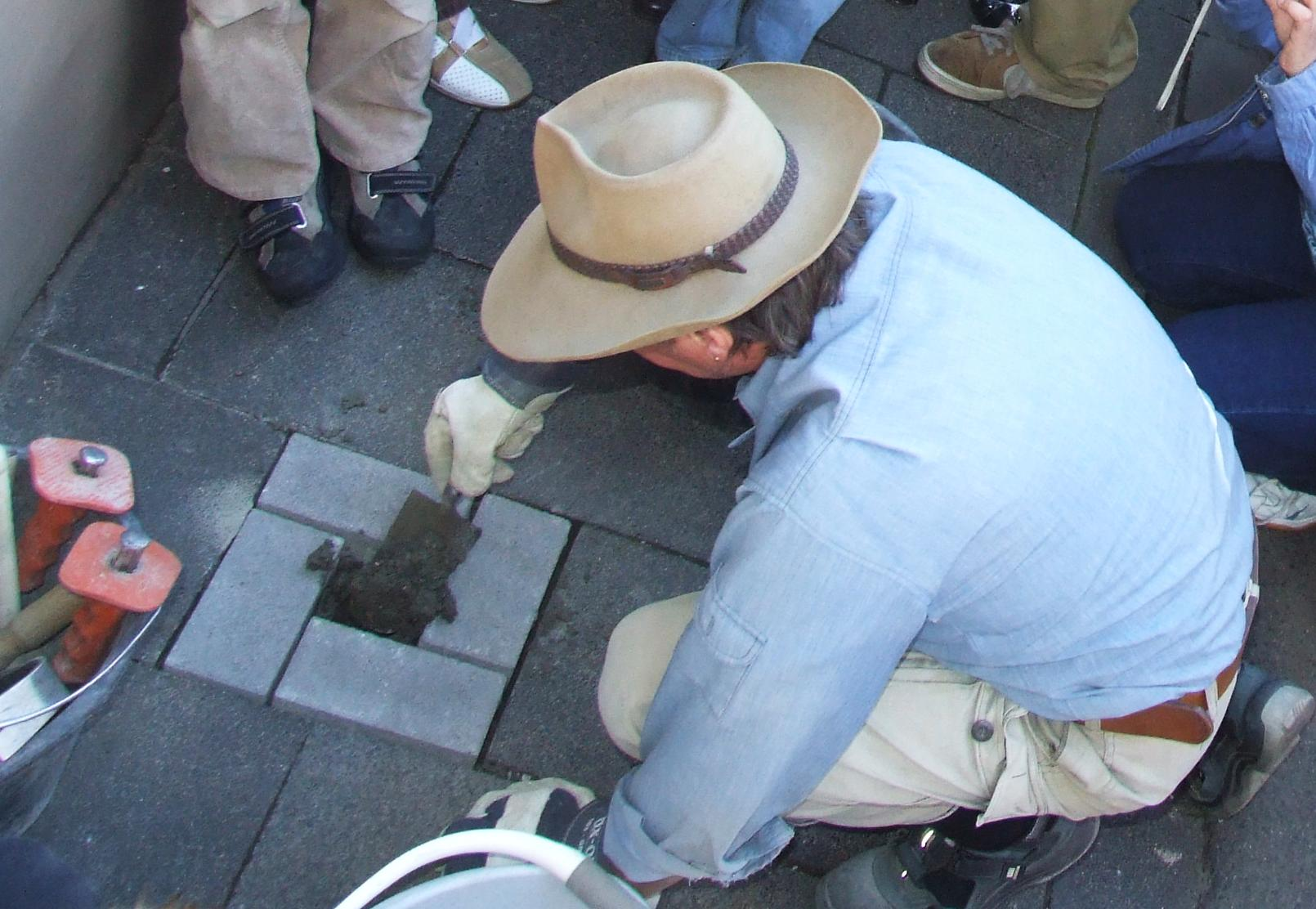
Gunter Demnig in Königswinter, juli 2007
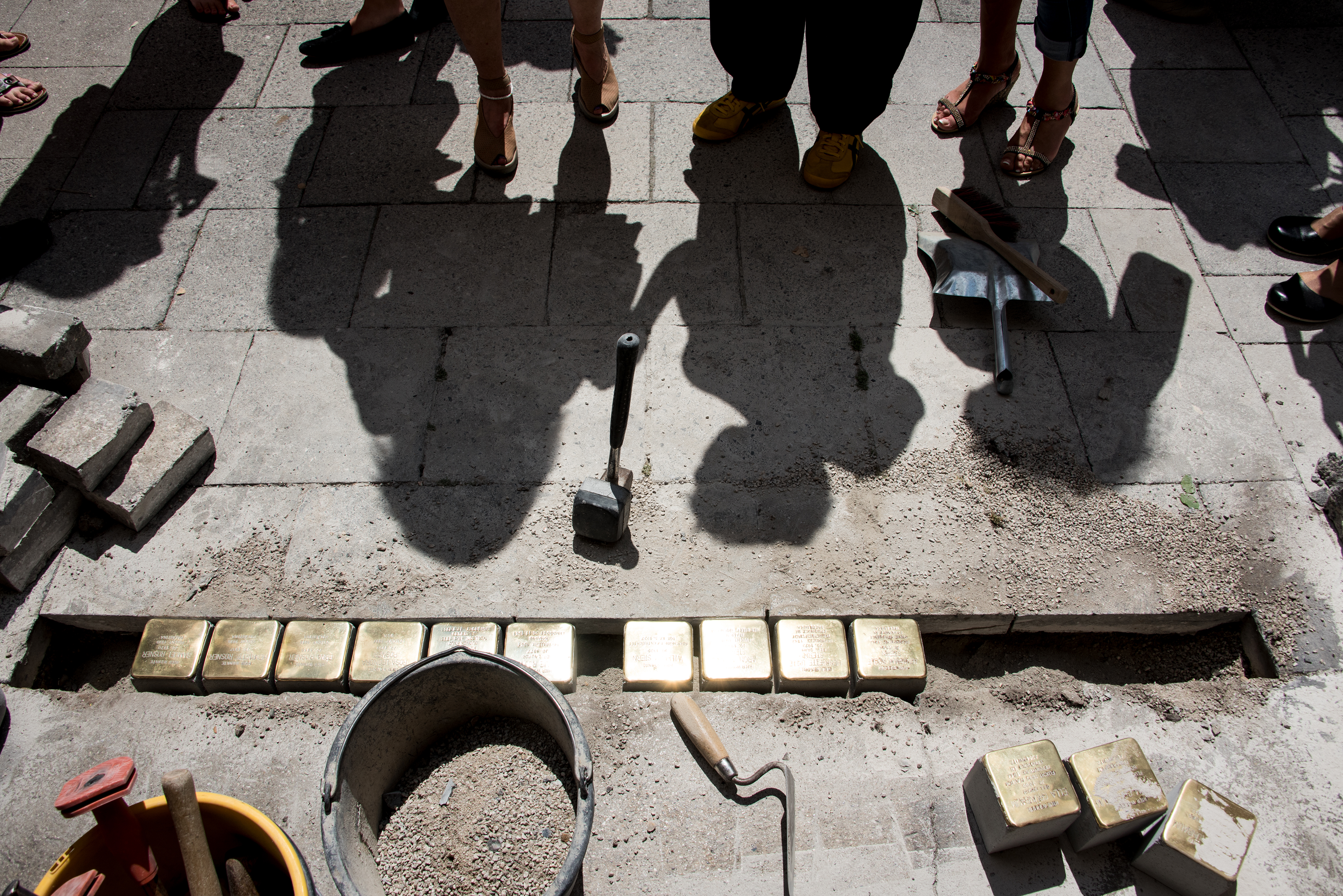
Stolpersteine in München op privéterrein
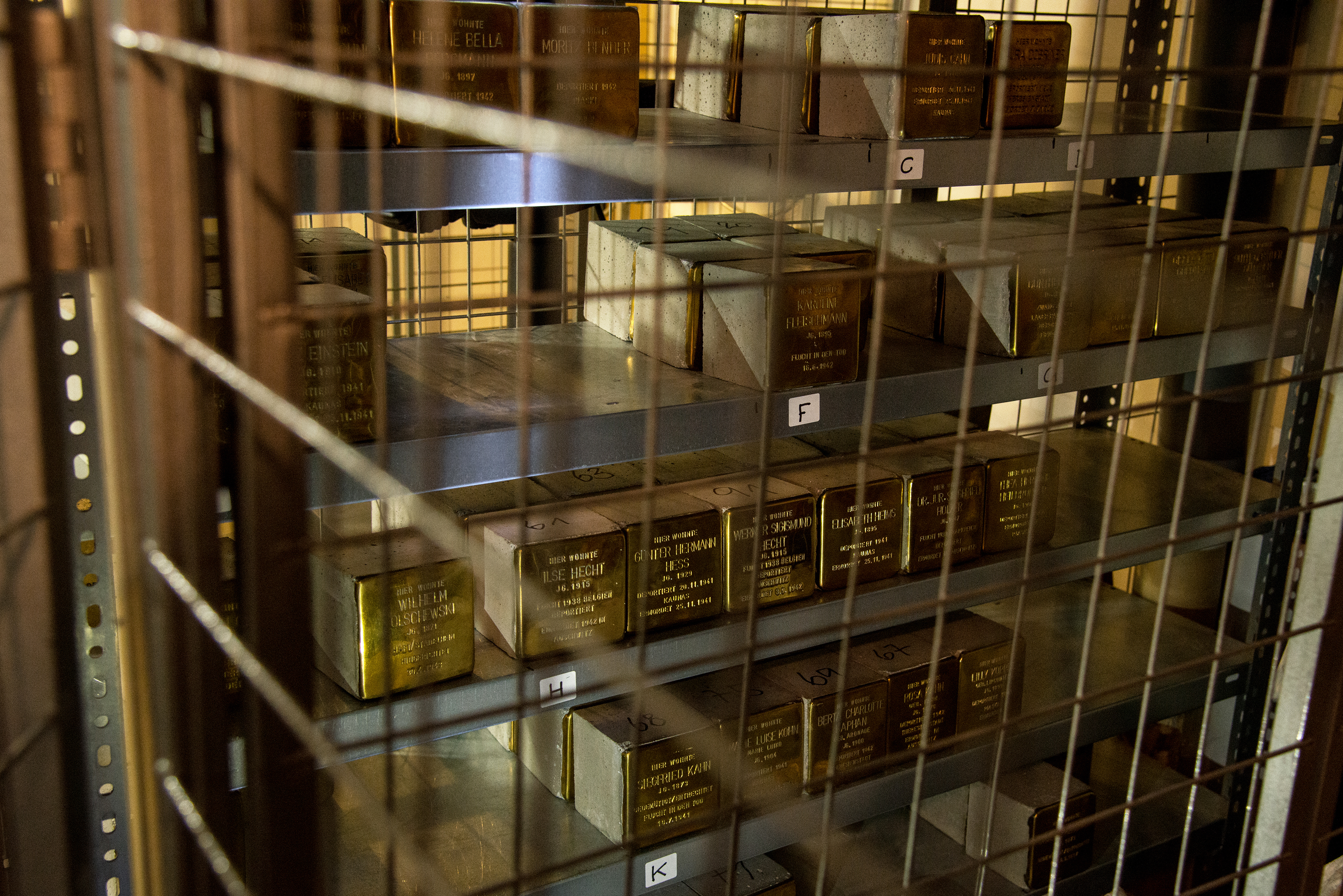
Stolpersteine in München die niet geplaatst mochten worden
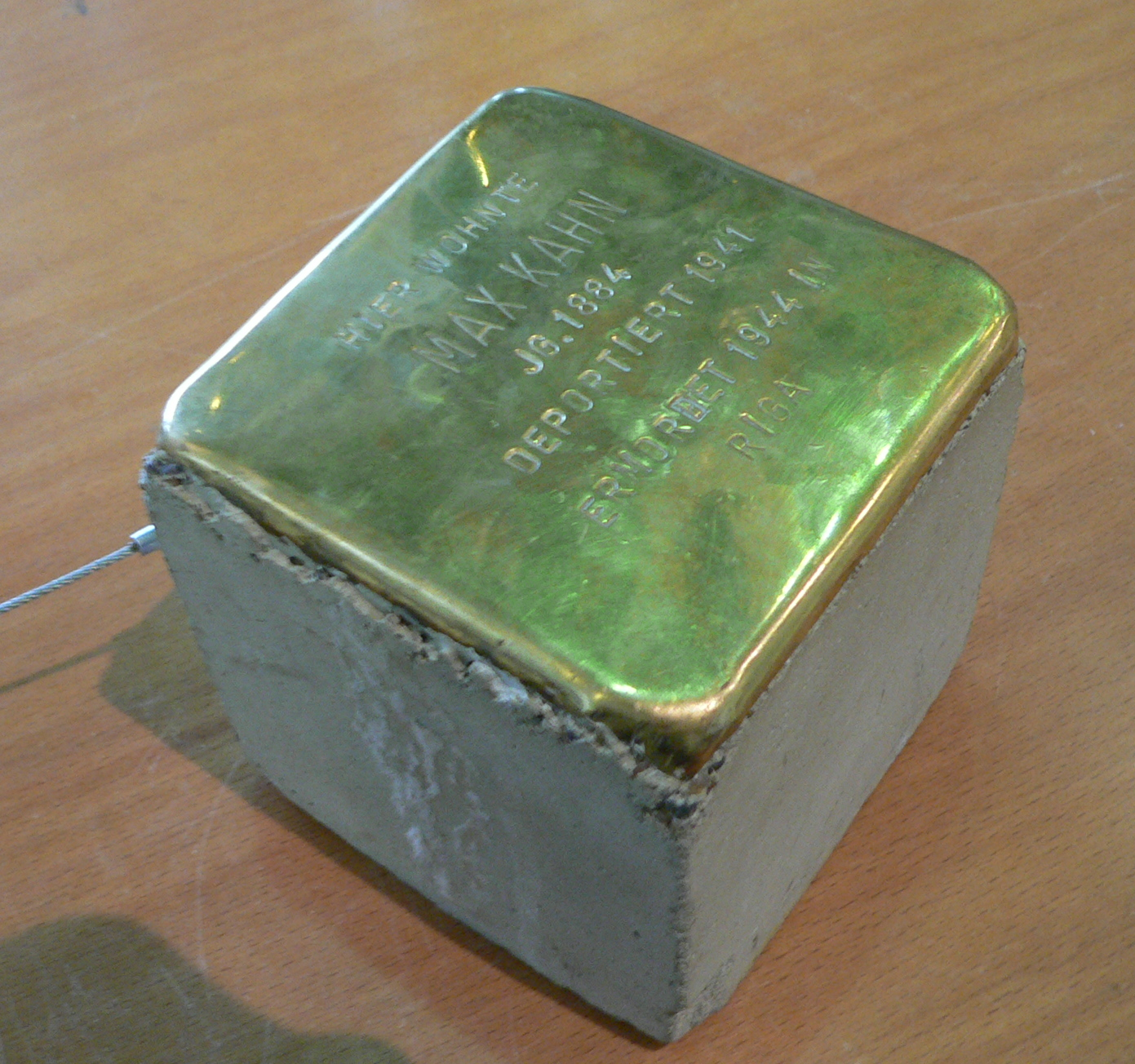
Tentoonstelling Stolpersteine in Stuttgart, 2009
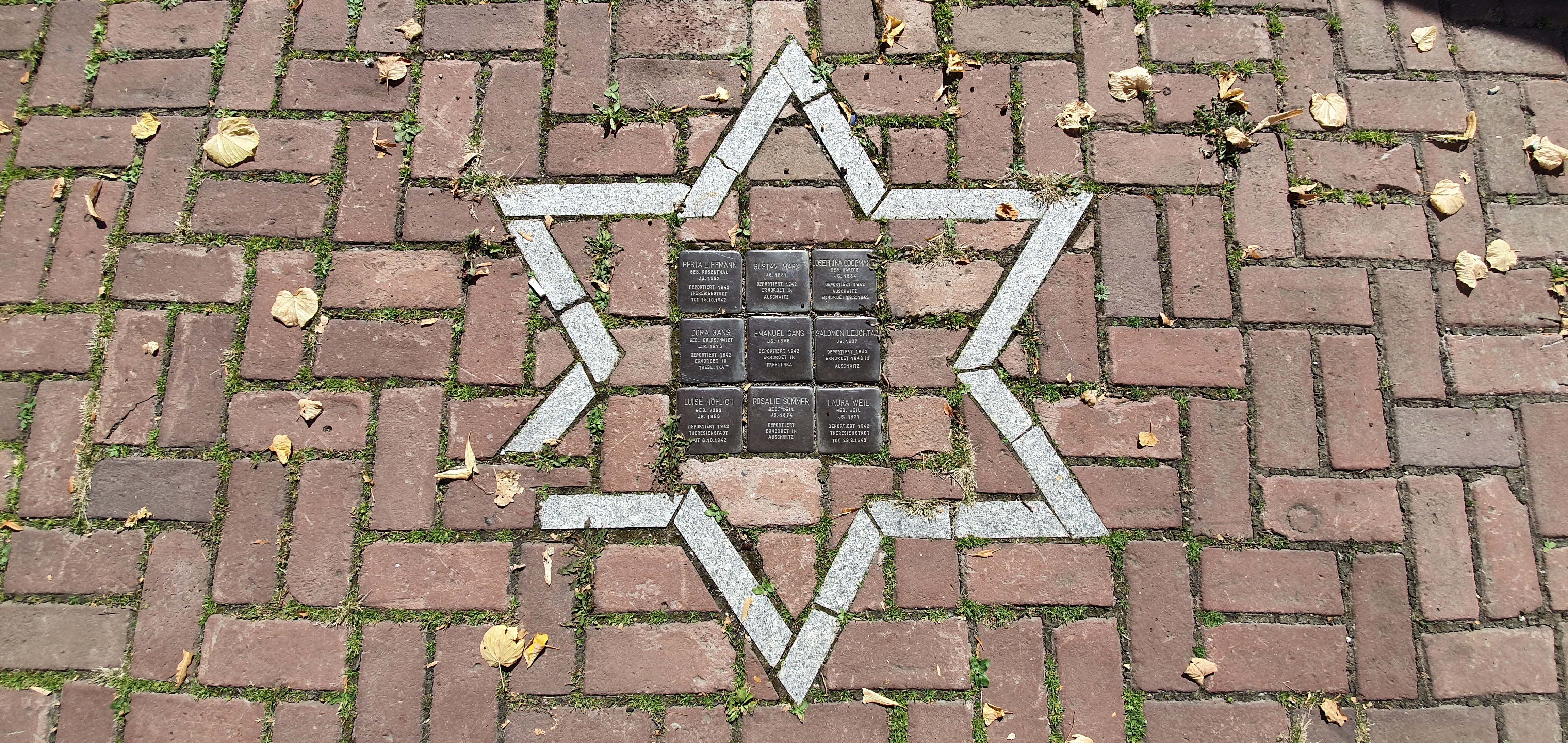
Stolpersteine in Würselen

### Frankrijk

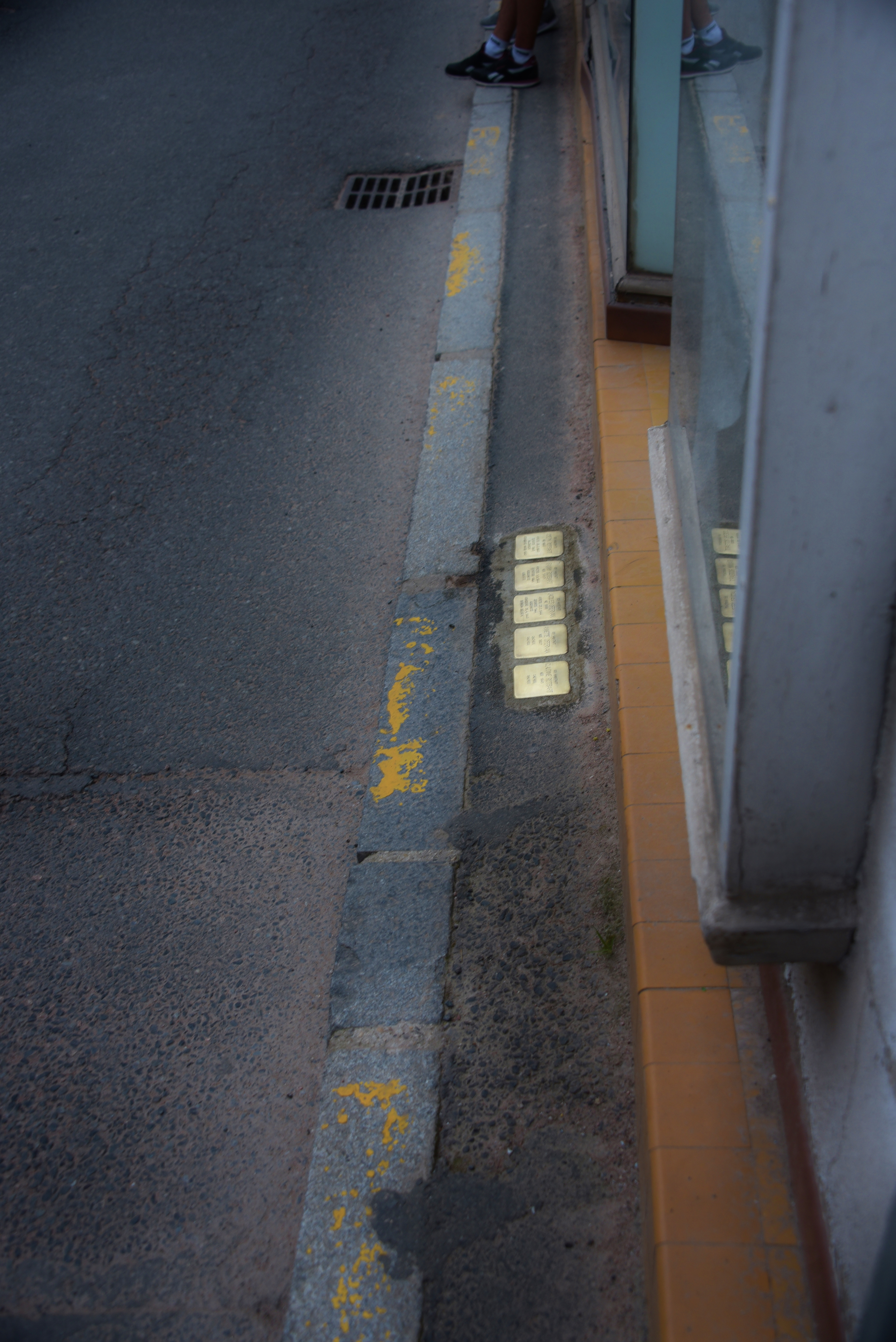
Stolpersteine in Cluny
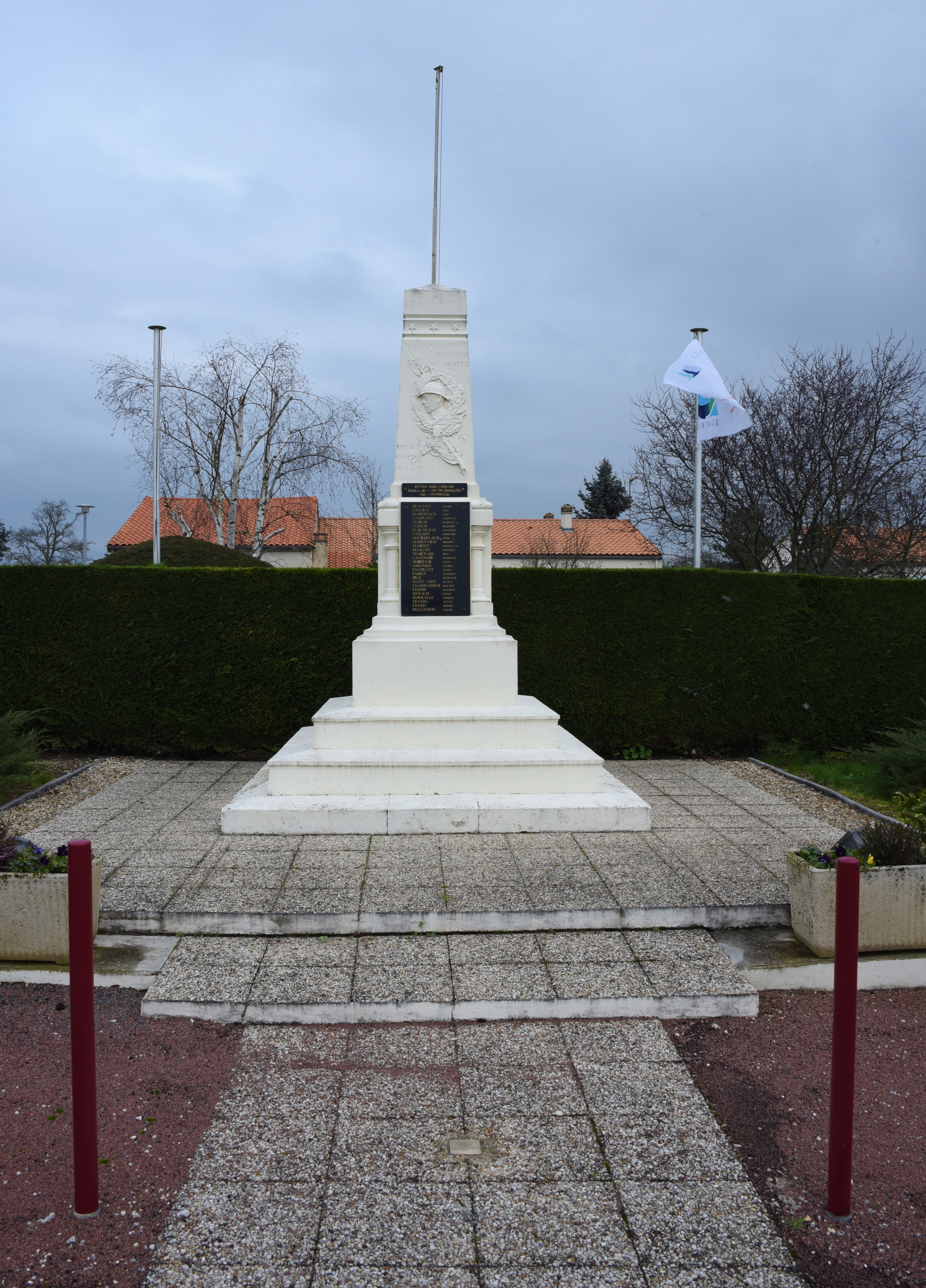
Stolperstein in Coux
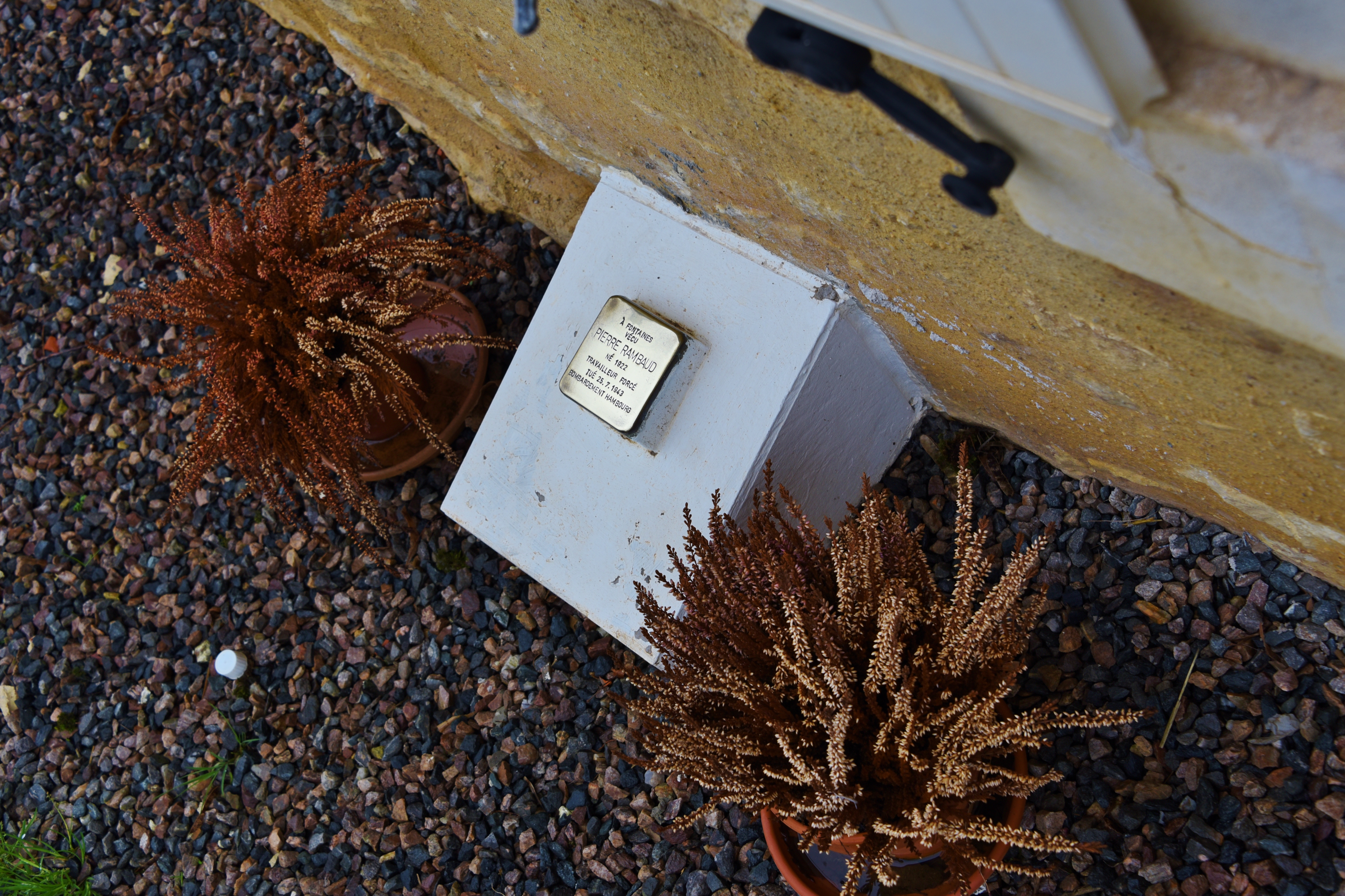
Stolperstein in Fontaines
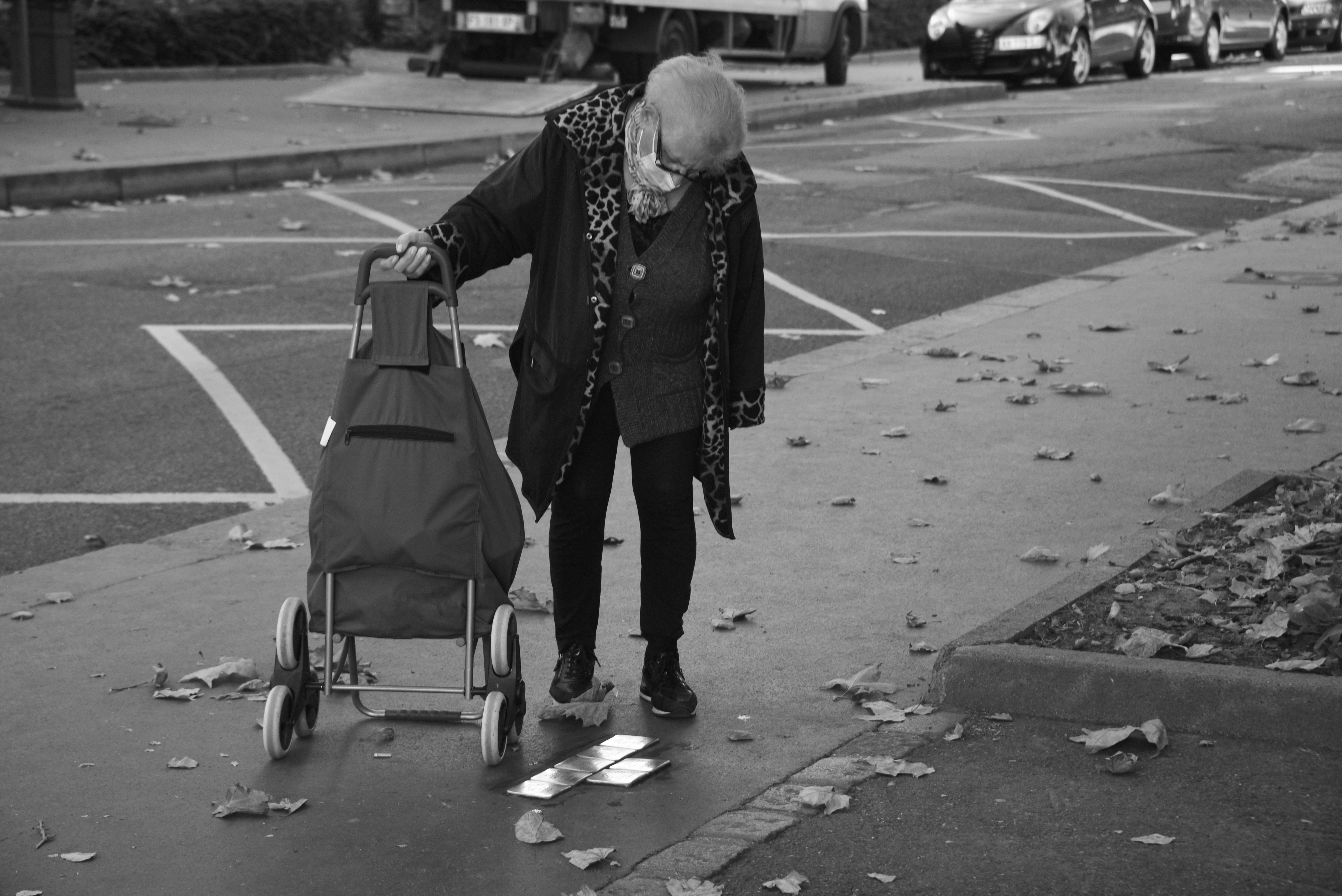
Stolpersteine in Rouen

### Hongarije

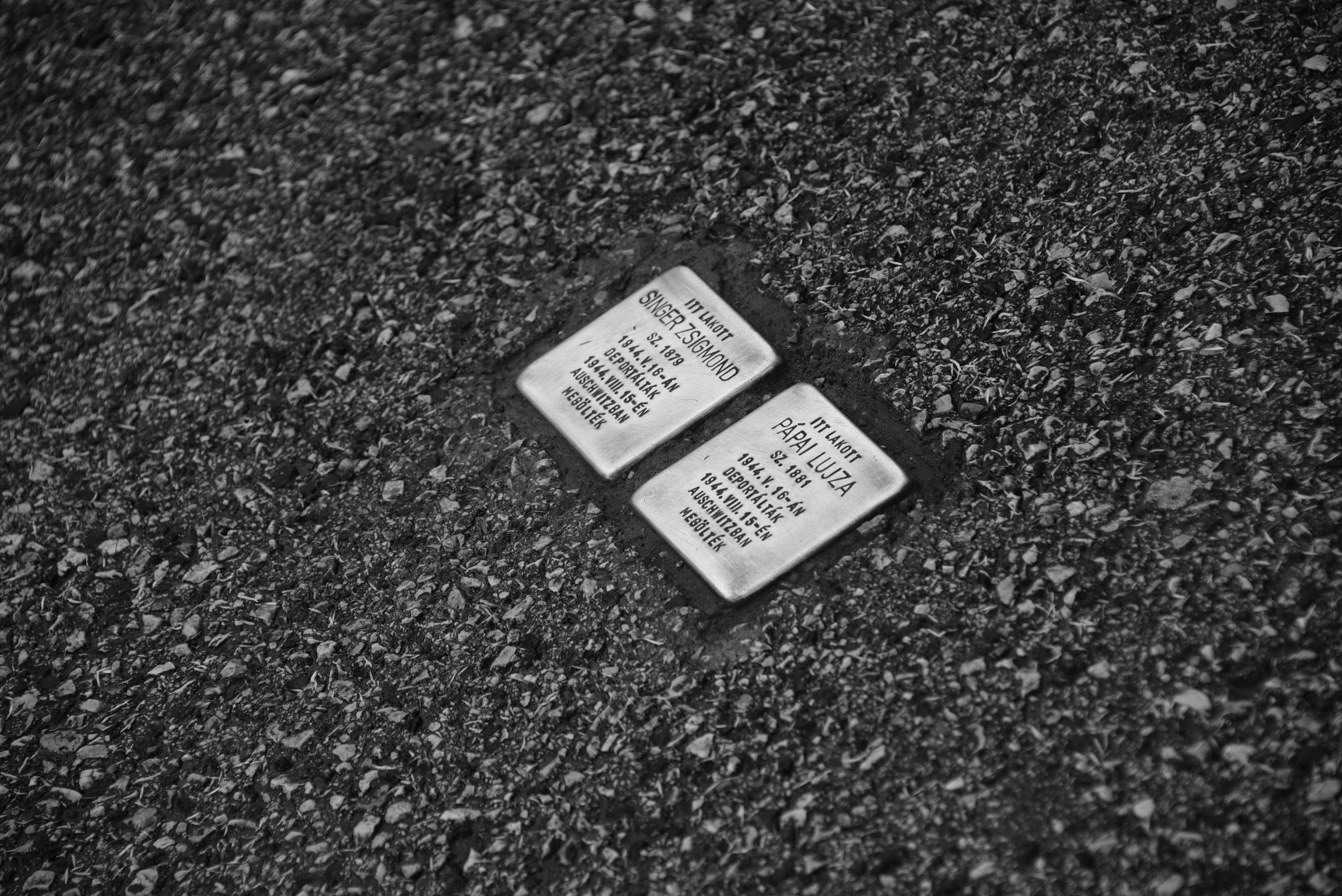
Stolpersteine in Balatonfüred
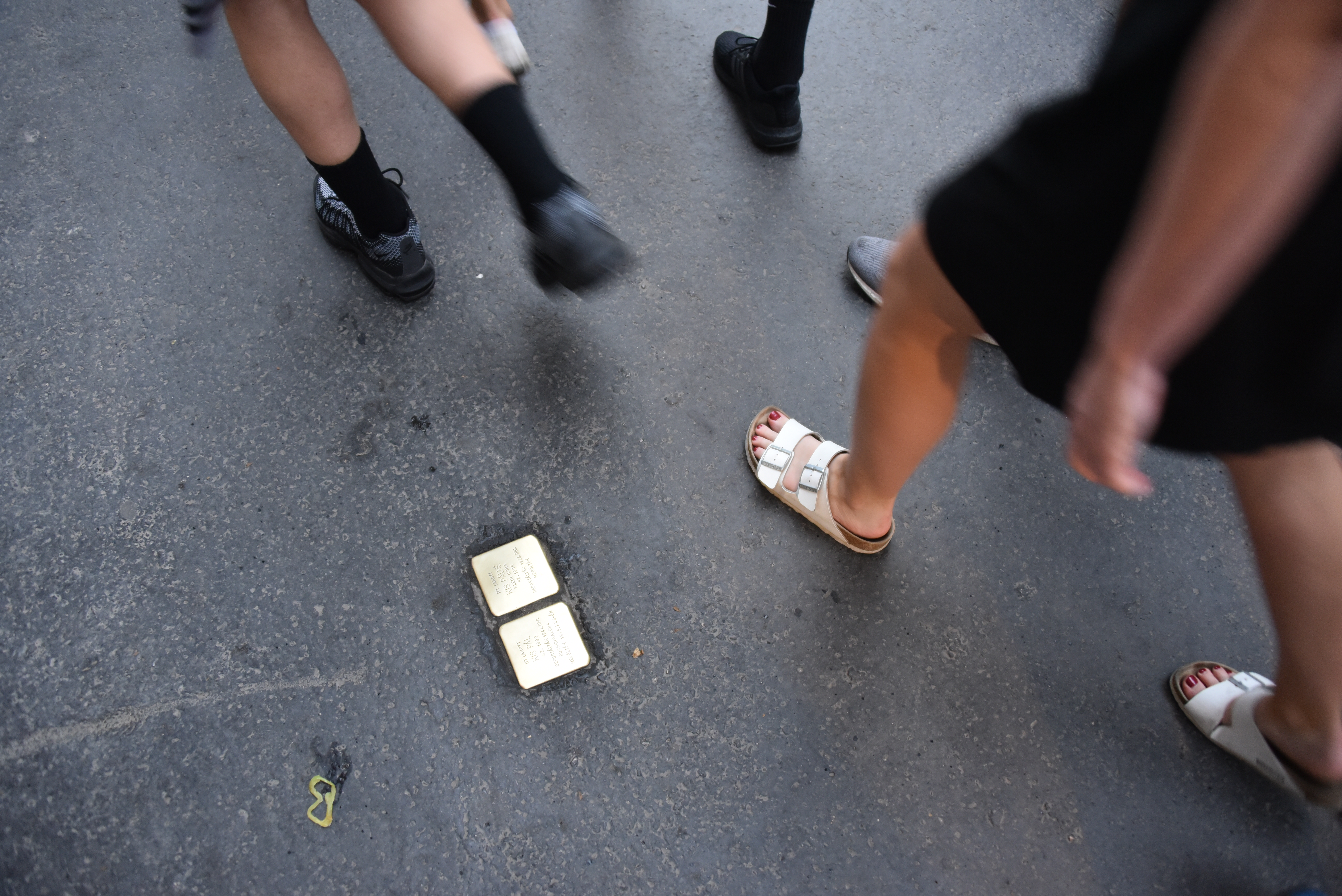
Stolpersteine Boedapest
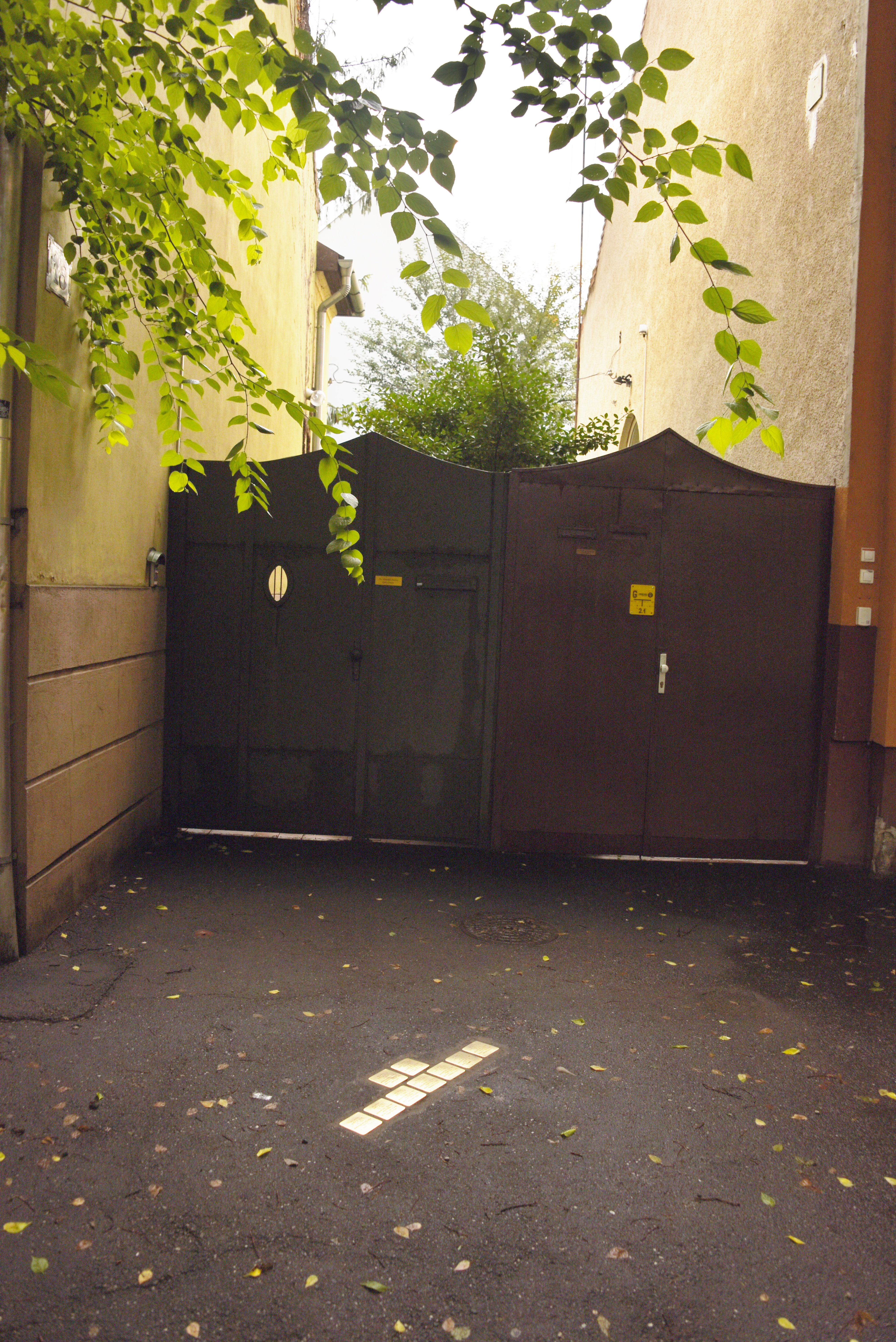
Stolpersteine in Debrecen

### Italië

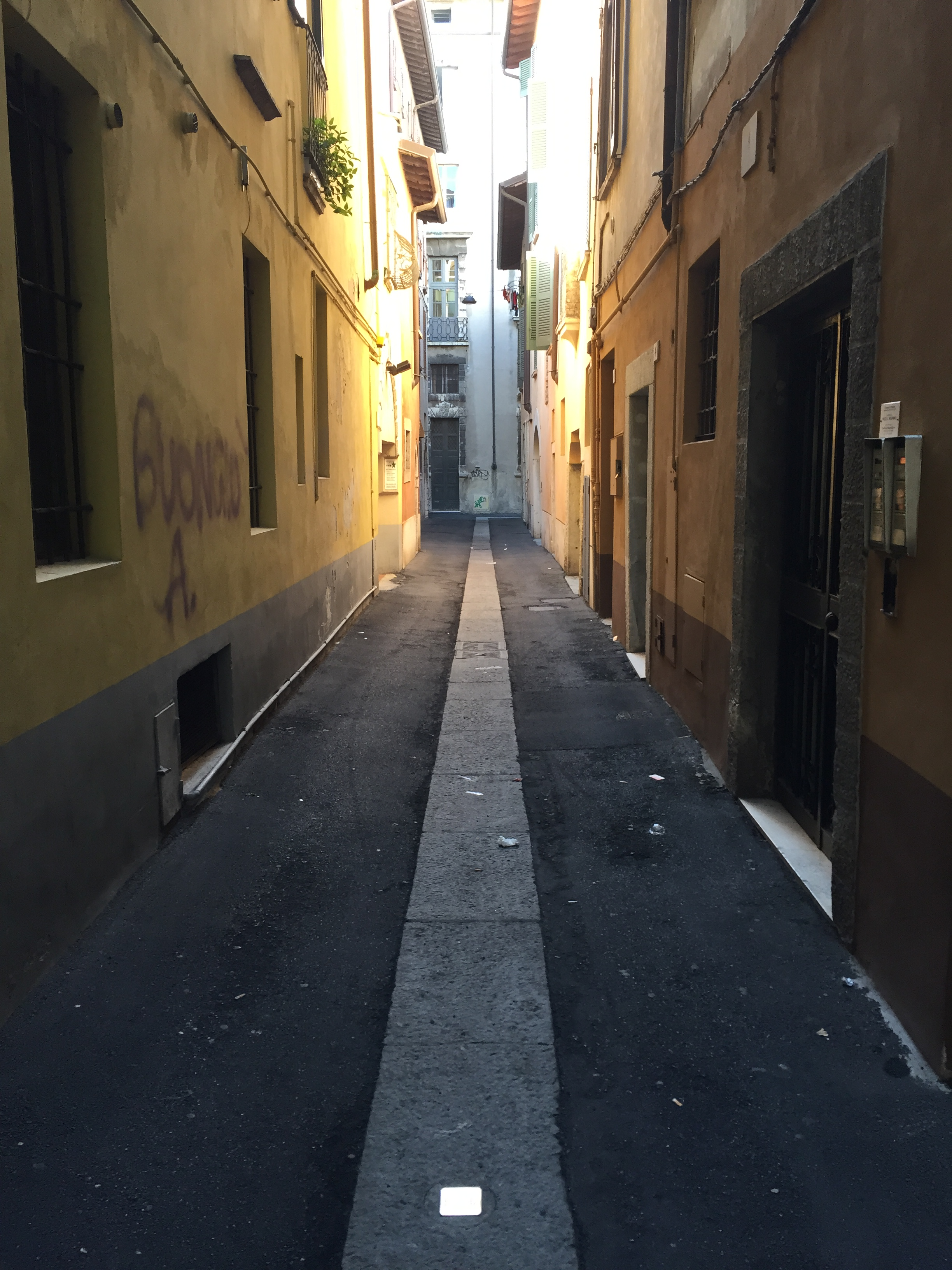
Stolperstein in Brescia
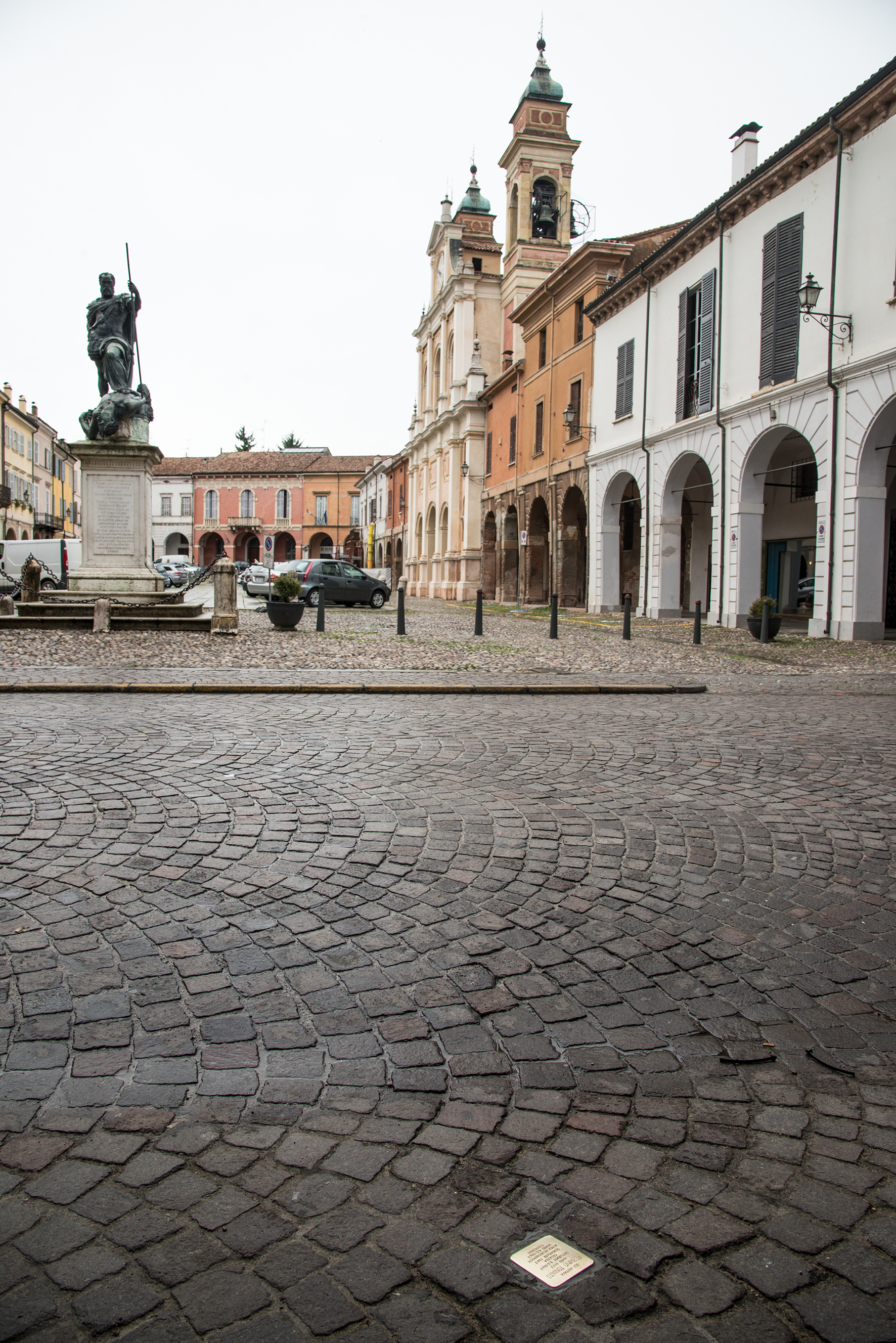
Stolperstein in Guastalla
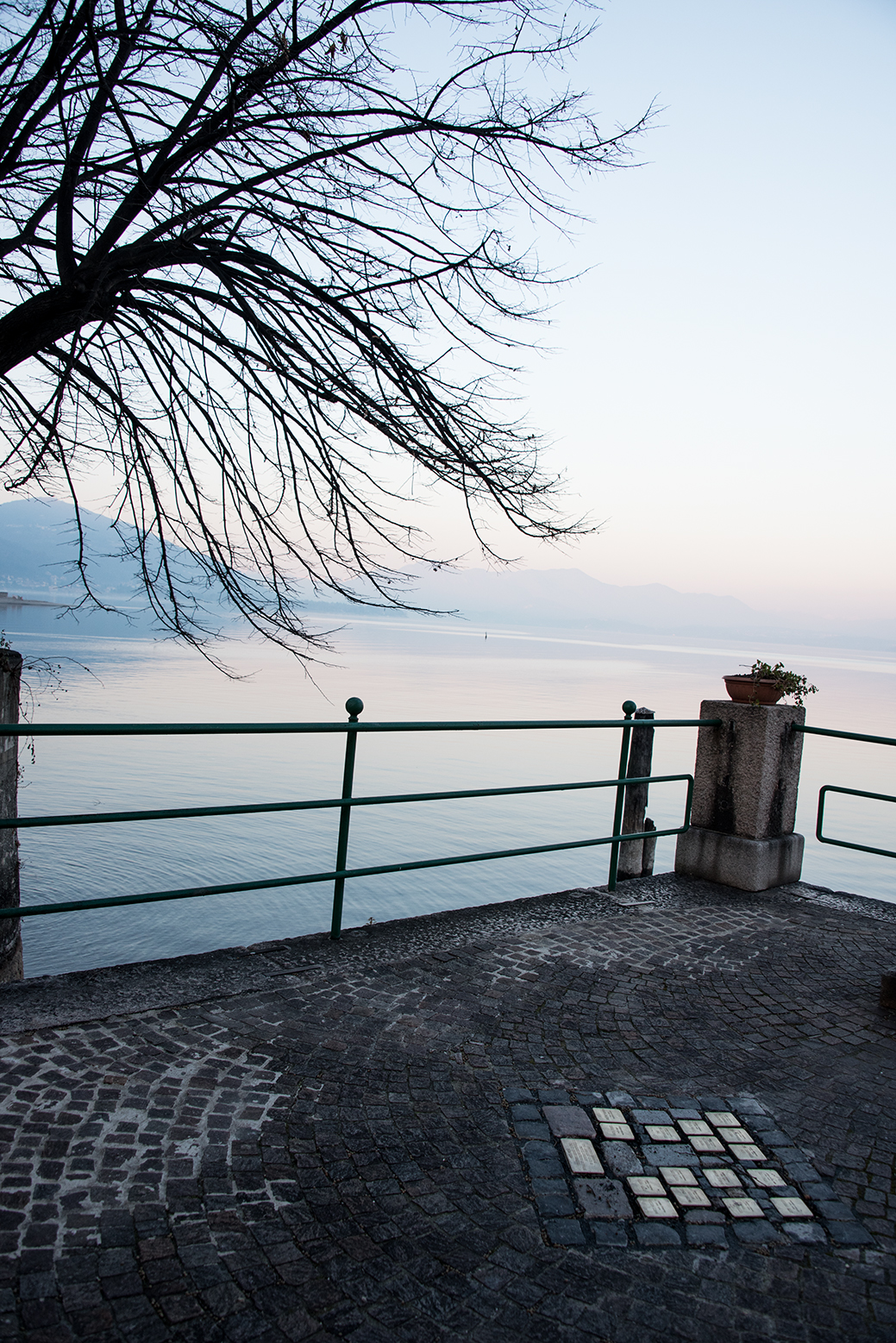
Stolpersteine in Meina
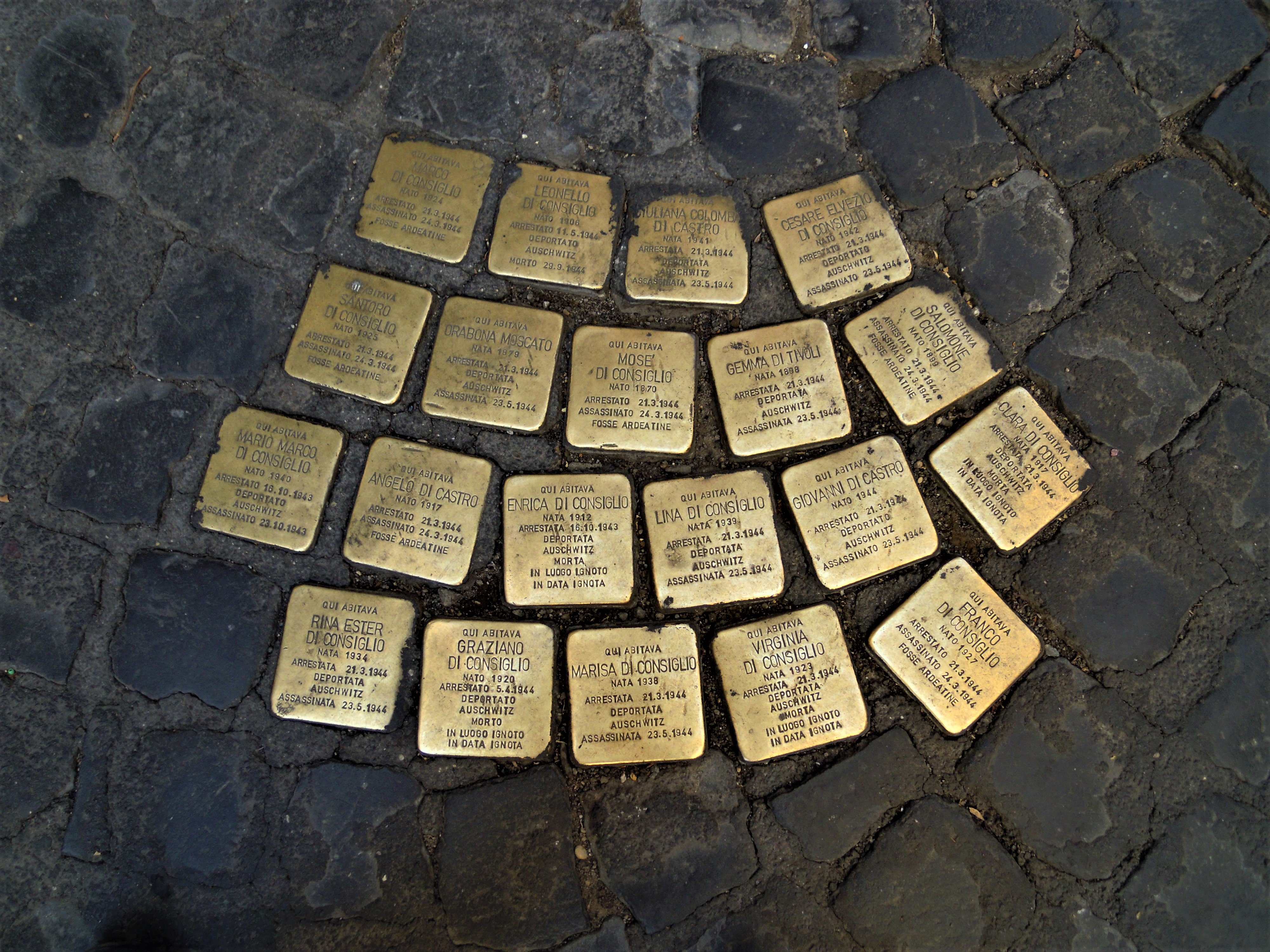
Stolpersteine in Rome
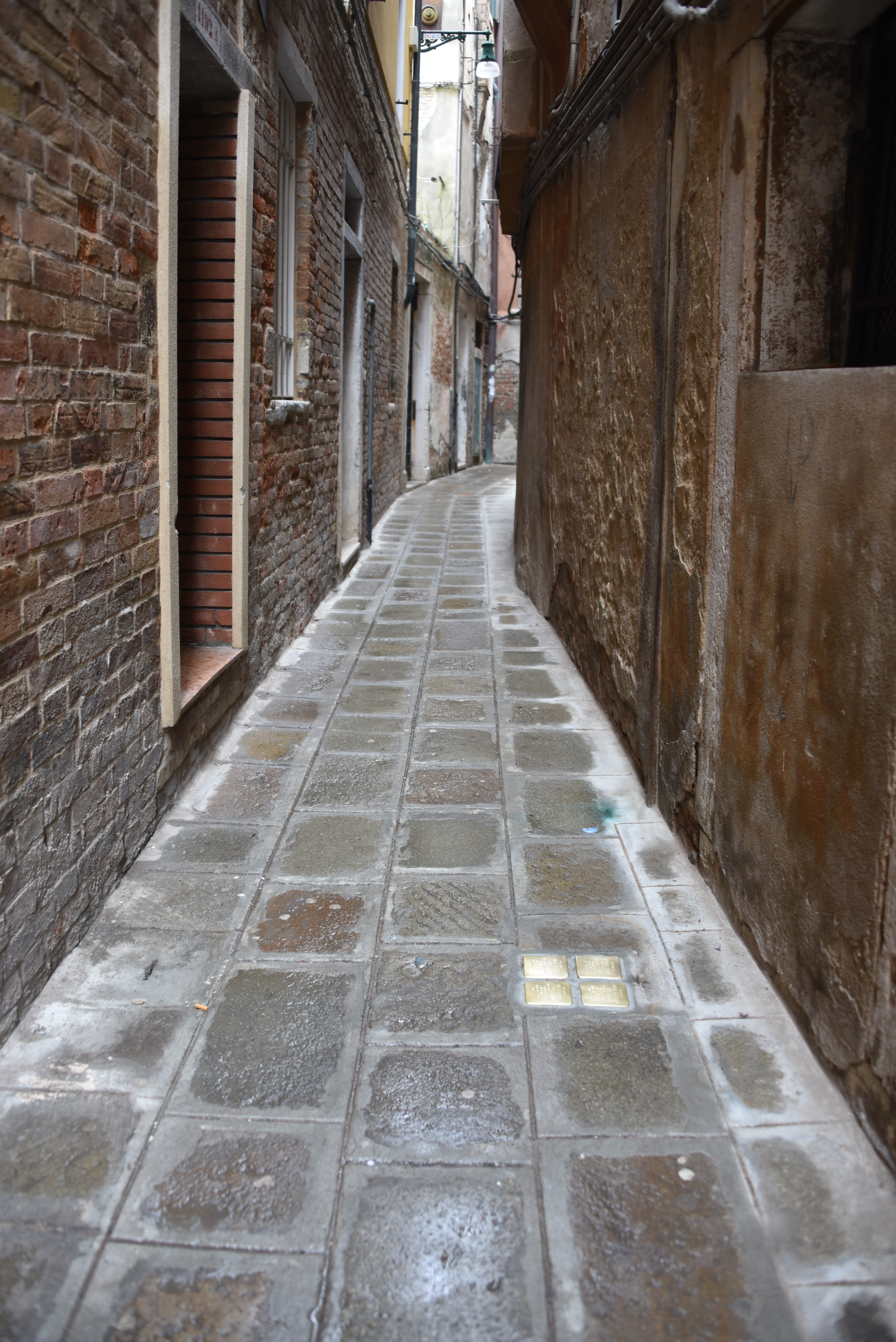
Stolpersteine in Venetië

### Luxemburg

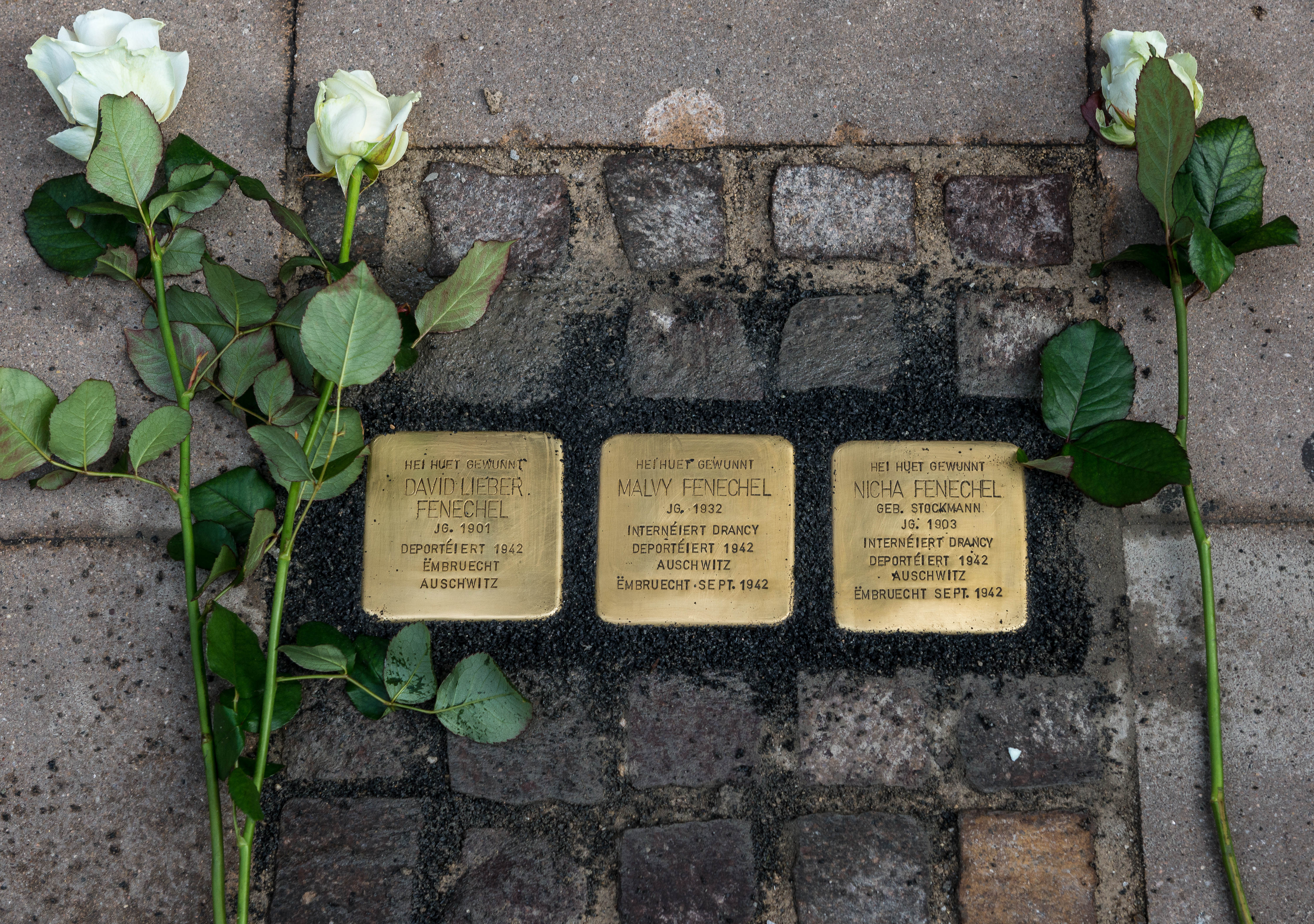
Stolpersteine in Differdange
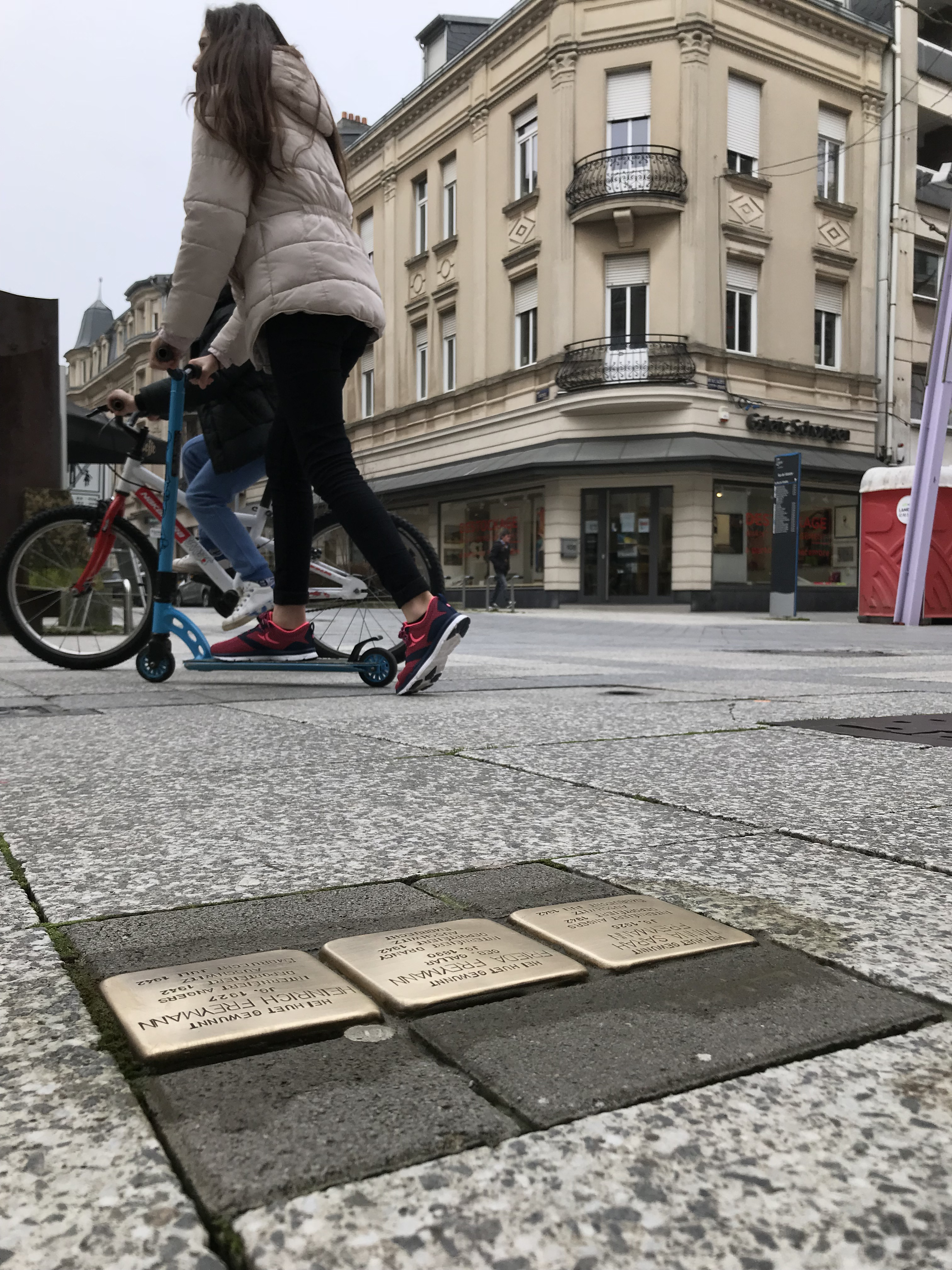
Stolpersteine in Esch-sur-Alzette
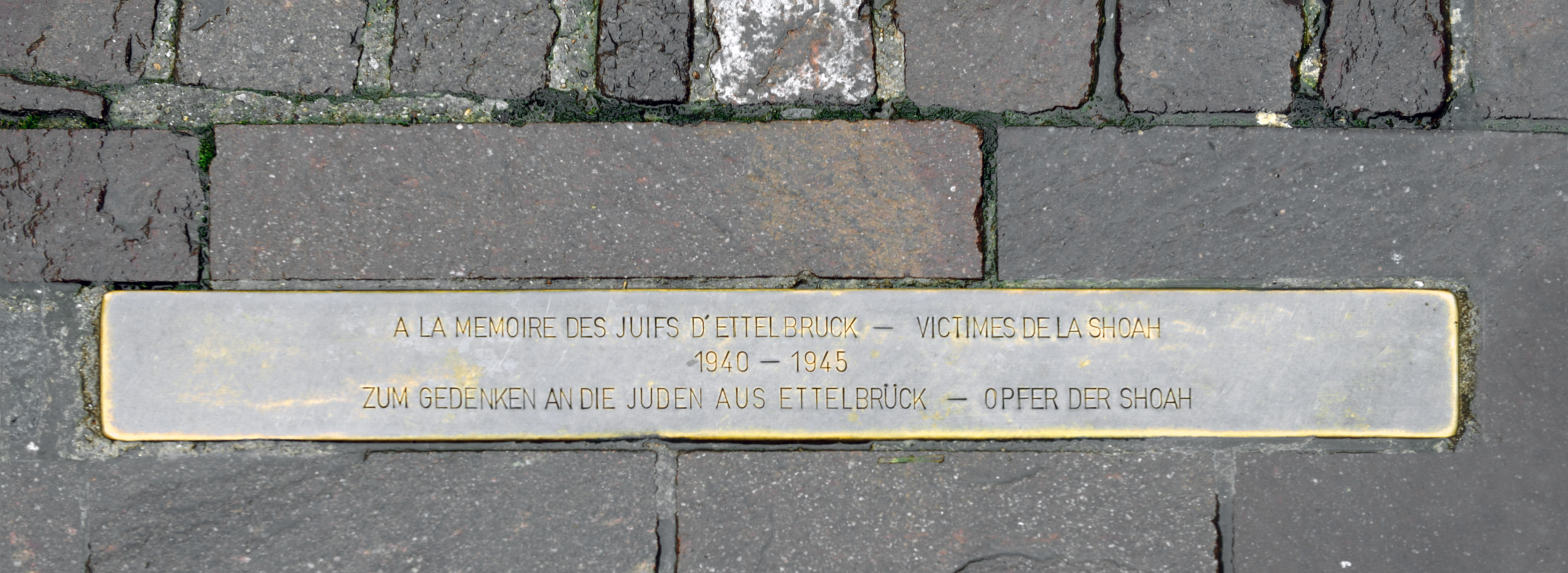
Stolperdrempel in Ettelbruck
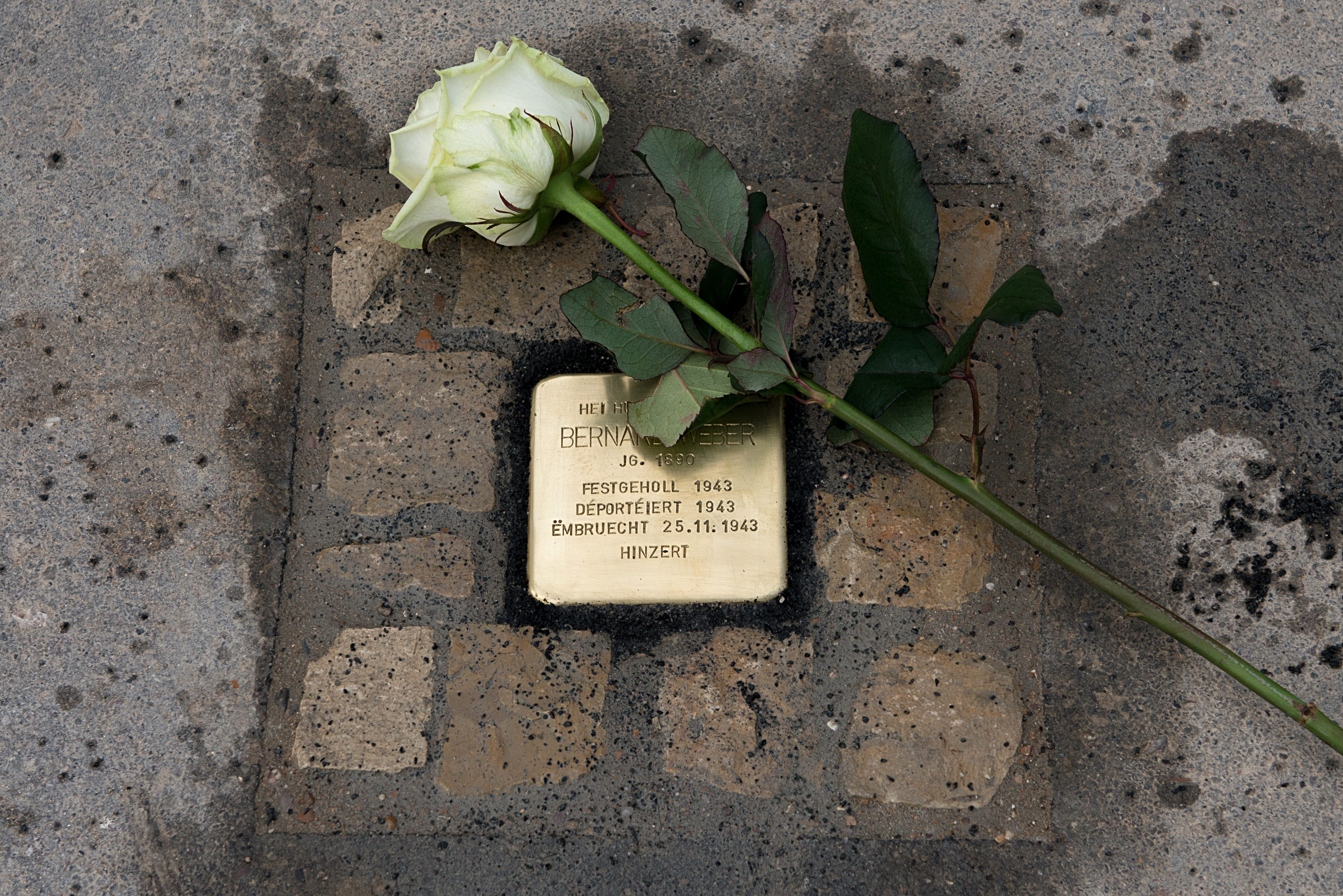
Stolperstein in Mondorf-les-Bains

### Moldavië, Oekraïne, Roemenië

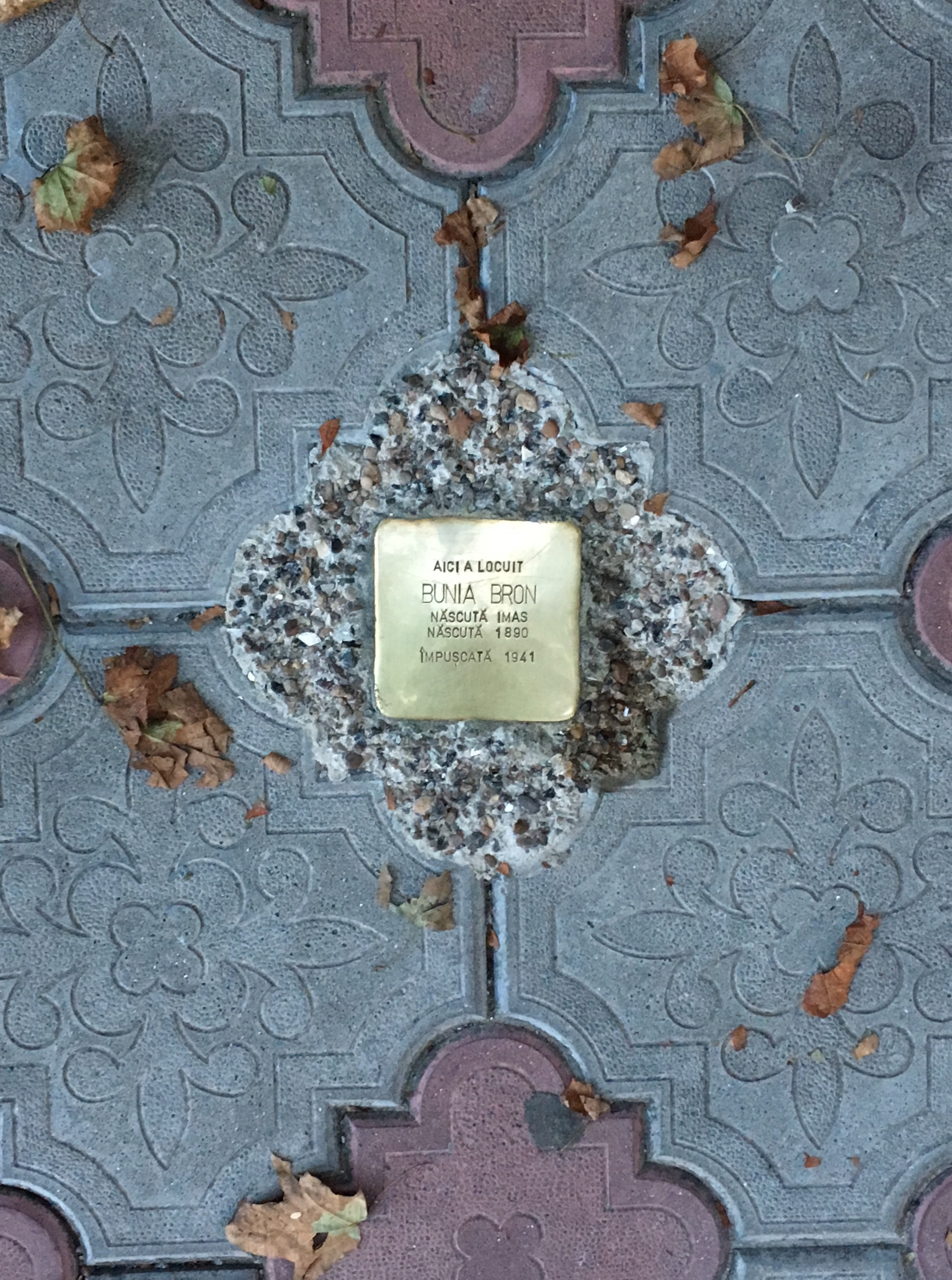
Stolperstein in Chisinau, Moldavië
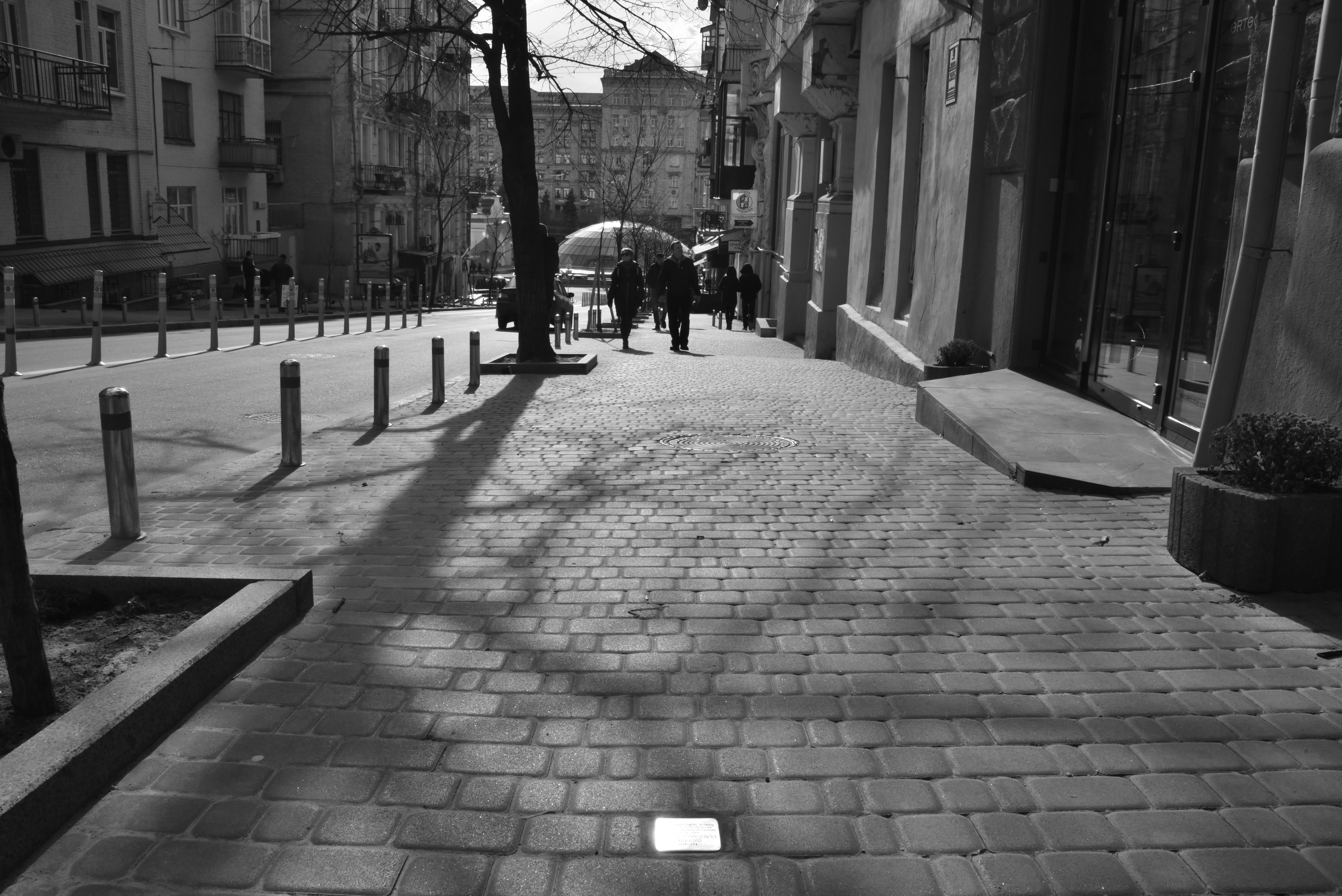
Stolperstein in Kiev, Oekraïne
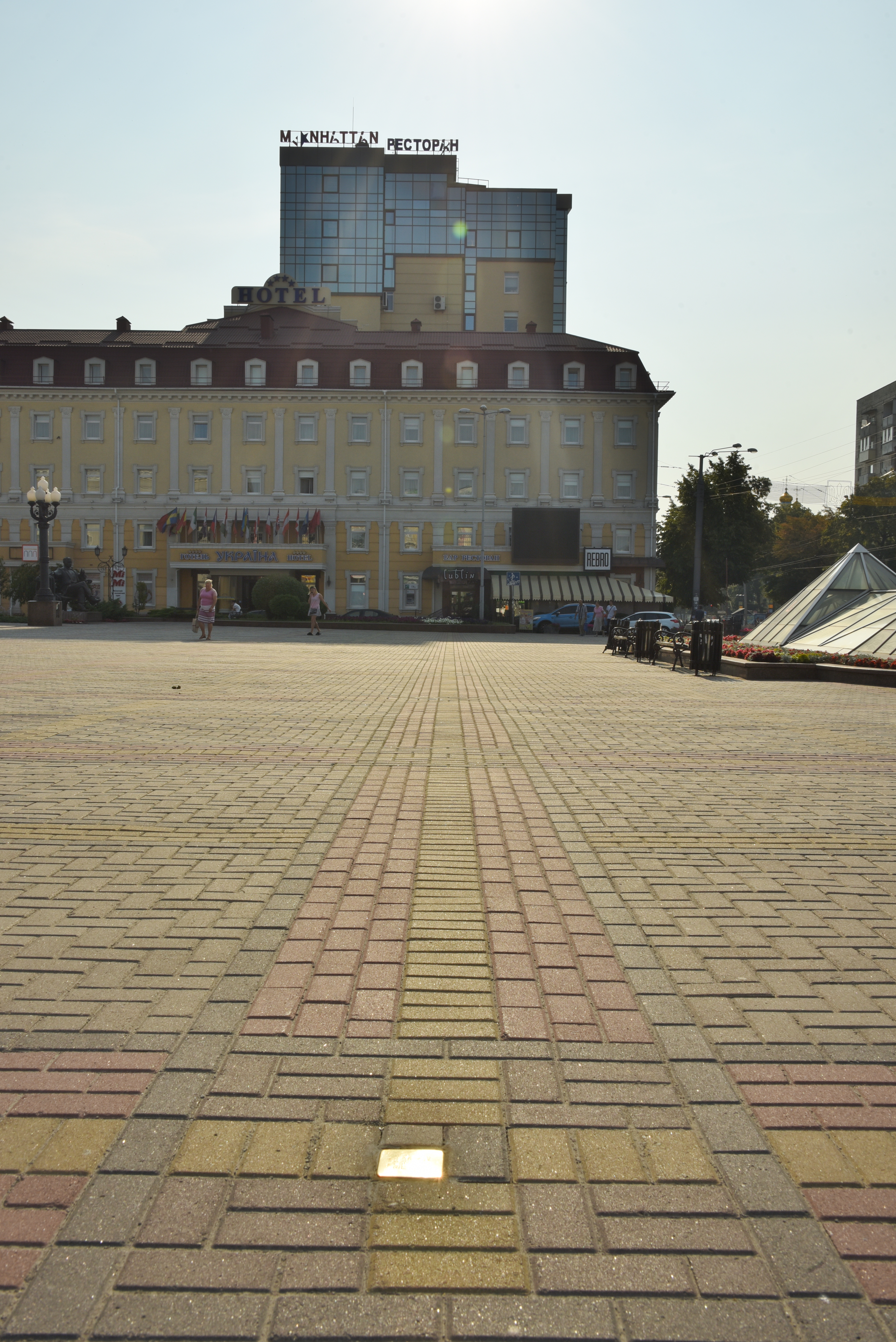
Stolperstein in Rivne, Oekraïne
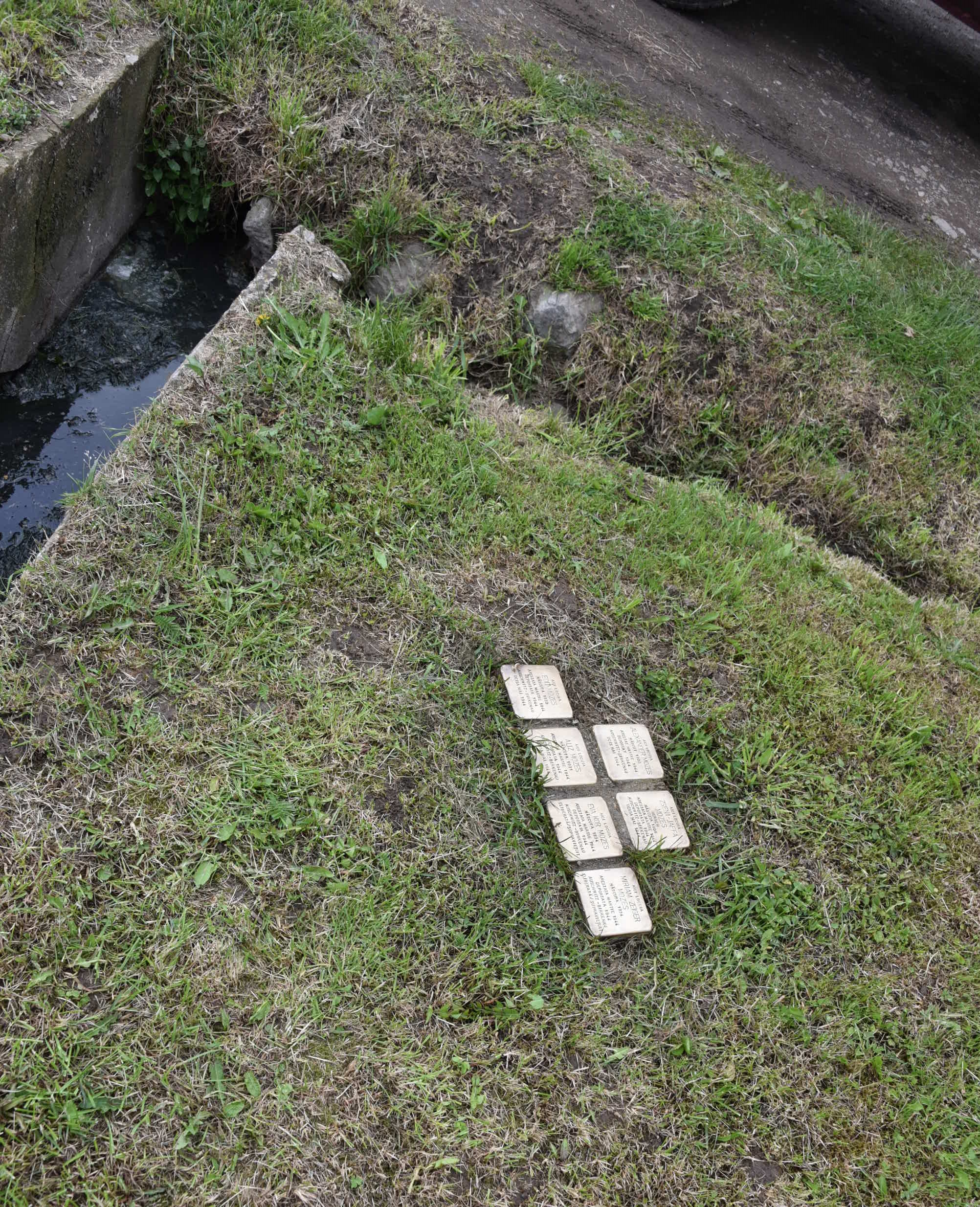
Stolpersteine in Marca (Sălaj), Roemenië

### Oostenrijk

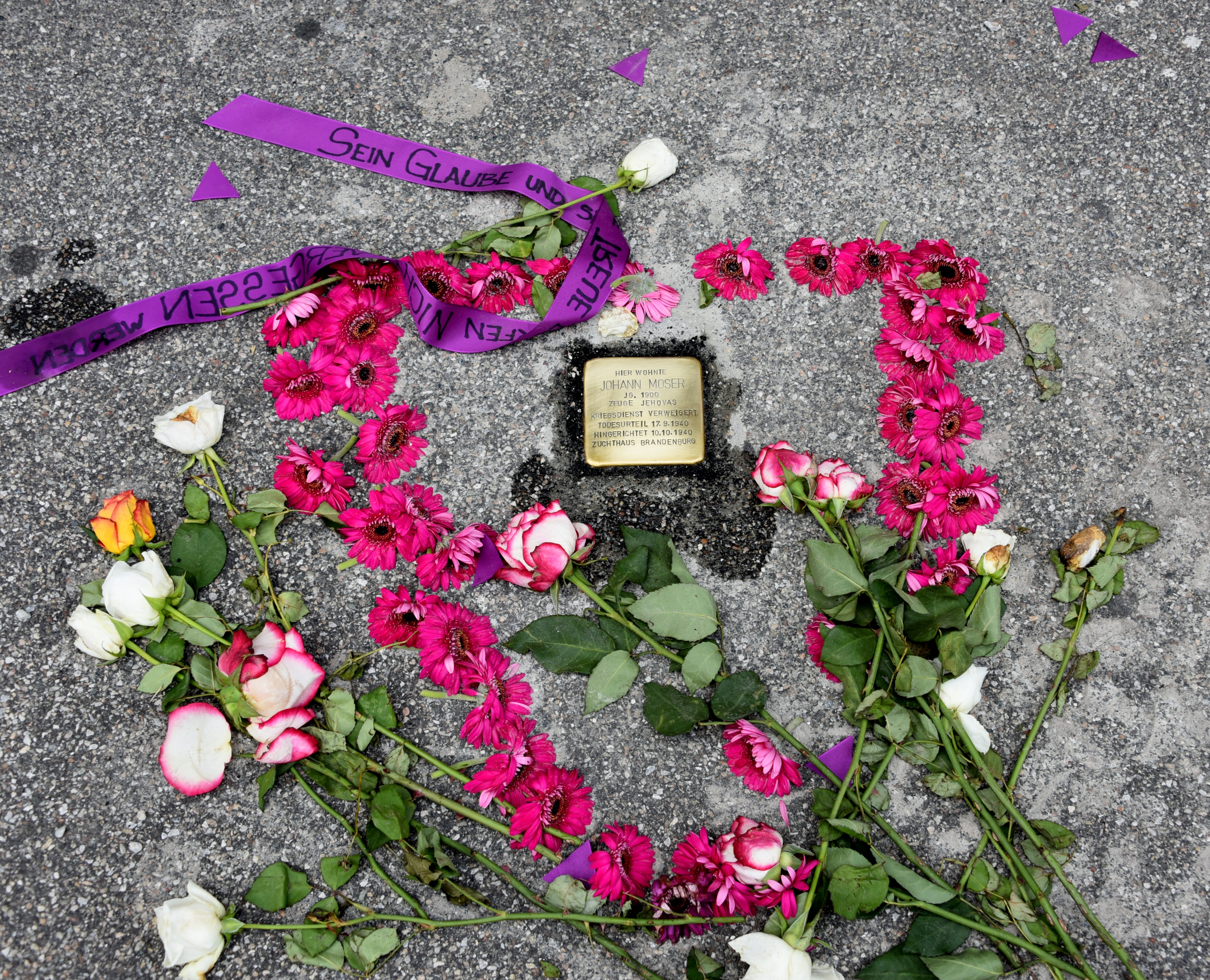
Stolperstein in Graz
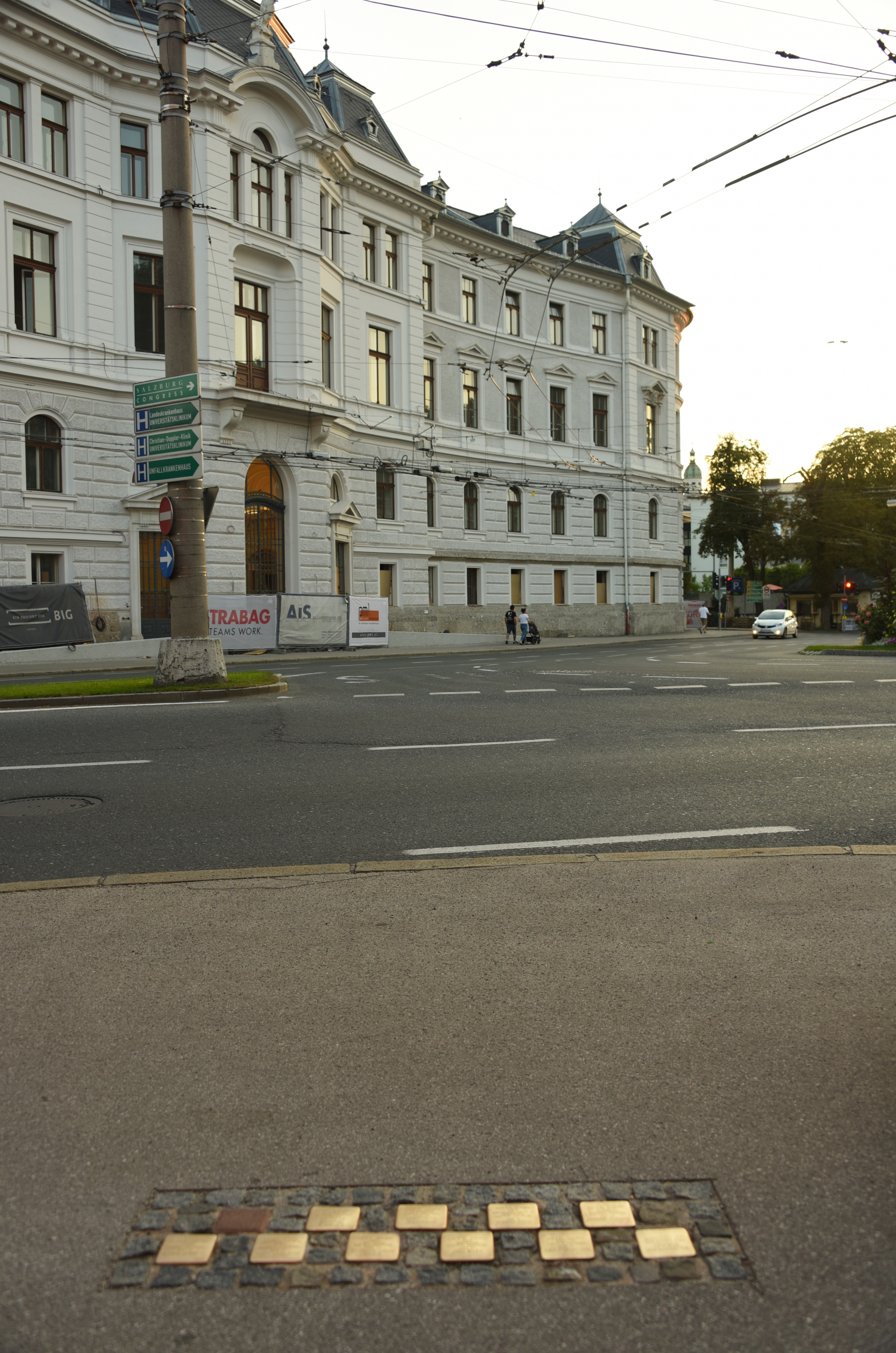
Stolpersteine in Salzburg
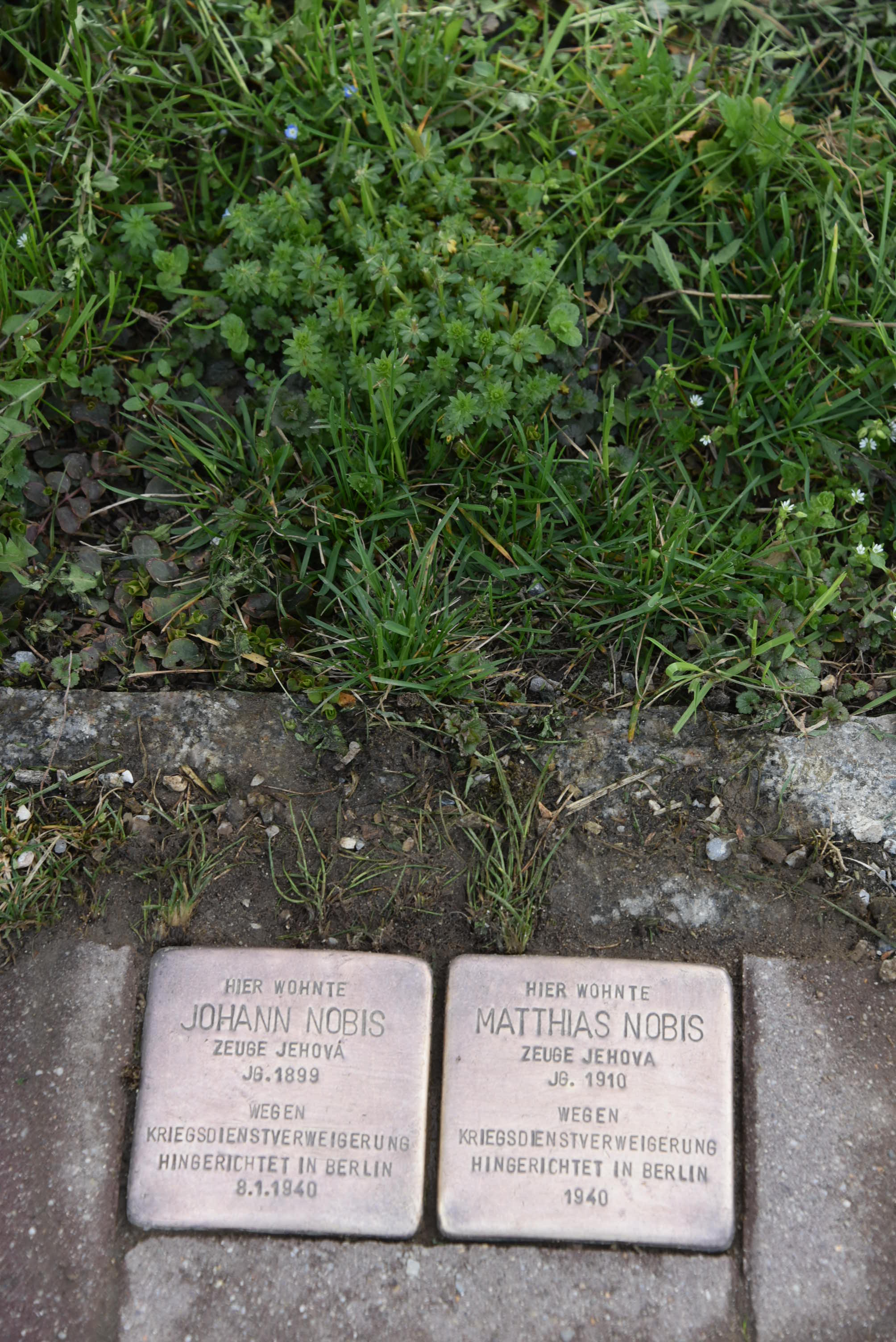
Stolpersteine in Sankt Georgen bei Salzburg
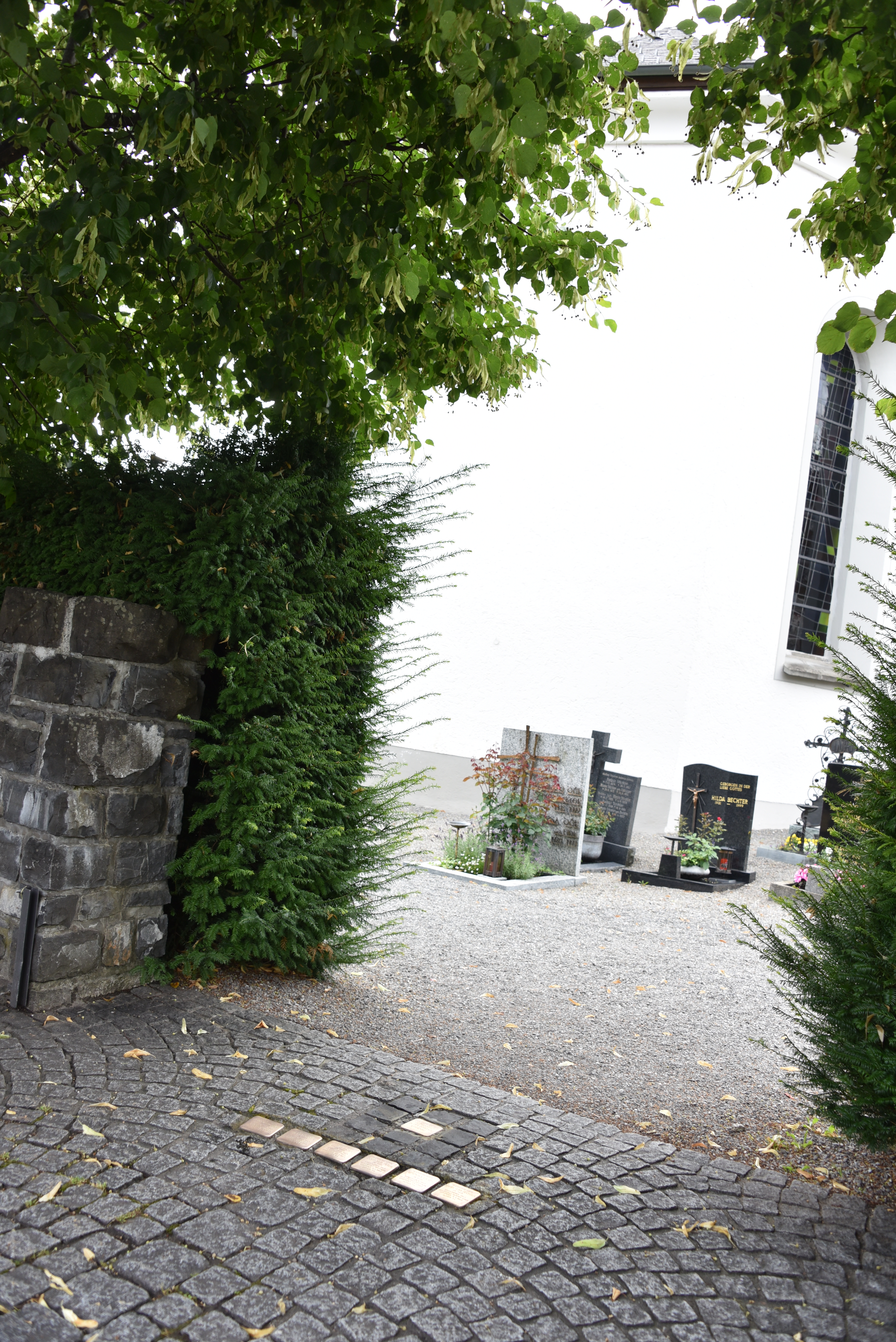
Stolpersteine in Vorarlberg
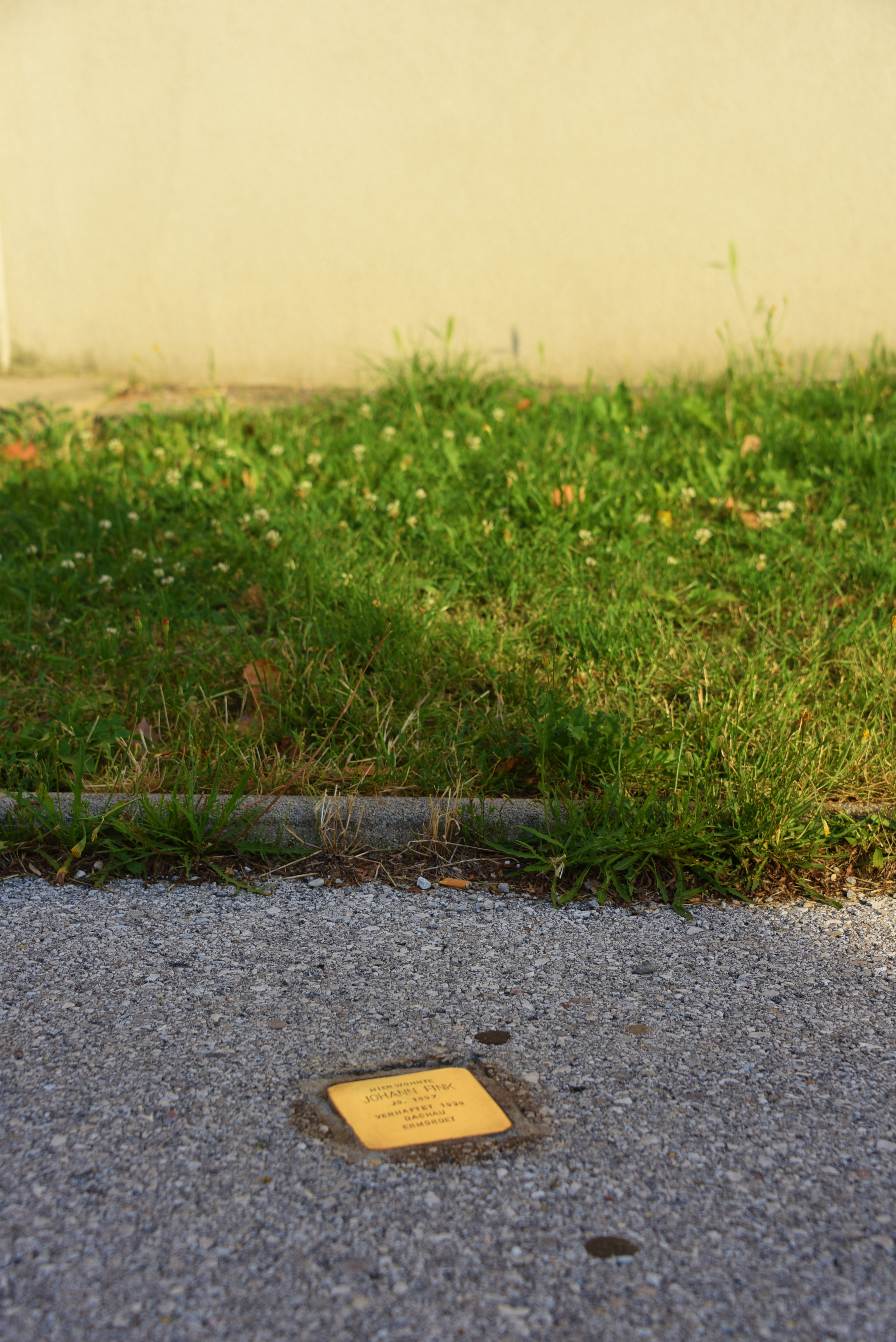
Stolperstein in Wiener Neustadt

### Polen

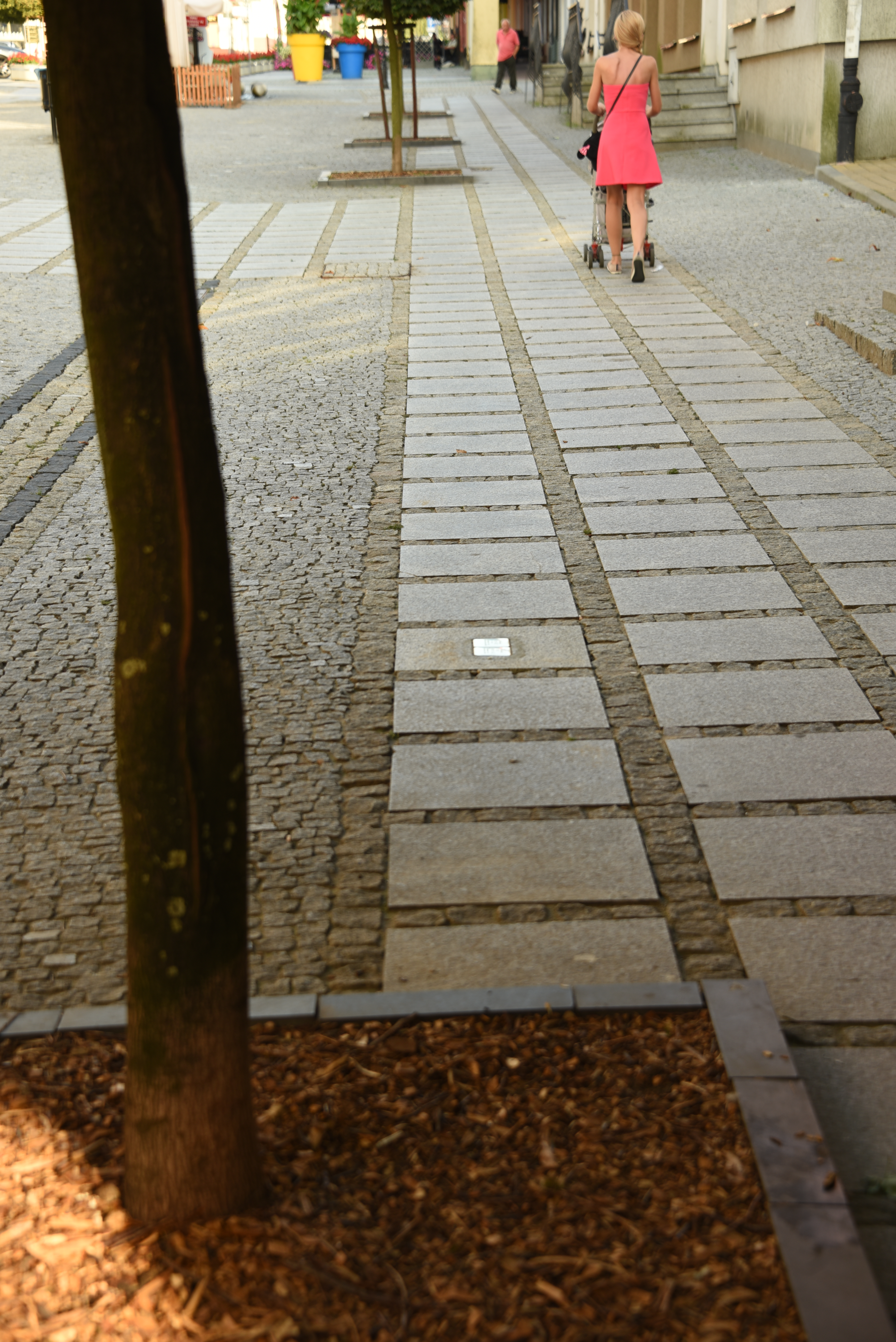
Stolperstein in Łomża
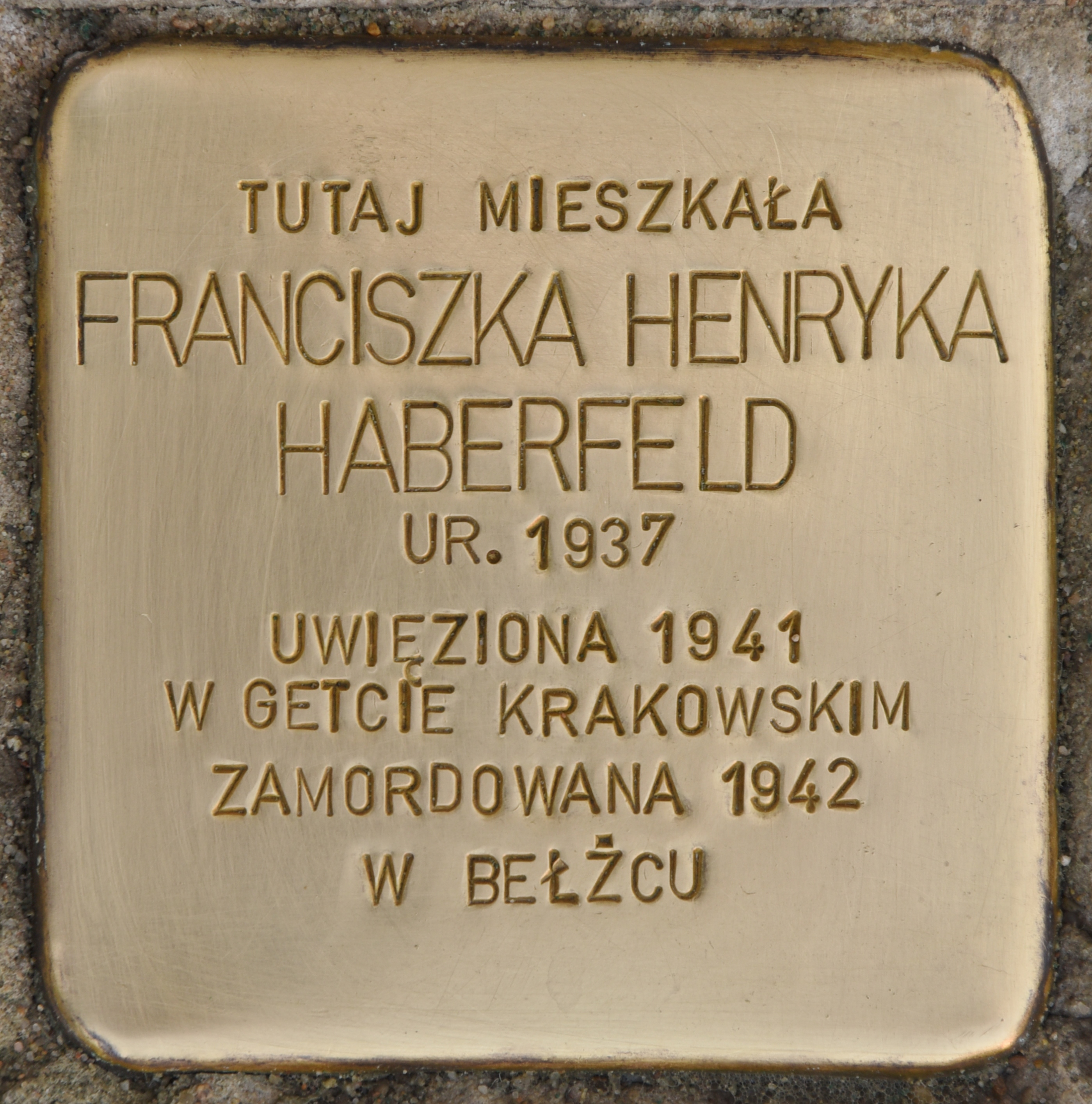
Stolperstein in Oświęcim
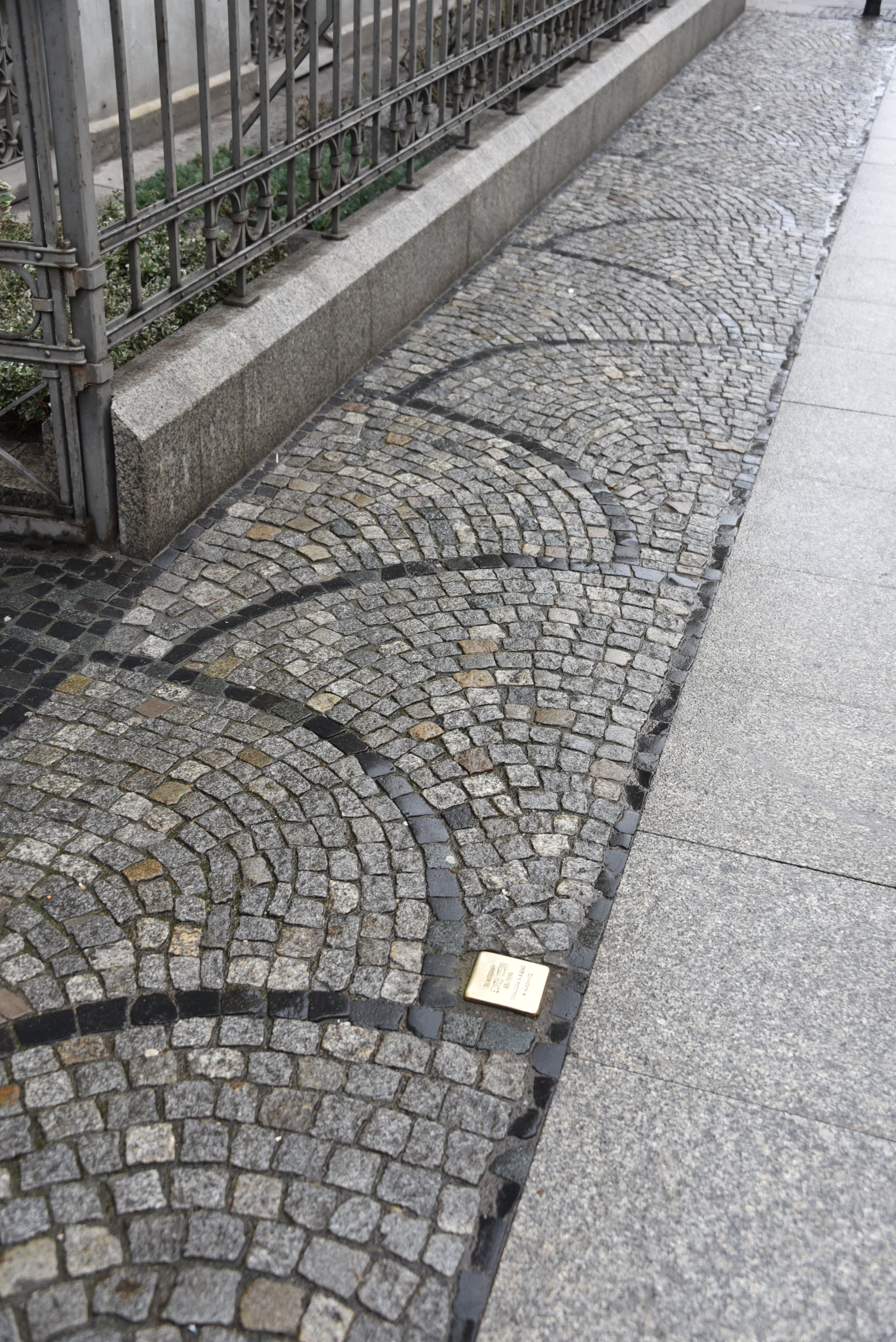
Stolperstein voor Edith Stein in Wrocław
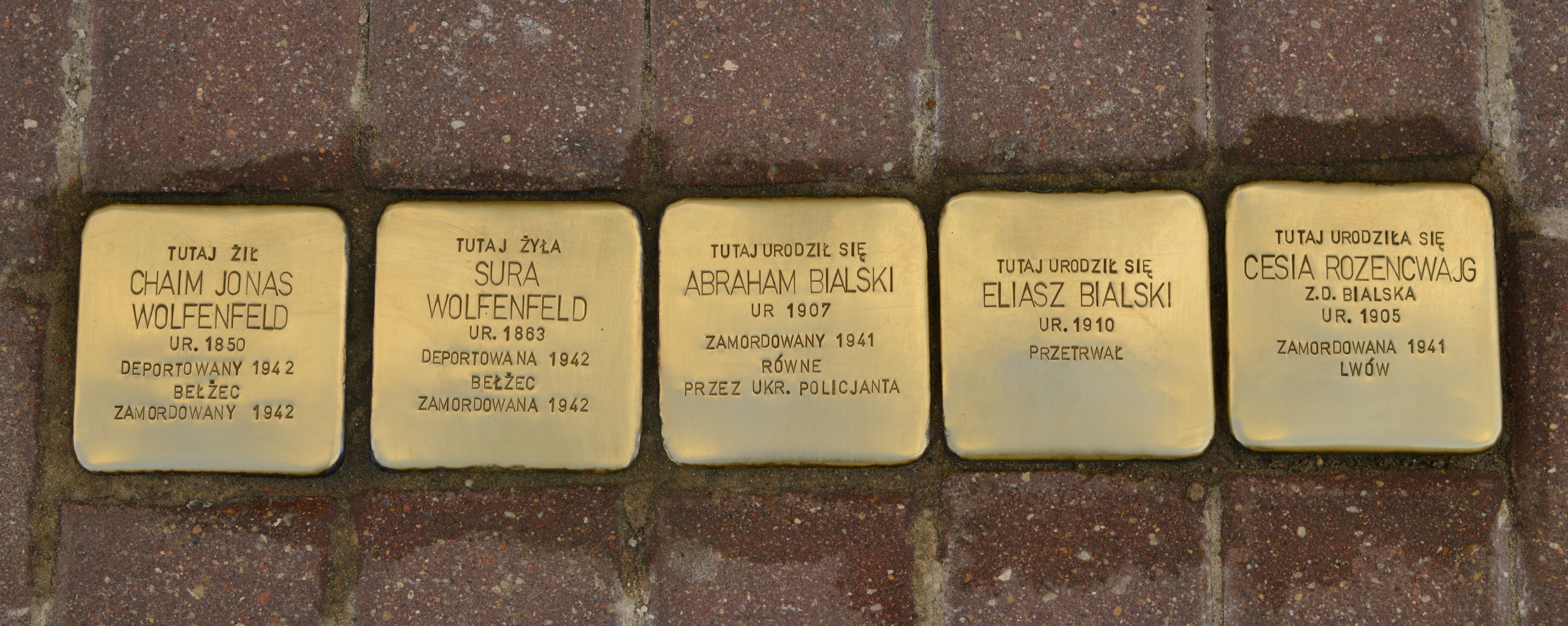
Stolpersteine in Zamość

### Scandinavië

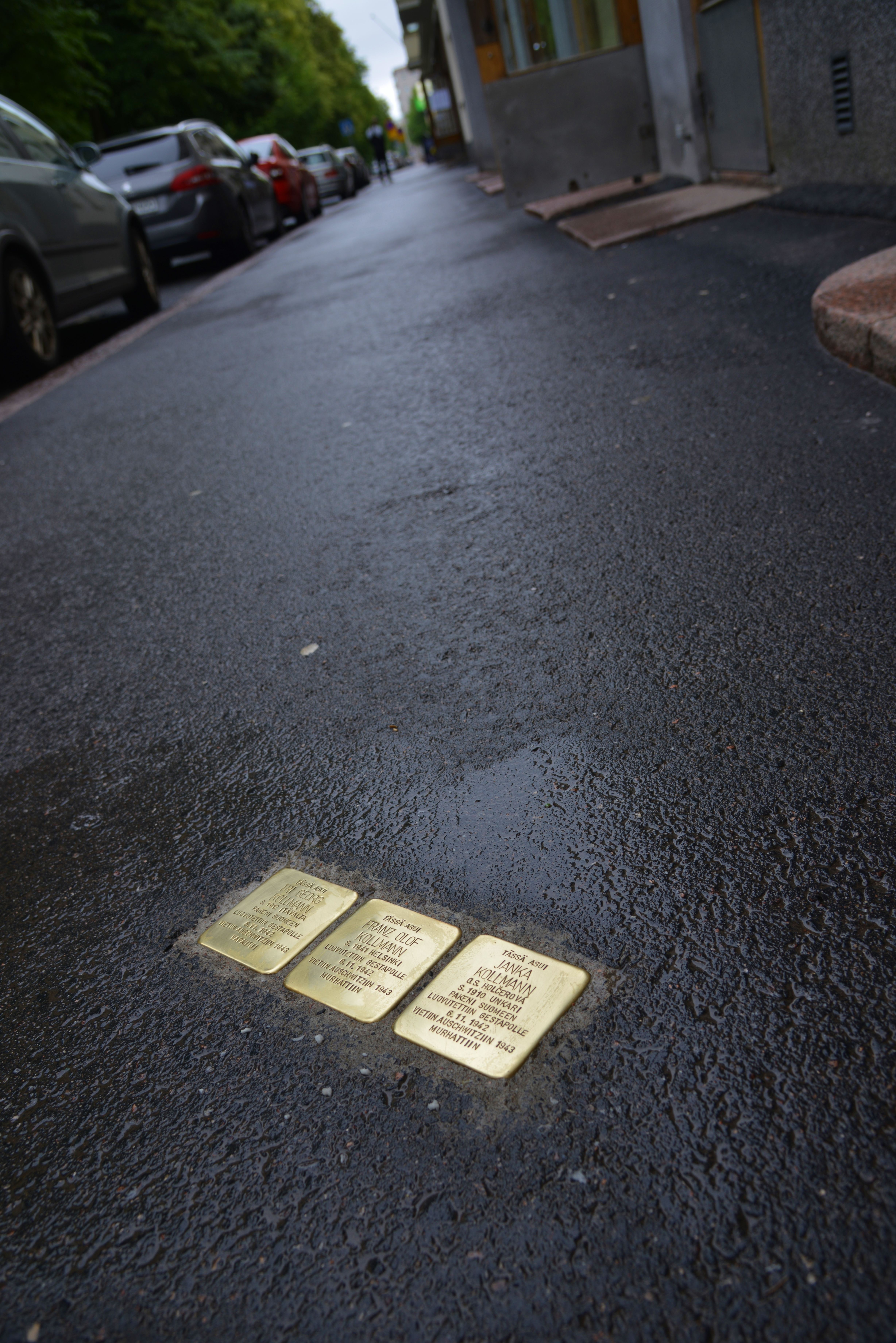
Stolpersteine in Helsinki
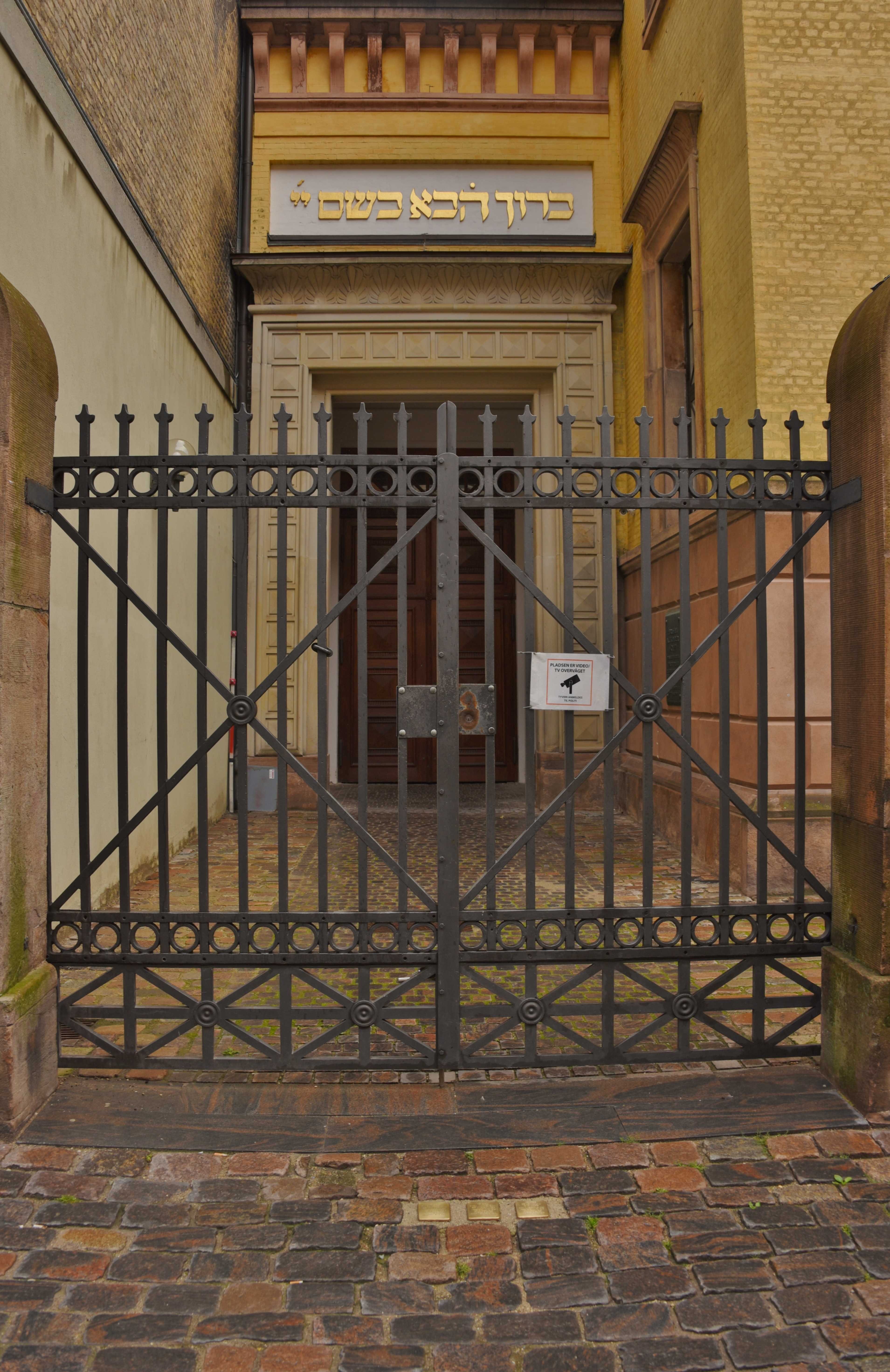
Stolpersteine in Kopenhagen
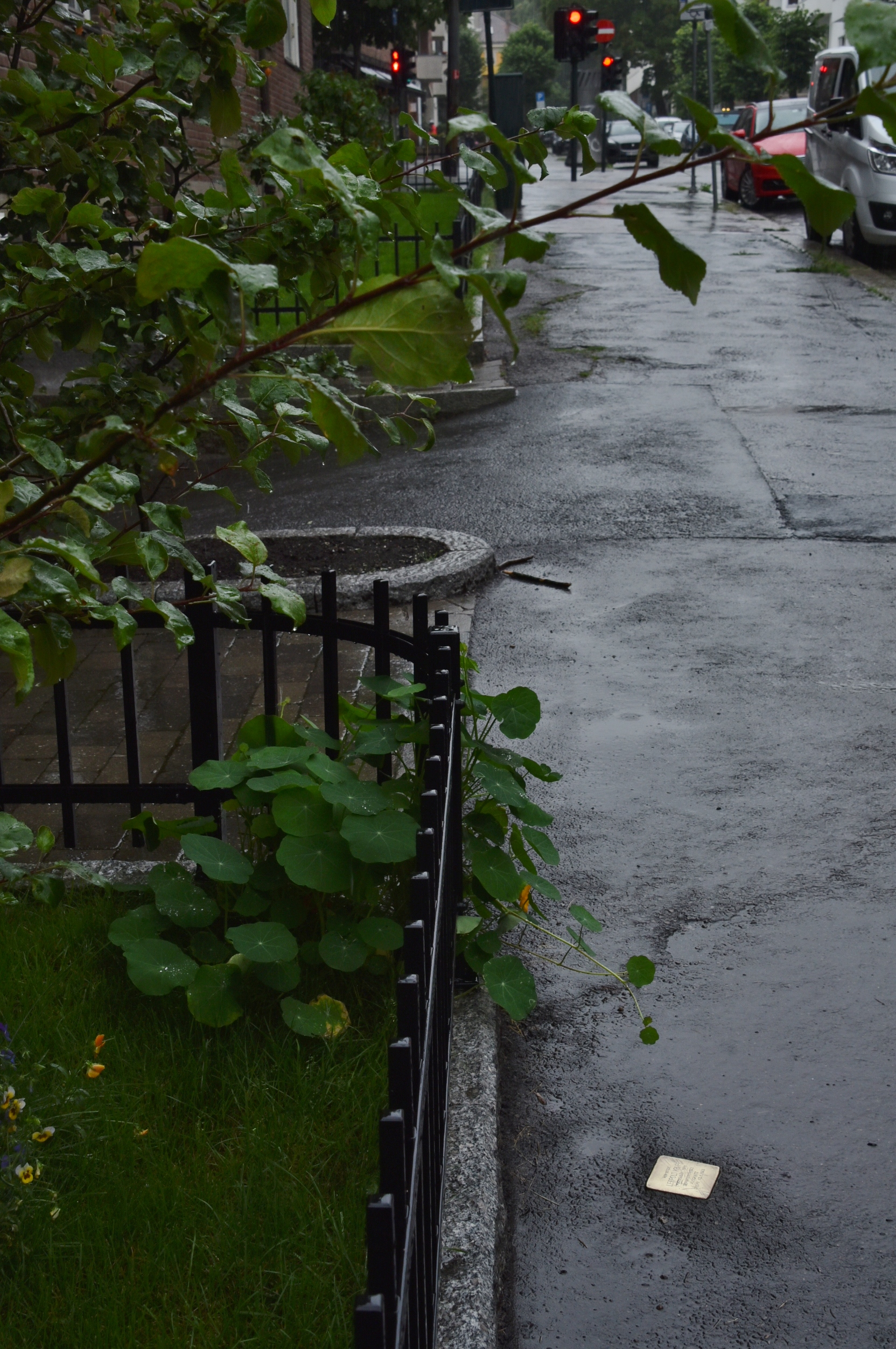
Stolperstein in Oslo
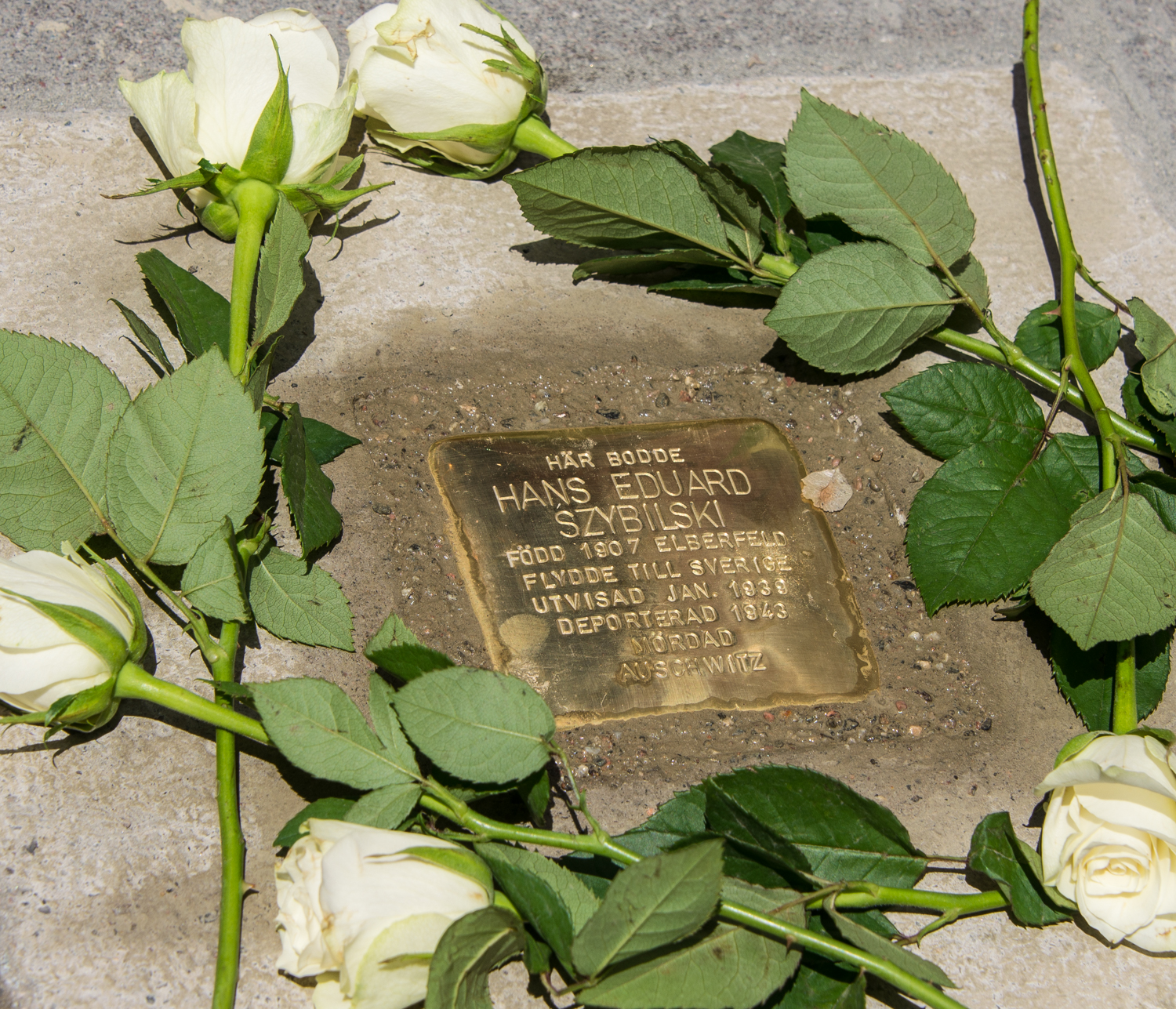
Stolperstein in Stockholm

### Slovenië, Kroatië, Servië

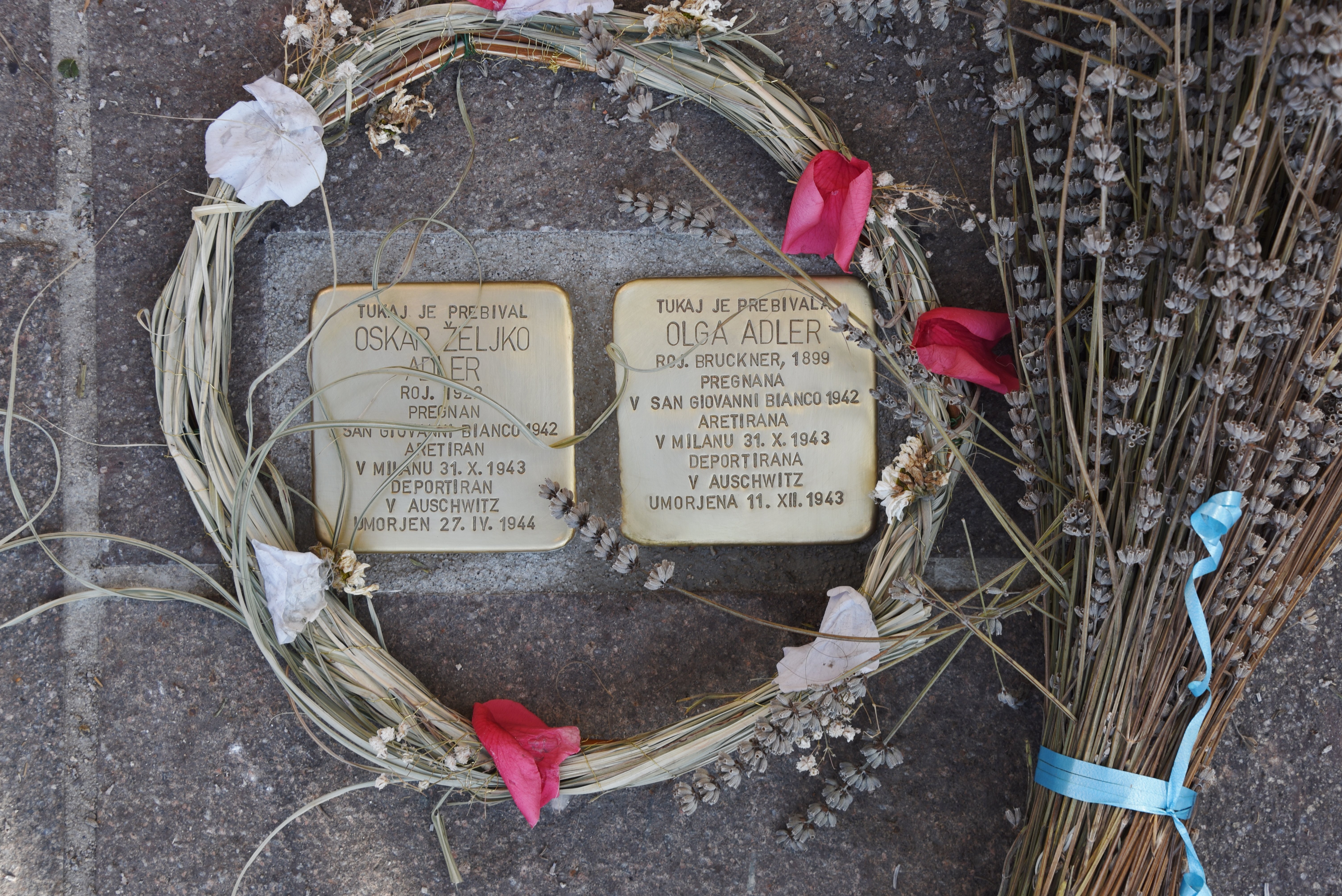
Stolpersteine in Ljubljana, Slovenië
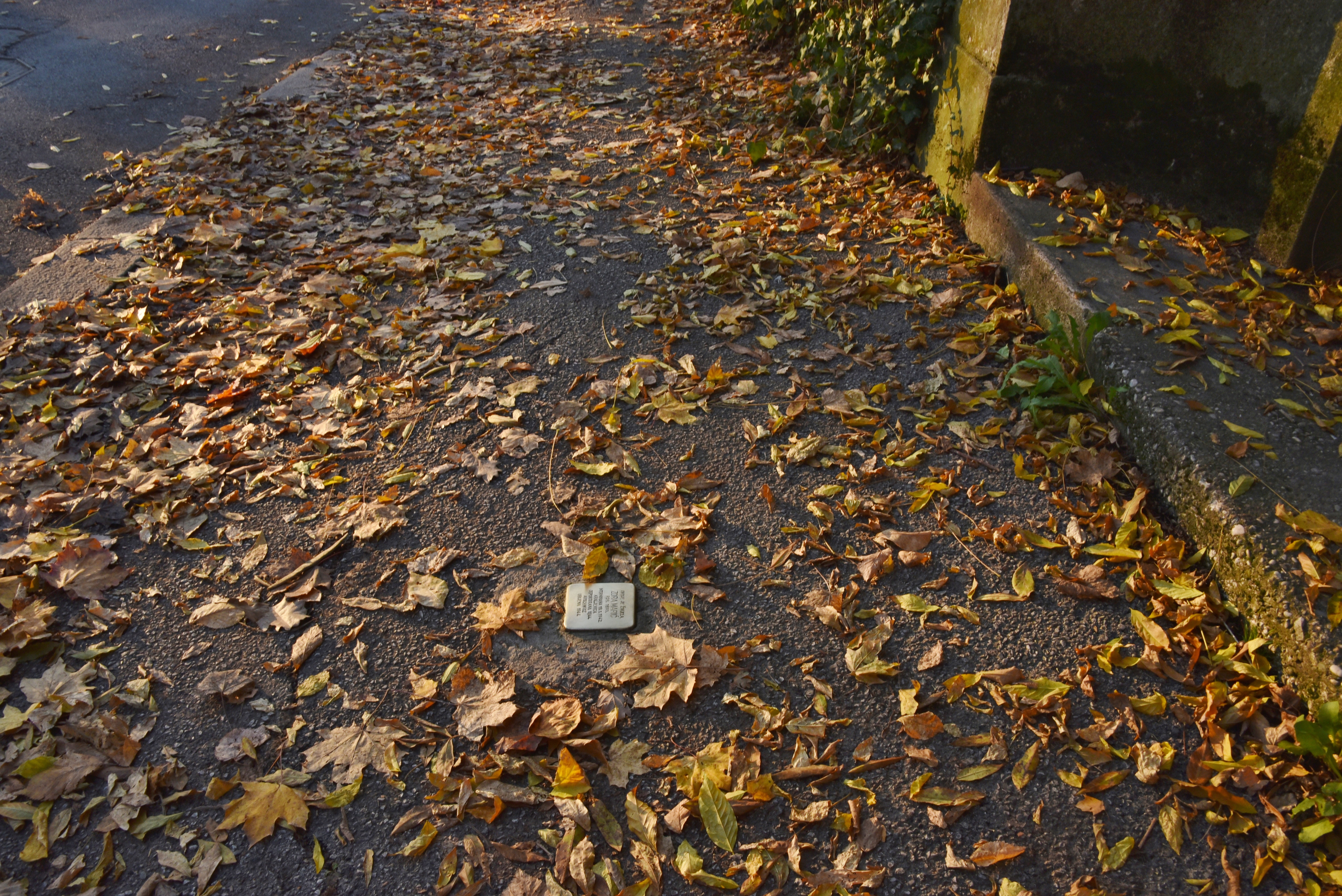
Stolperstein in Zagreb, Kroatië
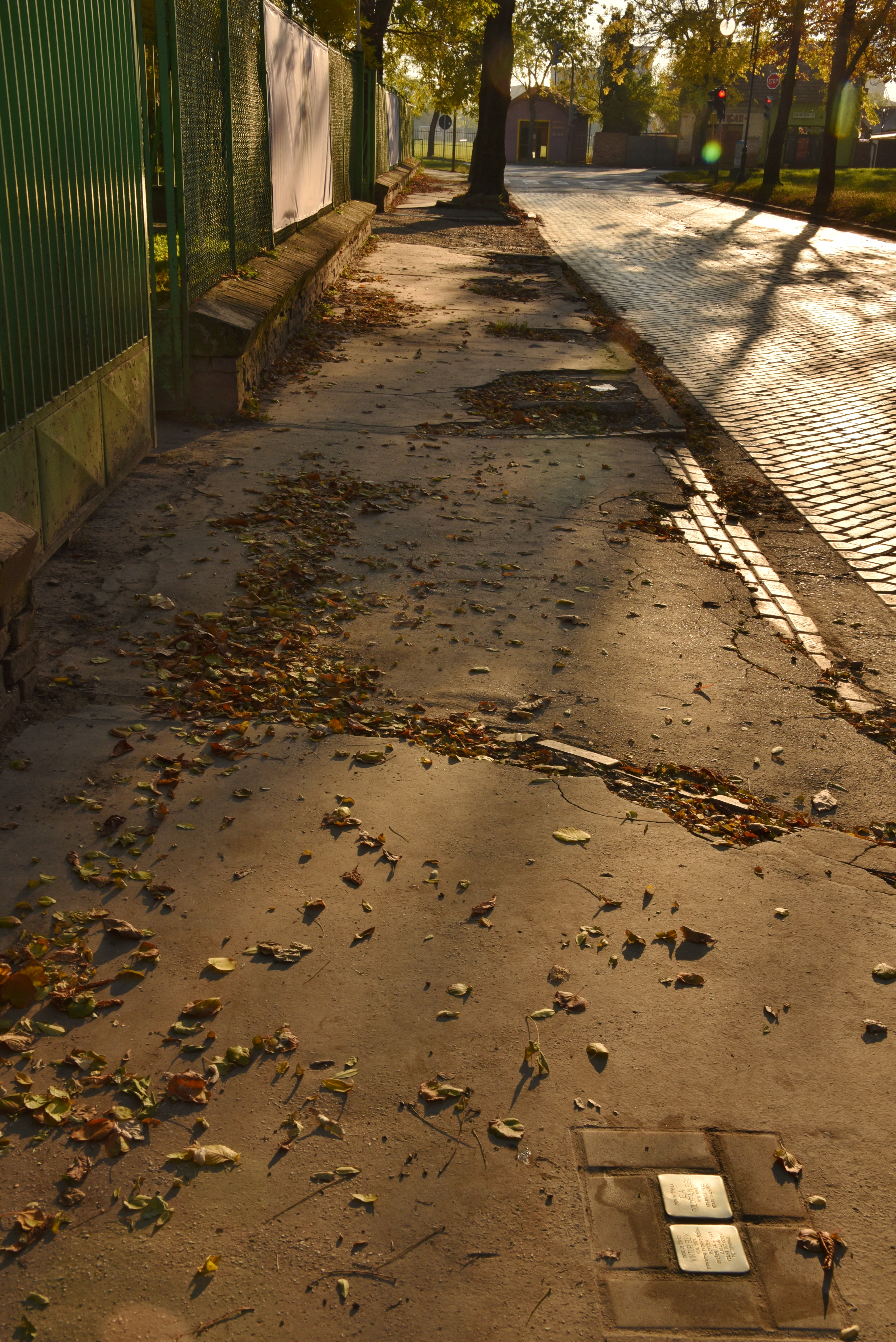
Stolpersteine in Zrenjanin, Servië

### Slowakije

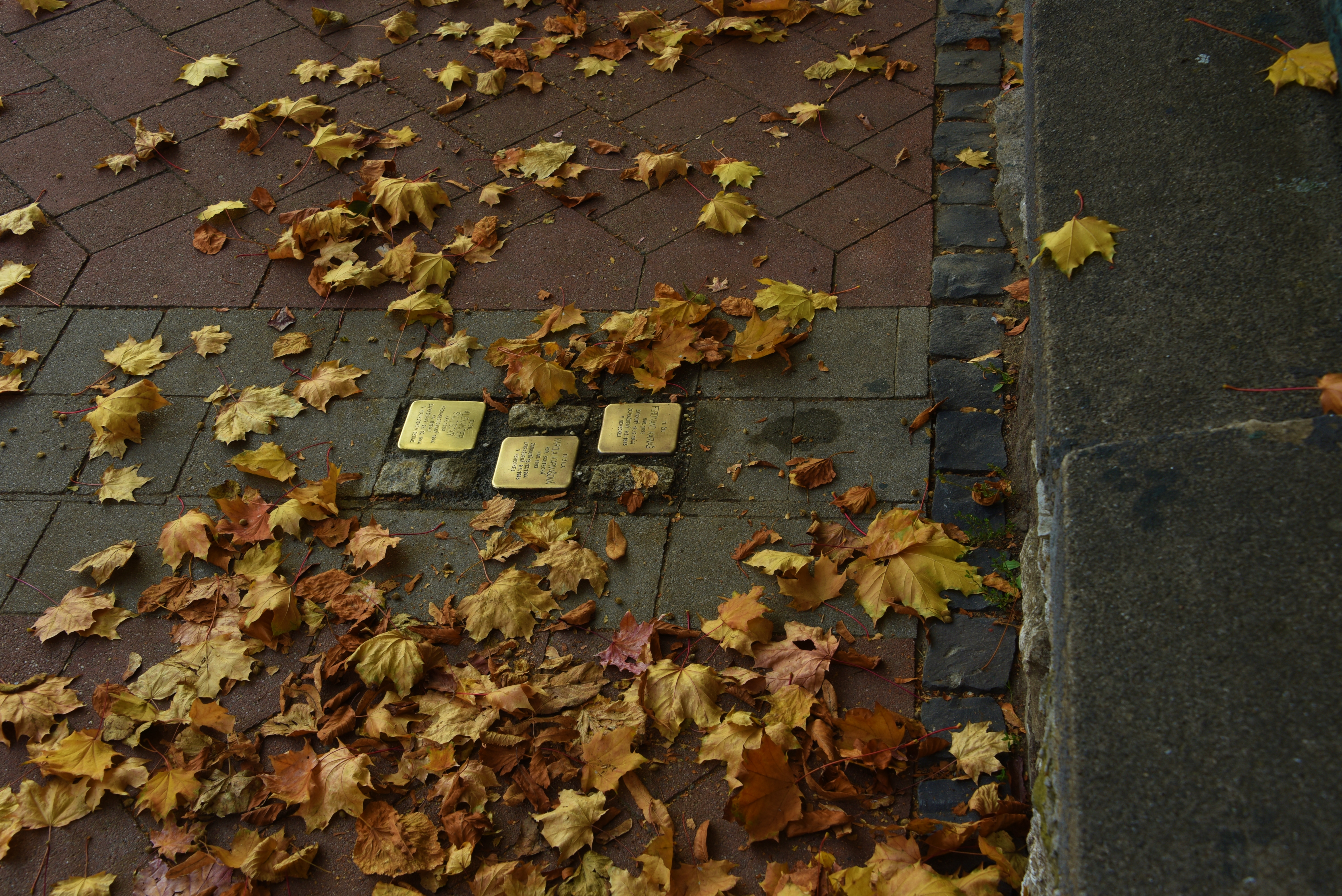
Stolpersteine in Banska Bystrica
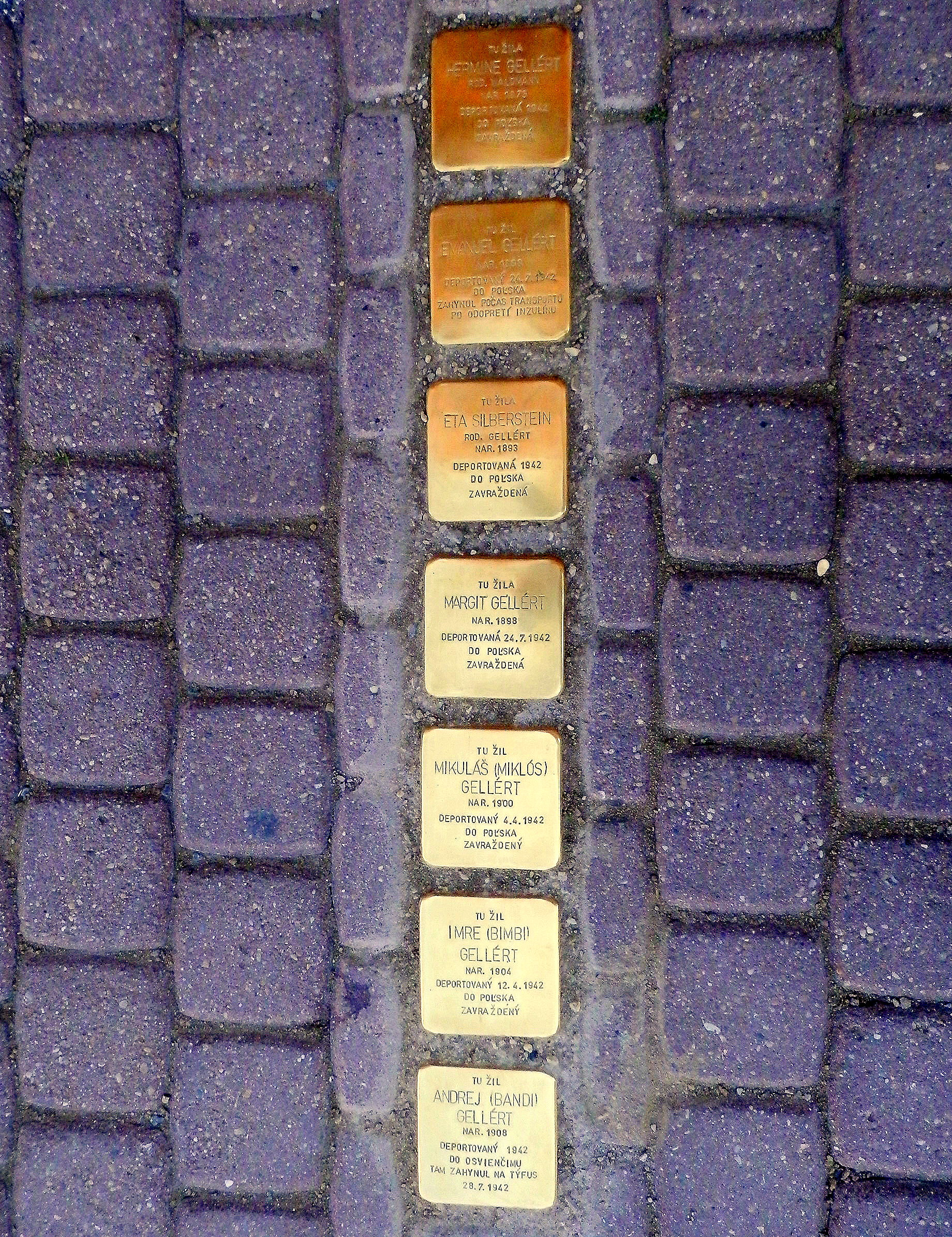
Stolpersteine in Prešov
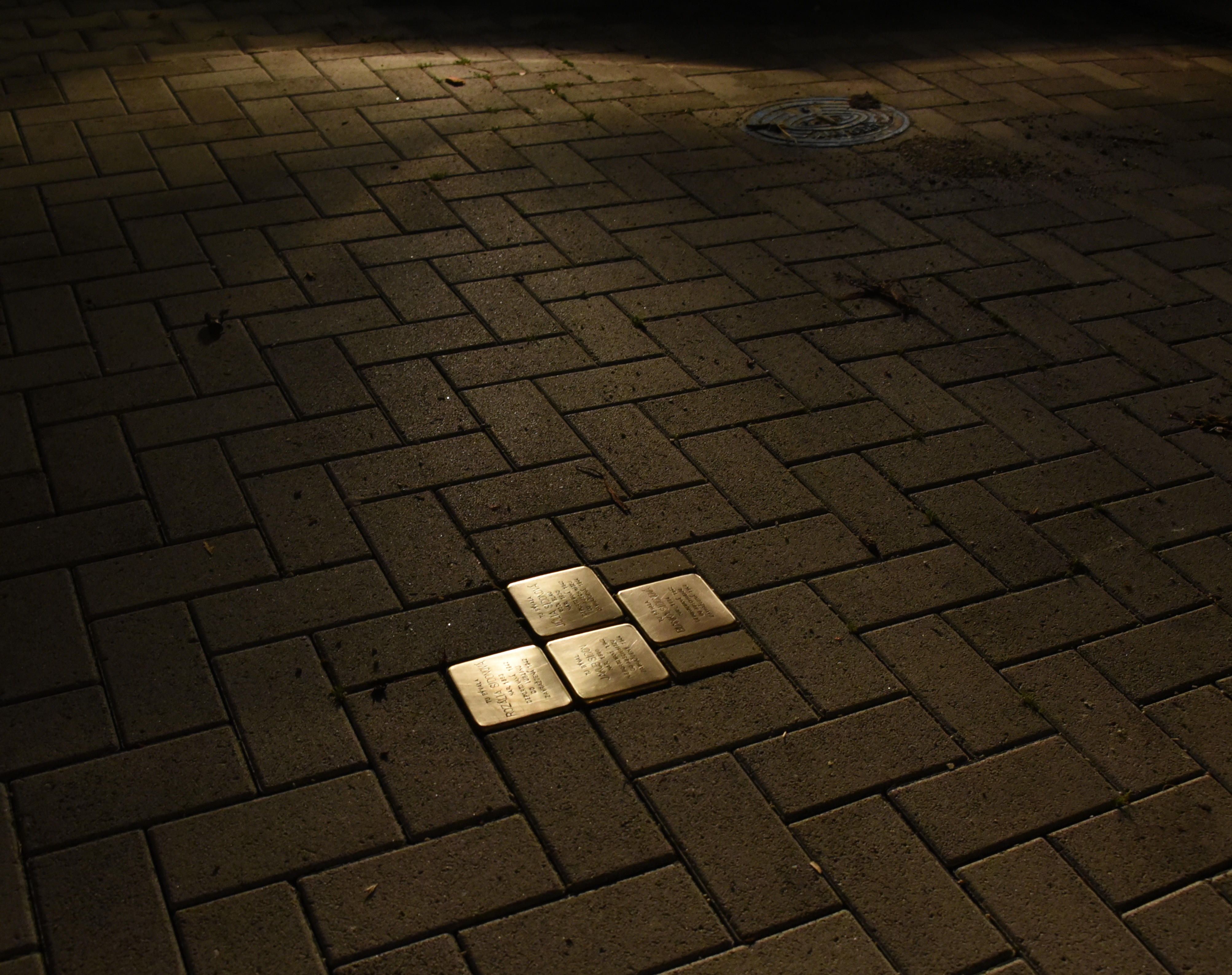
Stolpersteine in Smolenice

### Spanje

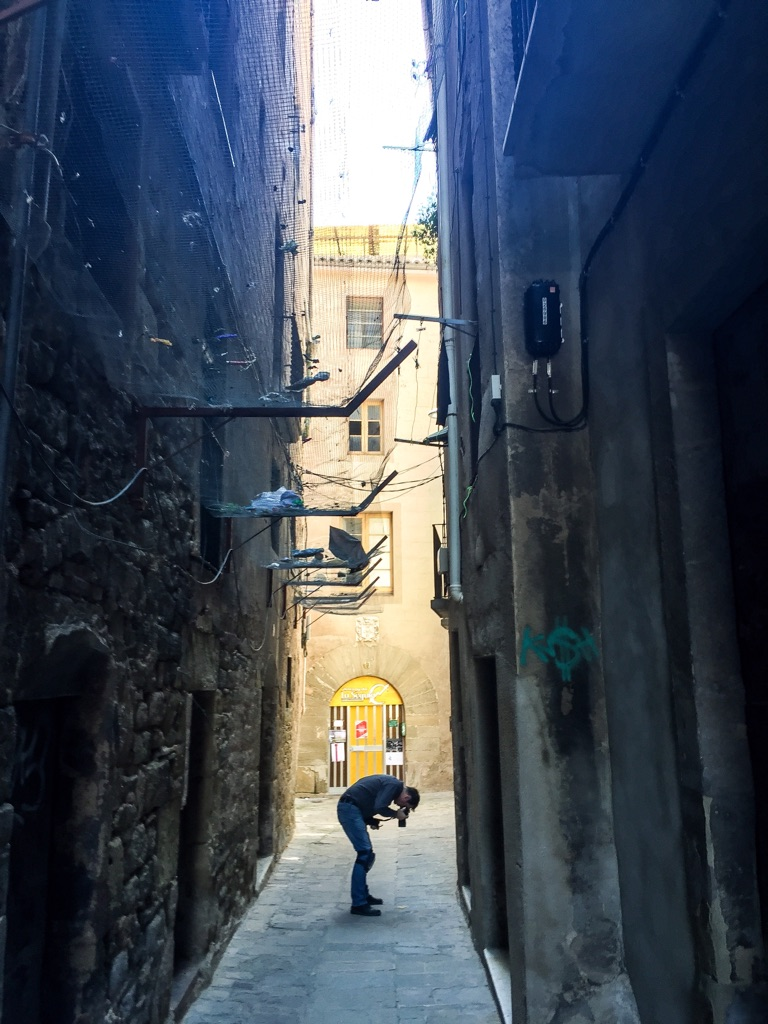
Fotograaf aan het werk in Spanje
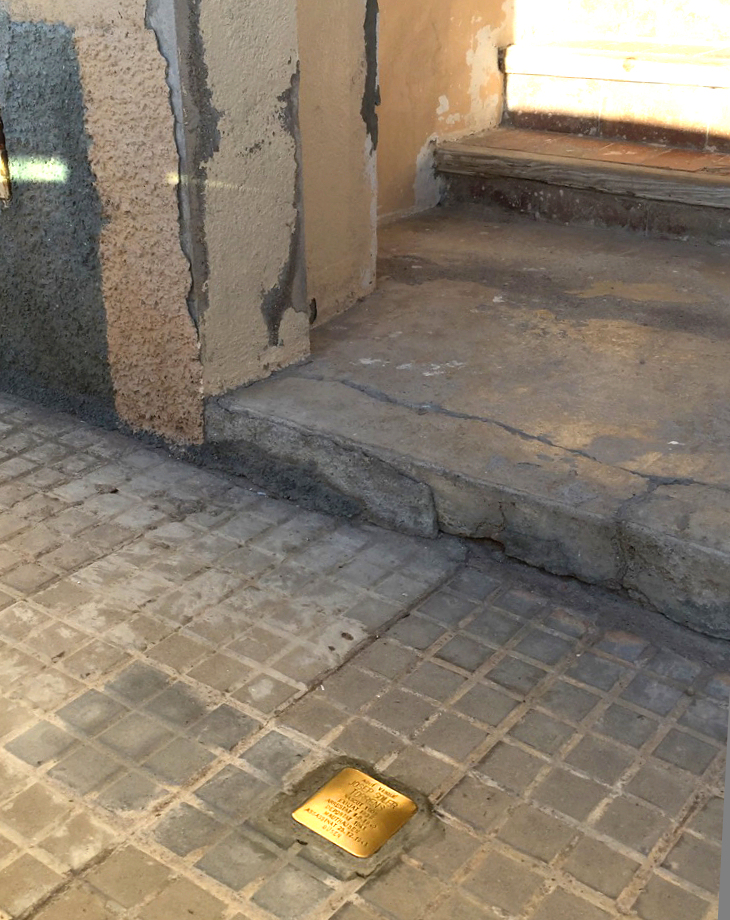
Stolperstein in El Palà de Torroella
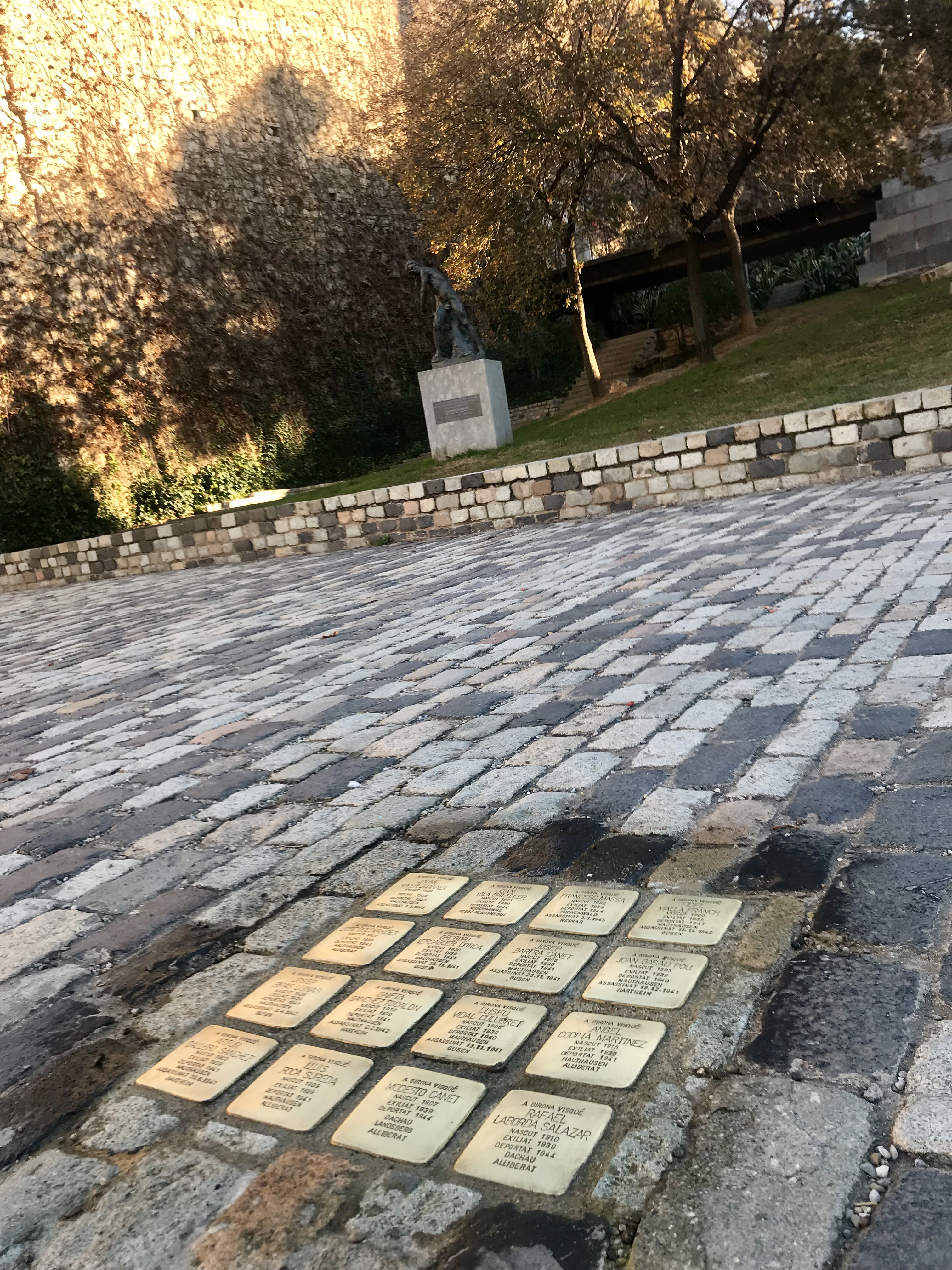
Stolpersteine in Girona
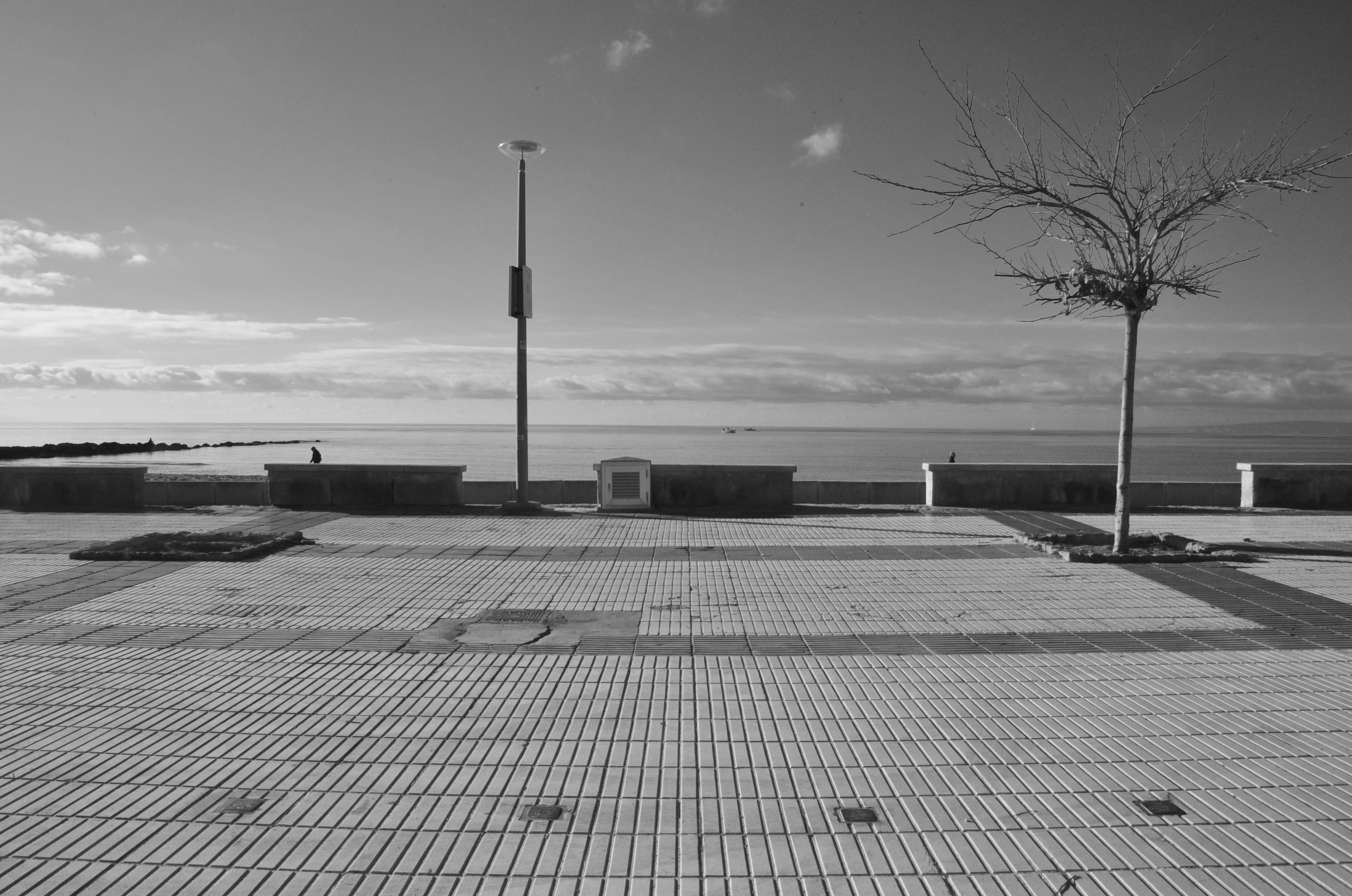
Remembrance stones in Palma

### Tsjechië

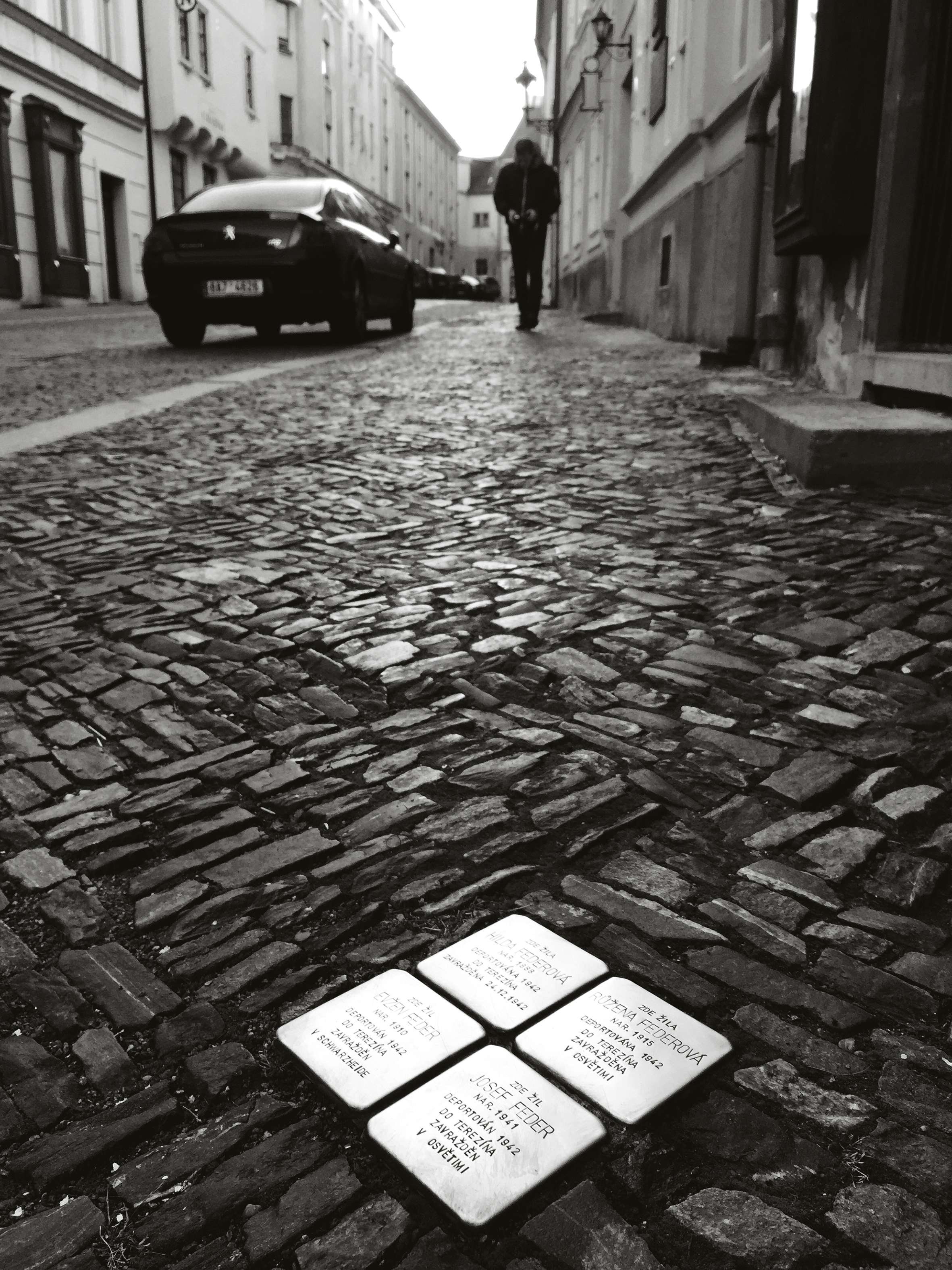
Stolperstein in Kolín
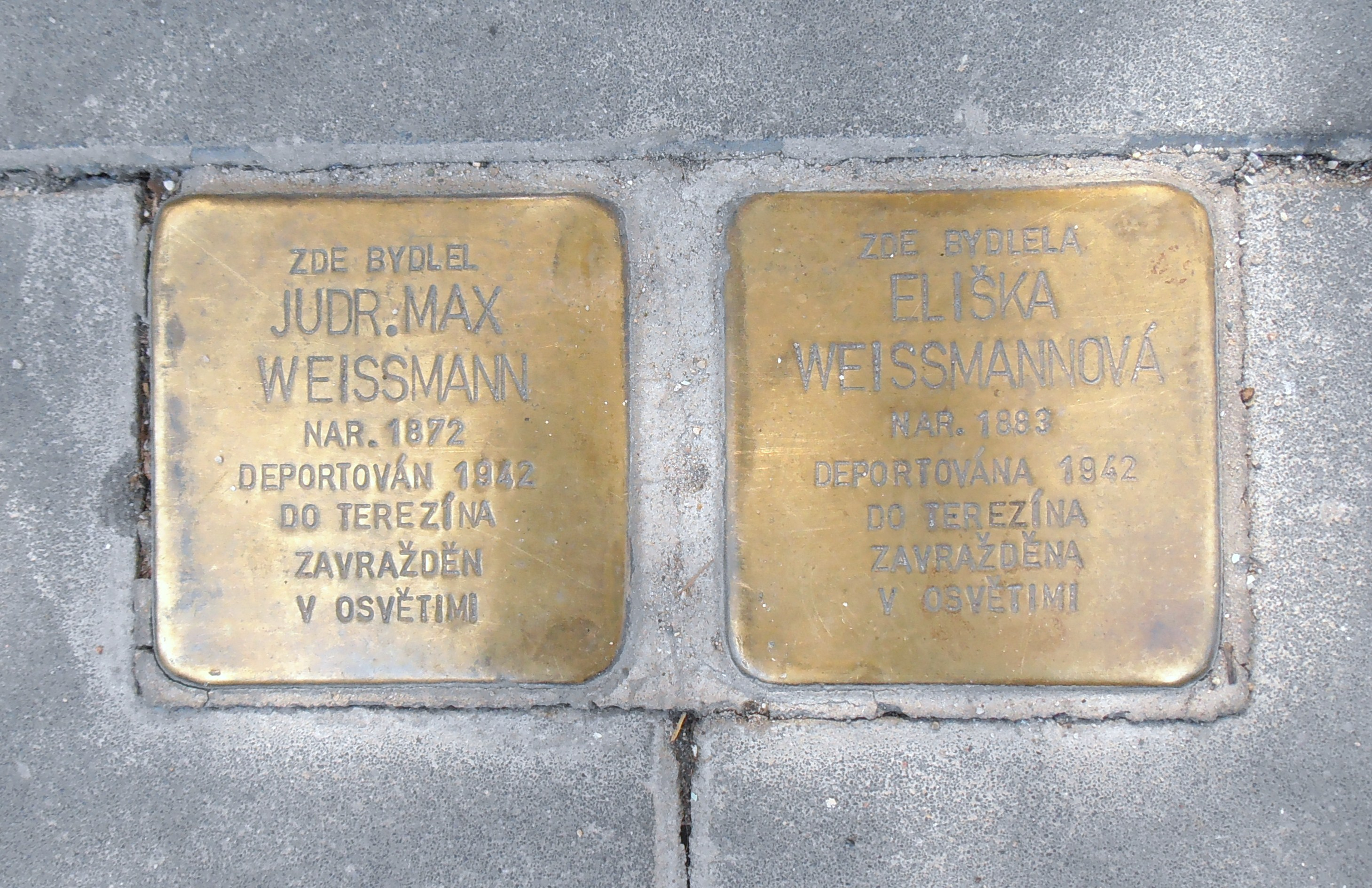
Stolpersteine in Olomouc
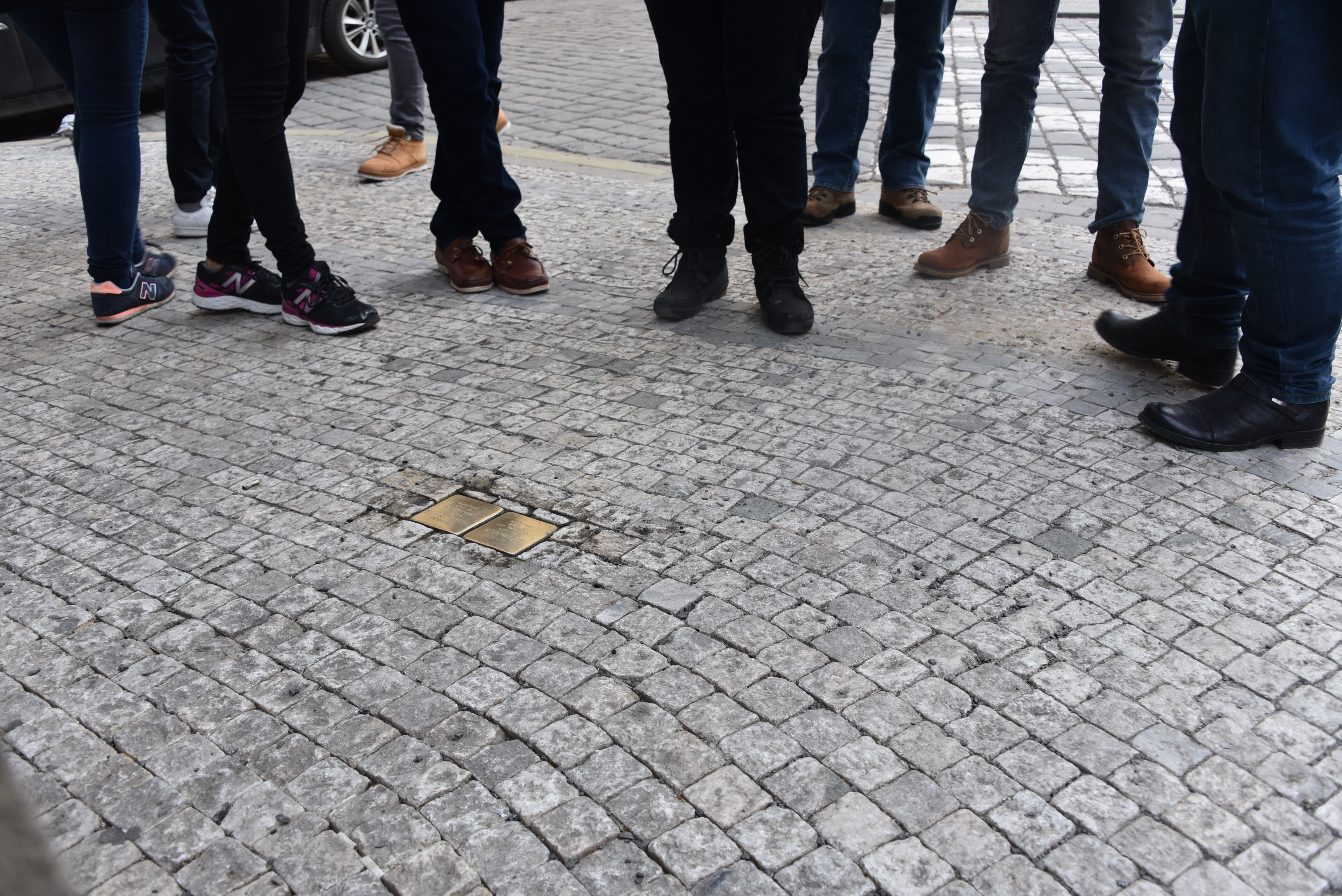
Begeleide tour in Praag
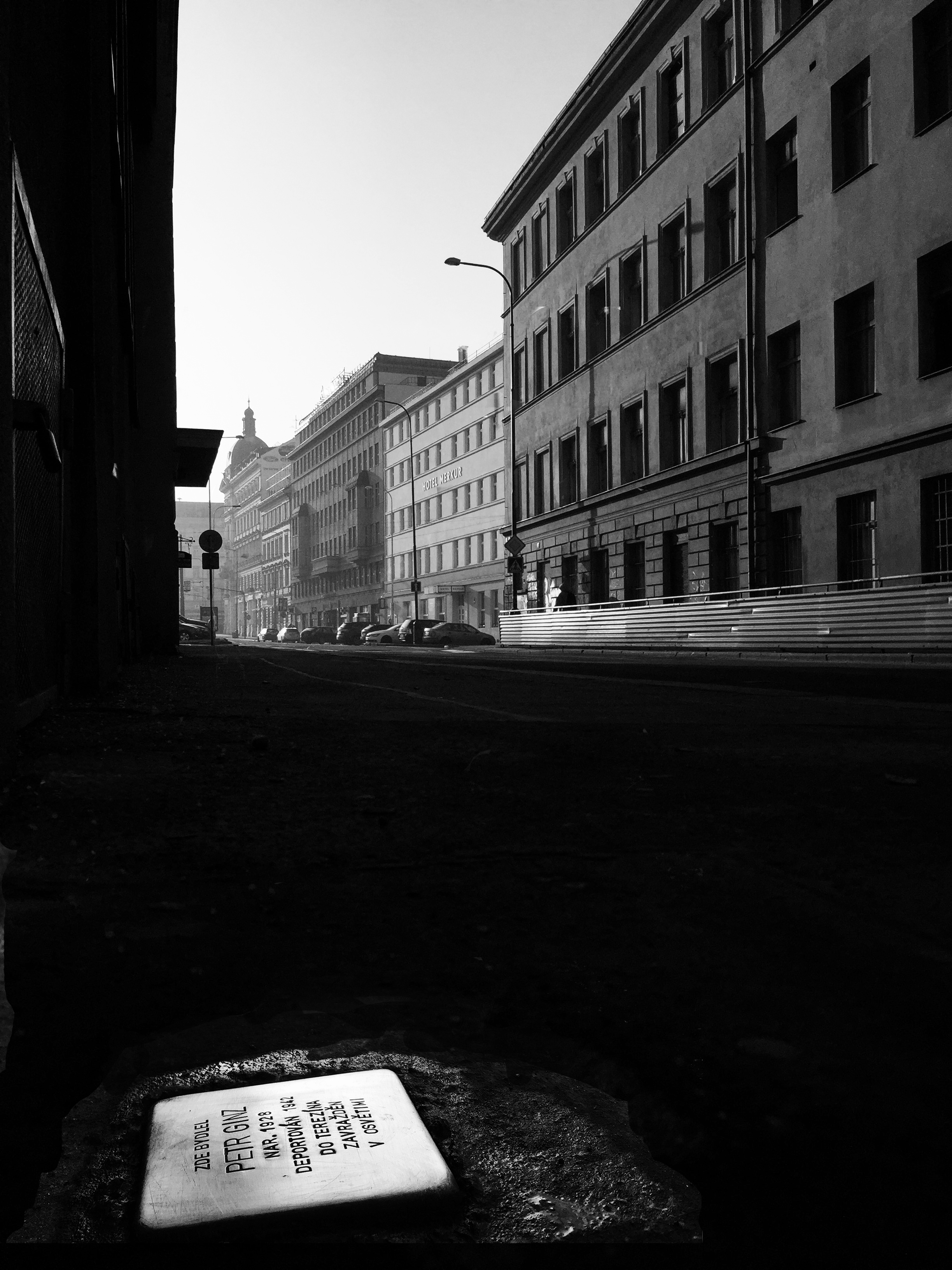
Stolperstein in Praag